# Plan Becquey

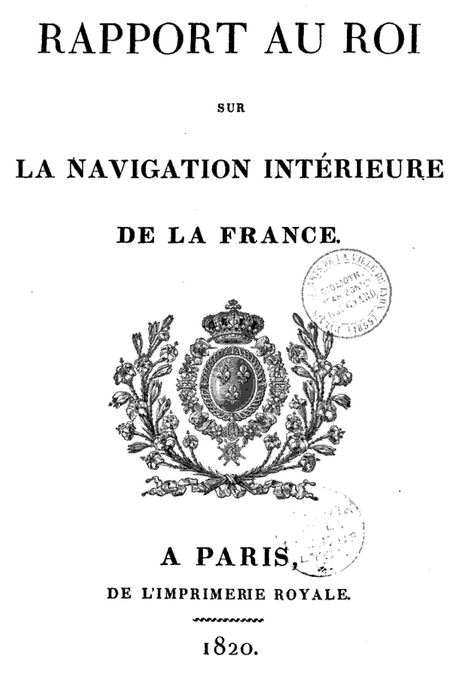
Page de garde du Rapport au roi 1820 présentant le « plan Becquey ».

Du nom du directeur général des ponts et chaussées et des mines sous la Restauration, Louis Becquey, le plan Becquey vise à doter la France d’un système (ou réseau) de voies navigables (fleuves et canaux) modernisé et articulé (voie navigable / route). Tirant parti des acquis de la Révolution et de l’Empire dans la construction d’un État moderne, ce plan s’inscrit dans une démarche globale de consolidation du pays unifié en une « économie-nation » capable, à terme, d’affronter la concurrence internationale selon les principes, en vogue à l’époque, du libéralisme. Dans ses nouvelles frontières et consécutivement à la perte des centres industriels d’Outre-Quiévrain, la France, pour affronter la concurrence de l’Angleterre, doit moderniser son appareil productif en facilitant les moyens de transports pour mettre en relation l’ensemble des régions et abaisser les prix (matières premières et biens manufacturés) par le jeu de la concurrence interne tout en assurant aux industriels une protection douanière sélective et temporaire pour leur permettre de retrouver des coûts compétitifs avant de réintégrer l’« économie-monde ». Dans ce cadre, l'administration des douanes, confiée à Saint-Cricq, et l'administration des ponts & chaussées et des mines (canaux, ponts, routes, chemins de fer, phare, mines, industrie), confiée à Becquey, participent à la ré-industrialisation du pays.

## La politique économique au début de la Restauration[1],[2]
Adepte d’A. Smith et promoteur de ses idées en France, J-B Say ouvre la voie d’un libéralisme économique, qui rompt avec les physiocrates liés au monde de la propriété foncière, et rejette le protectionnisme hérité du blocus napoléonien. Say est un ardent partisan du libre-échange qui permet une rationalisation optimale de la production et la plus forte croissance des richesses. Car l’échange est le moyen privilégié de la production ; on ne peut acheter que si l’on produit. Pour rester fidèle aux principes de 1789, la liberté économique ne peut être détachée de la liberté politique ; le libéralisme forme un tout.
Cette théorie s’affronte à celle des libéraux industrialistes privilégiant la construction d’une « économie nation » pour offrir un socle au développement du pays ; la mise en place d’un marché national est une condition préalable indispensable à l’effort productif. Les défenseurs de cette politique (administrateurs de l’appareil d’État tels François Ferrier [directeur des douanes de 1812 à 1814, puis sous les Cent-Jours], Vivent Magnien [haut fonctionnaire de la Ferme générale associé, à son époque, aux travaux menés dans l’entourage de Calonne pour réformer les finances de l’État] ou Roederer), scientifiques et ingénieurs (J.-A. Chaptal, J.-M. Dutens, Ch. Ganilh, Ch. Dupin) privilégient la doctrine de l’échange inégale en voulant spécialiser la France dans un appareil industriel « à l’anglaise », à savoir l’utilisation du machinisme et la division du travail. L’économie nationale doit s’engager dans la course aux gains de productivité, à la baisse des prix des objets de consommation pour obtenir un avantage sur tous les marchés de l’Europe. Le choix de cette politique productiviste a pour objectif de mobiliser la main-d'œuvre et de lutter ainsi contre le sous-emploi responsable du sous-développement caractéristique de l’Ancien Régime. Alors que l’industrialisation anglaise trouve les ressorts de sa croissance dans les marchés extérieurs à un moment où le marché britannique n’offre que 8 millions de consommateurs, le pari de l’industrialisation française s’appui sur la conquête d’un marché intérieur de 28 millions d’habitants.

Toutefois, laisser agir librement le marché dans le face à face avec l’Angleterre n’est pas le meilleur moyen d’améliorer les termes de l'échange et faire participer le commerce international à la richesse nationale. Il ne s’agit pas de rejeter le libéralisme économique, mais d’utiliser toute la puissance du nouvel État né de la Révolution et de l’Empire pour instruire, accompagner, encourager et protéger l’entrepreneur. Le libre-échange, idéal qui n'est jamais rejeté, est repoussé à beaucoup plus tard. Aussi, faut-il conjuguer habilement la liberté et soutien de l’État ; la France doit inaugurer une voie nationale vers le libéralisme. Cette politique entend protéger les producteurs français face aux produits étrangers, mais ouvre le marché intérieur aux matières premières, « aliments de l’industrie » ; charbon, fers (produits des forges et laminoirs, assimilés à une matière première), sucre et coton brut. Cependant la libéralisation des forces productives sur le marché national ne signifie pas pour autant un marché abandonné à lui-même ; l’État réforme la patente, le code de commerce, instaure une régulation des revendications des producteurs par les chambres de commerce, etc. Ce libéralisme économique « encadré » correspond à l’engagement politique des doctrinaires qui admettent les acquis de la Révolution, dont l’égalité civile et les nouvelles libertés, mais rejettent les nostalgies de l’Ancien Régime et la politique des ultraroyalistes. Ce qui les distingue des autres libéraux, c’est le refus de l’individualisme inspiré de l’expérience anglaise, du laissez-faire - laissez-passer.

«  Dans cette nouvelle configuration de l’économie-nation, l’État s’est voulu le gardien du libéralisme, c’est lui qui s’est chargé de développer une pédagogie libérale qui consistait à rappeler en permanence que si le manufacturier obtenait le monopole du marché national, il s’imposait la tâche de mobiliser les bras, de produire à des coûts décroissants, de défendre la balance du commerce en substituant des productions nationales aux importations. »

— Francis Démier, La France de la restauration (1814-1830) - l’impossible retour du passé (conclusion).
À ces libéraux industrialistes, qu’ils appellent « les tenants attardés de la balance commerciale », les défenseurs de la propriété foncière (Germain Garnier, traducteur d’A. Smith, Luneau de Boisjermain, Adrien Lezay, de Boislandry) sont, au contraire, favorables au retour sans attendre de la France dans l'« économie-monde ». Pour eux, le monde manufacturier est minoritaire au regard des propriétaires fonciers plus nombreux et renouvelés par la Révolution. L’agriculture a vocation de tracer la ligne générale de la politique économique au lendemain des bouleversements révolutionnaires.

Dès le début de la Restauration, la politique économique est conduite par un petit groupe de responsables politiques, avec le soutien de Villèle, et de grands technocrates, parallèlement à une refonte de l’appareil d’État. En 1814, une administration de l’agriculture, du commerce, des arts et manufactures est confiée à Becquey. À la tête de son administration, Becquey ménage à la fois la liberté commerciale et le recours au protectionnisme. Favorable au libéralisme, il admet toutefois, dans la mesure où les autres nations ont elles-mêmes adopté des restrictions d’importation, que des restrictions semblables puissent être opposées en France aux produits étrangers afin que les produits équivalents français ne se trouvent pas victimes du principe de liberté si la France seule l'applique.

« Sous la garantie de traités internationaux établissant pour la France les faveurs qu’elle-même accorderait à d’autre nations, il [Becquey] eût consentit à laisser le marché libre. »

— A. Beugnot. Vie de Becquey, ministre d'État et directeur général des Ponts et Chaussées et des Mines sous la Restauration.

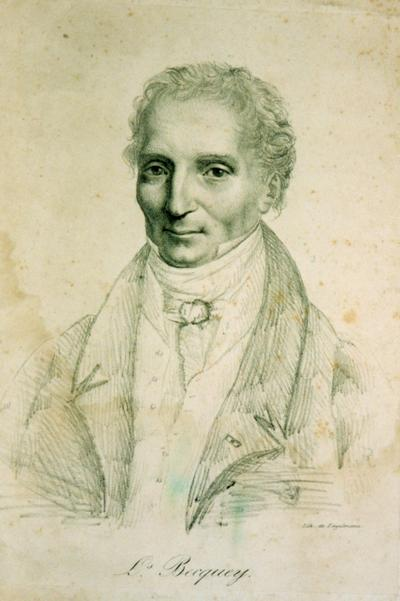
Louis Becquey

C’est pourquoi, entre autres mesures de soutien à l'activité productive, le protectionnisme et la prohibition sont acceptés comme moyen temporaire de conquête qui laisseront place, par étapes, aux normes du marché dans la mesure où la France se dotera des moyens pour redevenir un pôle de « l’économie monde ». Par contre, à l’intérieur des nouvelles frontières au lendemain de l’Empire (perte de l’espace outre-Quiévrain riche en mines et manufactures, de l’entre Meuse et Rhin et de la Savoie), il n’y aura pas de retour aux privilèges ou monopoles, de particularismes ou de franchises, mais un marché national uni où s’exerce la concurrence.

« Liberté au-dedans, protection au-dehors, tels sont les principes qui seront appliqués au commerce, tels sont les éléments de sa régénération. »

— Becquey, circulaire du 6 juin 1814 aux membres composant les chambres de commerce,.

Dans ce cadre, la définition d’un marché national à la fois uni et protégé nécessite la mise en place d’un réseau de transport qui soit capable de mettre en relation l’ensemble des régions et d’assurer, à terme, une égalisation des prix par le jeu de la concurrence entre les différentes parties du territoire.

« [Votre majesté] a conçu l’idée d’augmenter les produits de la France par la facilité des communications ; de faire circuler, sur toute sa surface, des canaux qui en réuniront les parties les plus éloignées… »

— Rapport au roi sur la navigation intérieure, 1820 (rapport du ministre de l’intérieur au roi).

Le roulage et le cabotage maritime ne pouvant permettre le transport sur tout le territoire de masses importantes de marchandises au moindre prix, en particulier les produits pondéreux (blé, matériaux du bâtiment, combustibles et minerais), Becquey définit le plan d’un réseau de voies navigables constitué, en partie, de canaux à construire.

« …la difficulté et le prix des transports ne nous ont pas permis jusqu’à présent d’employer aussi généralement ce précieux combustible  [la voie navigable] que la nature a si généreusement placé sur presque tous les points du territoire de nos voisins [Anglais]. »

— Lettre du 12 août 1819 de Becquey aux préfets diffusant le rapport de Dutens.

## La situation des canaux en 1815[13]

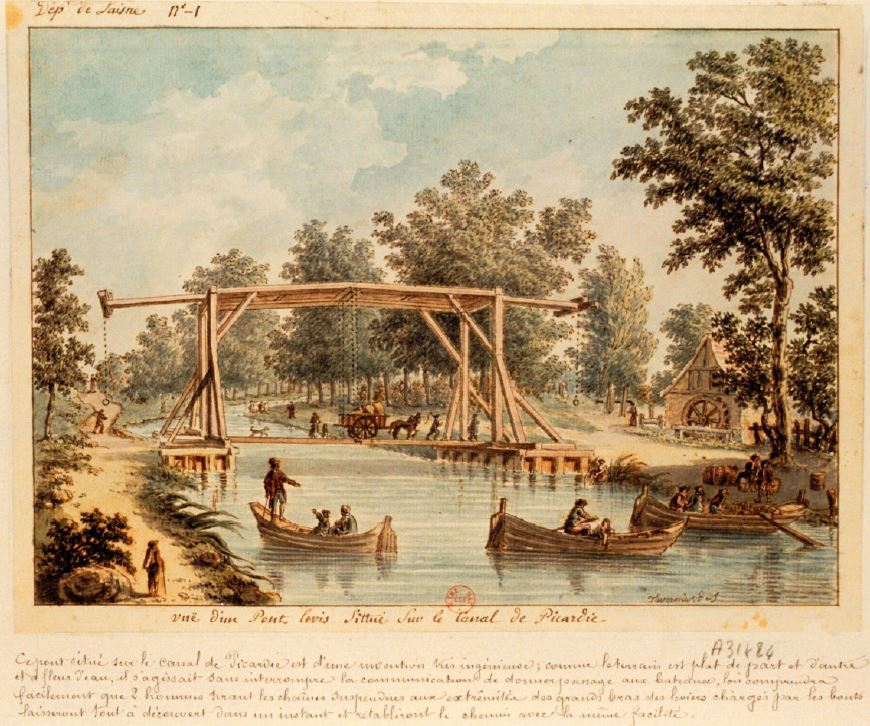
Vuë d'un Pont levis sittué (sic) sur le canal de Picardie (canal Crozat) - 178.

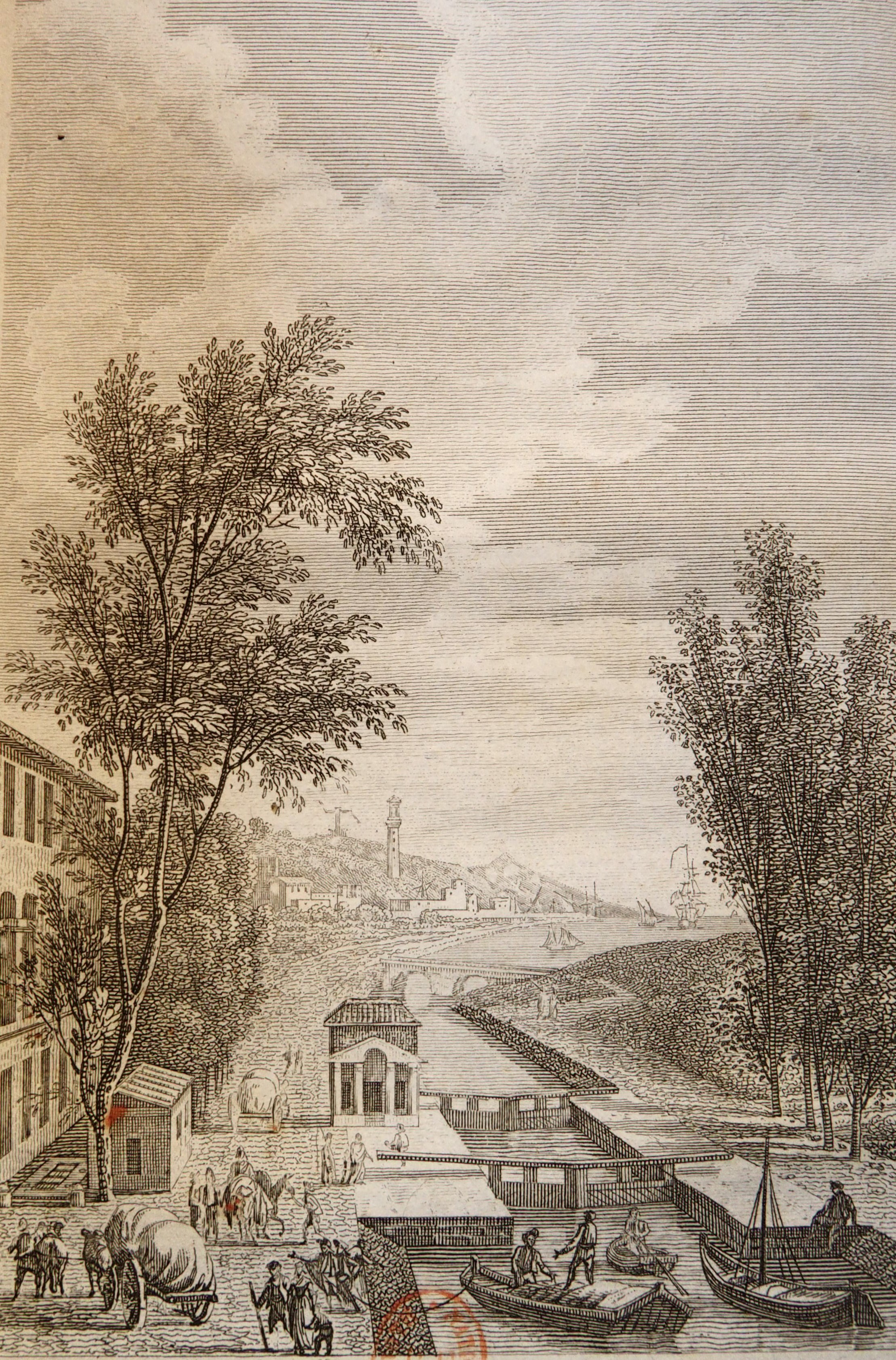
Les œuvres des ponts et chaussées (canal, pont, route, phare, télégraphe).

À la fin du XVIIIe siècle, environ 1 000 km de canaux sont ouverts à la navigation et ont nécessité, tant par l’État (pays d’élection et pays d'états) que par les concessionnaires, 116 MF de dépenses. Au nombre des canaux concédés figurent ceux de Briare (terminé en 1642), du Languedoc (terminé en 1684), de Grave (1675) d’Orléans (1679), du Loing (1719), de Lunel (1728), Crozat (Saint-Quentin à Chauny) (1732) prolongé jusqu’à la Somme (~1769), de Givors (1780), de la Dive (en cours de construction), Pont-de-Vaux (en cours de construction). Les états de Languedoc ont construit le court canal de Brienne (ouvert en 1776) à Toulouse, reliant le canal du Languedoc à la Garonne. Les états de Bourgogne engagent, au début des années 1780, les travaux des canaux du Charolais, de Bourgogne et de Franche-Comté (partie du Canal du Rhône au Rhin). L’État entreprend les canaux de la Brusche, de Neuffossé et du Nivernais.

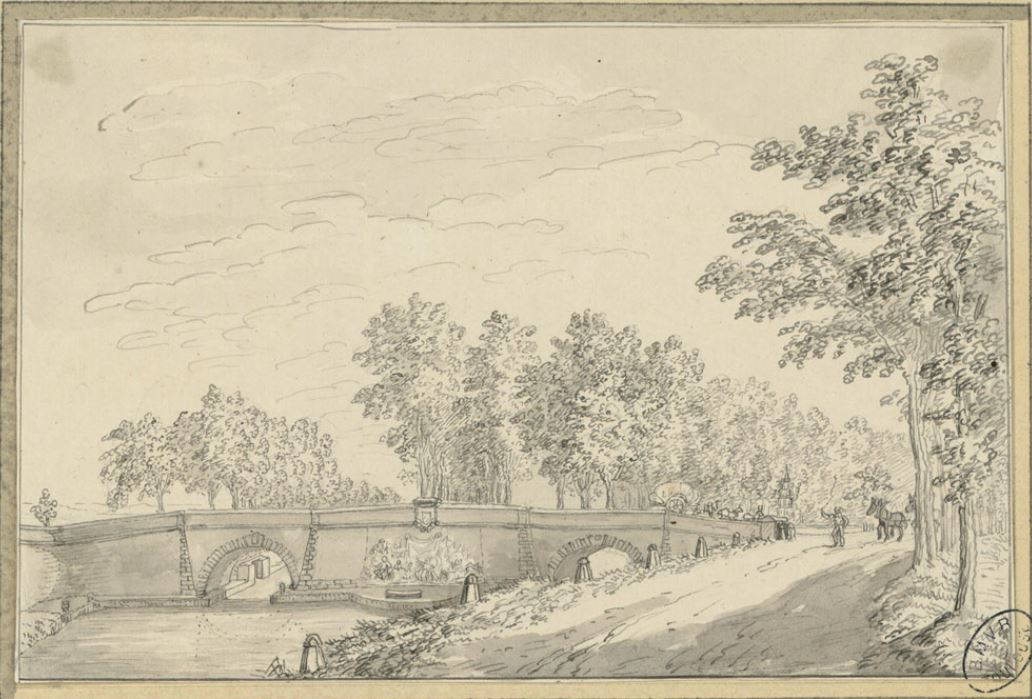
Jonction canal du Midi et du canal de Brienne à 1/4 de lieue au nord de Toulouse (21 aout 1818).

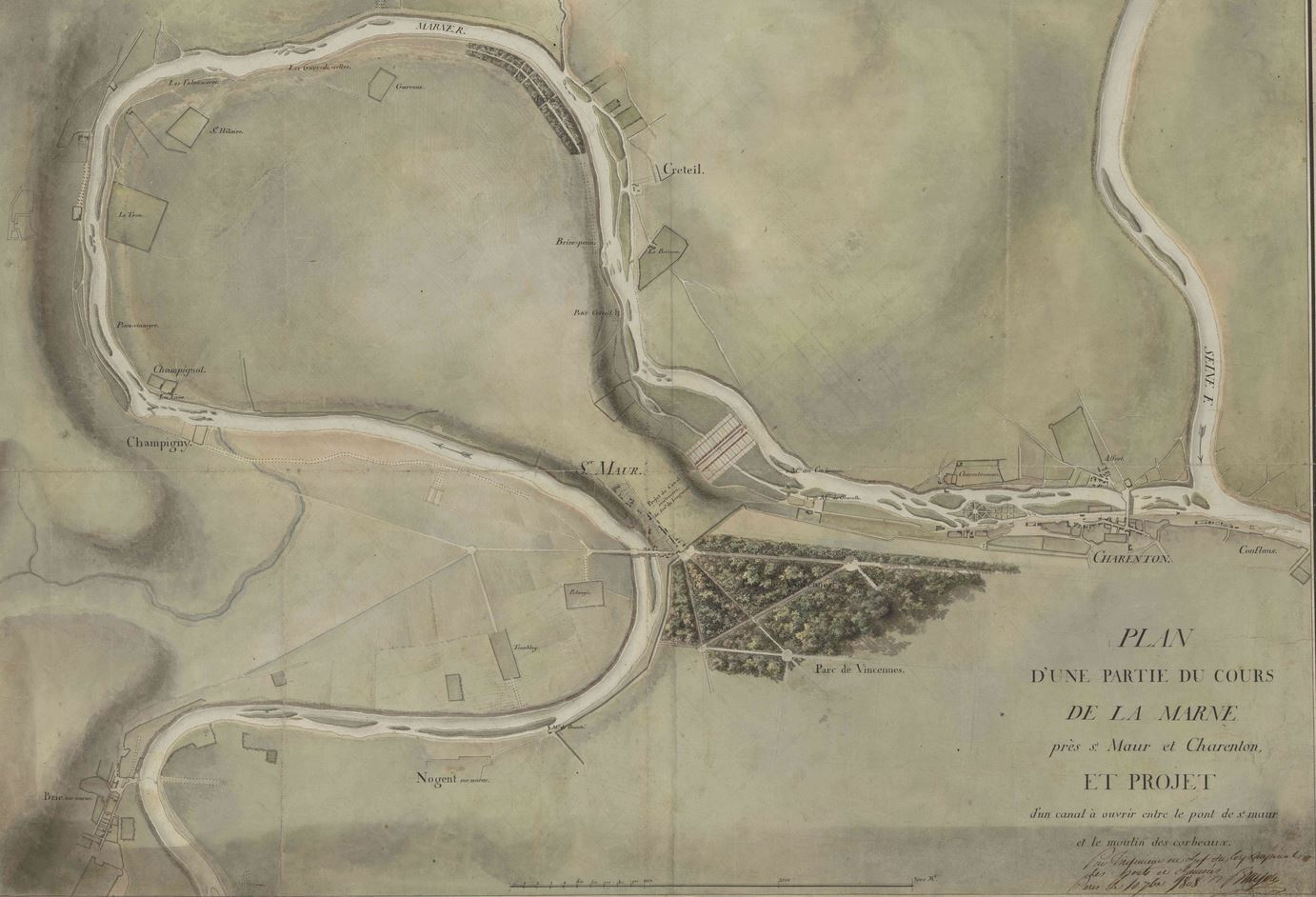
Projet du canal Saint-Maur (1808).

À la Révolution, le décret du 15 janvier 1790, en abolissant les administrations provinciales et en créant les départements, incorpore au domaine public les voies navigables appartenant aux anciens états provinciaux (pays d'états). Le décret confie aux départements le soin d’entretenir les infrastructures de leur circonscription, mais cette décentralisation se révèle un échec faute aux autorités locales de disposer des moyens suffisants. L’abolition des droits seigneuriaux, notamment les péages, place l’État face à d'importantes difficultés financières pour la construction et à l’entretien des voies navigables. Dès le mois d’avril 1791, l’Assemblée constituante se résout à débloquer des crédits. La même année, les canaux d’Orléans et du Loing sont confisqués et, l’année suivante, la part de la famille Camaran (héritière de Riquet) dans le canal du Languedoc. Ces trois canaux sont administrés par l’agence des domaines nationaux. Échappent à la confiscation les canaux concédés de Briare, de la Dive, de Givors, de Pont-de-Vaux, de Grave et de Lunel. Pour ces canaux (confisqué ou non), leur entretien reste couvert par un péage. En 1792, sont ordonnés les travaux du canal du Rhône au Rhin. L’entrée en guerre en 1792, détourne des priorités gouvernementales la situation des canaux. Après dix ans de travaux, le canal du Centre est mis en eau en 1793. Les travaux du canal de Bourgogne sont interrompus en 1794. Entre 1790 et 1794 tous les chantiers sont progressivement arrêtés et faute d’entretien les canaux se dégradent. La situation des canaux concédés n’est pas plus enviable. Plusieurs concessions avortent faute de fonds suffisants ; canaux de l’Ourcq (1790), de Sommevoire (1791), de l’Essonne (1791), d’Ille et Rance (1792), d’Eure et Loir (1793). Le bilan des premières années de la Révolution est déplorable faute d’entretien suffisant, ce qui induit un renchérissement du prix de transport.

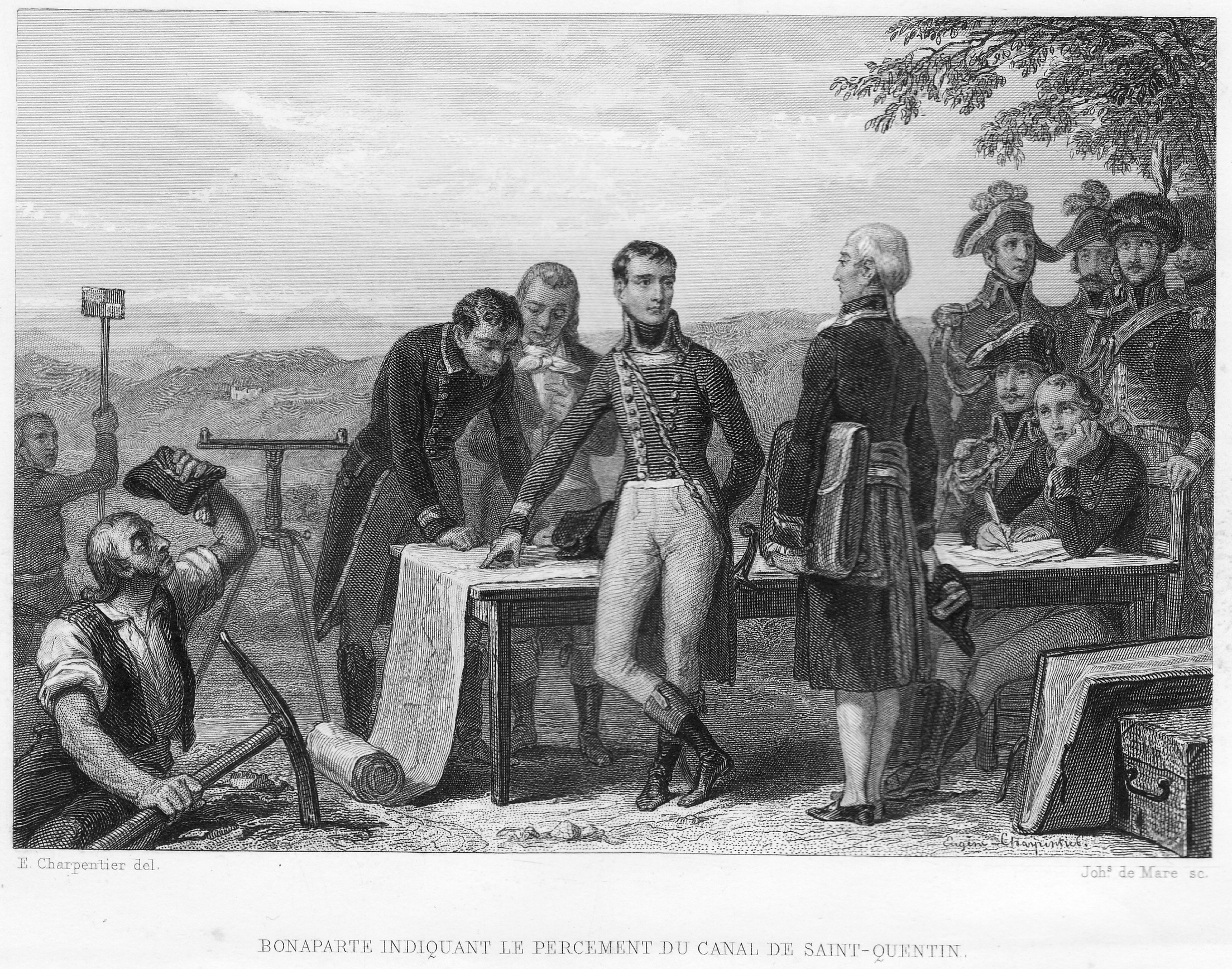
Bonaparte indiquant le percement du canal de Saint-Quentin.

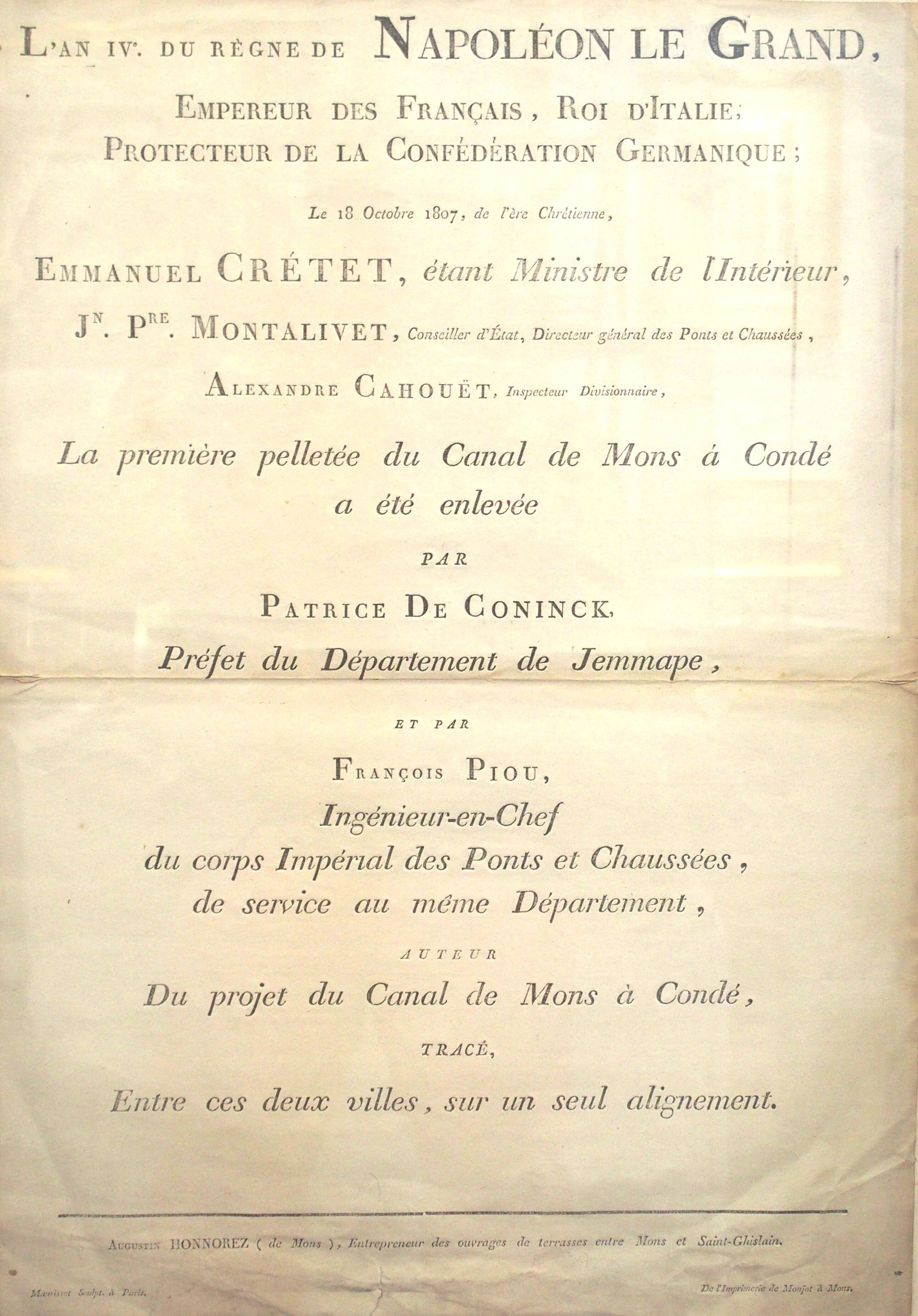
Lancement des travaux du canal de Mons à Condé (18 octobre 1807).

Sous le Consulat et l’Empire, les travaux se poursuivent sur les canaux de Saint-Quentin, de Bourgogne, du Rhône au Rhin et du Nivernais. Sont lancés les travaux sur les canaux d’Arles à Bouc, d’Ille et Rance, du Blavet, de la Haute-Seine, de Marans à La Rochelle, de Mons à Condé, de Berry et des salines de Dieuze. La loi du 25 ventôse an IX (16 mars 1801) concède, temporairement dans la limite de 80 ans, les canaux d’Aigues-Mortes et de la Radelle pour leur achèvement,. La loi du 30 floréal An X (20 mai 1802) rétablit un droit de navigation pour l’entretien des voies navigables. La loi du 29 floréal An X (19 mai 1802), révoquant la concession précédemment accordée, autorise l’ouverture d’un canal de dérivation pour amener les eaux de l’Ourcq au bassin de la Villette. Pour obtenir les ressources nécessaires, et dans la continuité de sa lettre du 14 novembre 1807 au ministre de l’Intérieur Crétet dont dépend l’administration des Ponts & Chaussées, Napoléon Ier vend (décret du 21 mars 1808) les canaux d’Orléans et du Loing ainsi que la part de l’État dans le canal du Languedoc (canal du Midi). Les travaux reprennent en 1808 sur le canal de Bourgogne et vers 1810 sur le canal du Nivernais. Le canal de Saint-Maur est ordonné en 1809 (décret du 29 mars 1809), les plans arrêtés en 1811, mais les travaux sont plusieurs fois suspendus. Les besoins financiers de la guerre absorbent les ressources de la vente précitée pour mener à biens les travaux engagés. Le canal de Mons à Condé est ouvert à la fin de 1814 hormis deux écluses qui sont livrées sous la Restauration.
Durant la période 1800-1814, 200 km de canaux sont ouverts à la navigation intérieure, ayant mobilisé 75 MF.

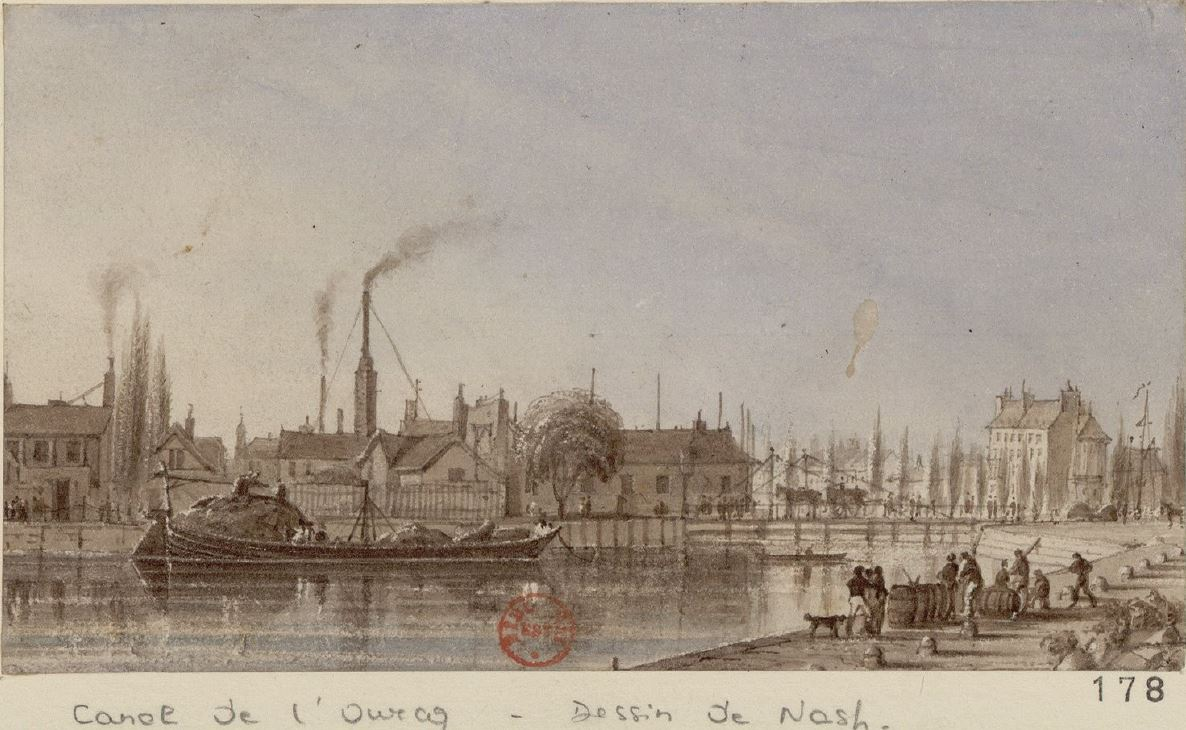
vue du canal de l'Ourcq

Depuis toujours, les travaux ont été menés de manière dispersée (faute d’un plan d’ensemble), discontinue (faute de ressources pérennes) et dans délais illusoires (faute de devis fiable). Le transport par voie navigable relève d'une course d'obstacle grevant les coûts du transport.
Au lendemain de l’Empire, les chantiers ralentis ou arrêtés en 1813-1814, reprennent lentement faute de crédits. Les moyens de communication (routes, canaux, ports) ne sont plus entretenus depuis longtemps et complètement assujettis à des fins militaires. En 1818, sont concédés à Augustin Honnorez le canal de la Sensée et l’écluse d’Iwuy sur l’Escaut. La même année est conclu un traité entre la ville de Paris et MM de Saint-Didier (Edmé Hippolyte Amé), J. C. Vassal et Cie relatif à la concession (99 ans) du canal Saint-Denis ainsi que, d’une part, l’achèvement du canal de l’Ourcq pour un montant de 7,5 MF payé par la ville de Paris et, d’autre part, la concession (99 ans) de l’entretien de ce canal.
Malgré la suppression des péages seigneuriaux et la rationalisation des tarifs, l’espace économique national est loin d’être unifié ; la circulation marchande est encore largement fondée sur des échanges locaux et sur la juxtaposition de marchés régionaux.

## Les origines du plan
Le « plan Becquey » n’est pas une initiative isolée de l’administration mais se nourrit de propositions et de réflexions antérieures émanant d’hommes politiques, d’économistes ou de techniciens, et s’inscrit dans une pensée séculaire apparue sous l’Ancien Régime visant à mettre en place un « système de navigation intérieure » (par la suite sous le vocable de « réseau de voies navigables ») dans le cadre d’une politique publique canaliste qui émerge au cours de la seconde moitié du XVIIIe siècle, cependant remise en cause sous la Révolution faute de moyens financiers.
Marragon député de l’Aude et membre du comité des Ponts & Chaussées, présente le 24 fructidor An III à la Convention un rapport traçant les grandes lignes d’un système général de navigation intérieure, qui vise à libérer les rivières navigables des obstacles entravant la circulation et à terminer les travaux inachevés, ou en projet, pour relier entre eux les grands bassins fluviaux. De même la synthèse Mémoire historique sur la navigation intérieure, publiée en 1800 par Raup de Baptestin de Moulières.
Sous le Directoire, François de Neufchâteau, ministre de l’Intérieur chargé des Ponts & chaussées, a projeté un système général de navigation intérieur, mais sans résultat concret.

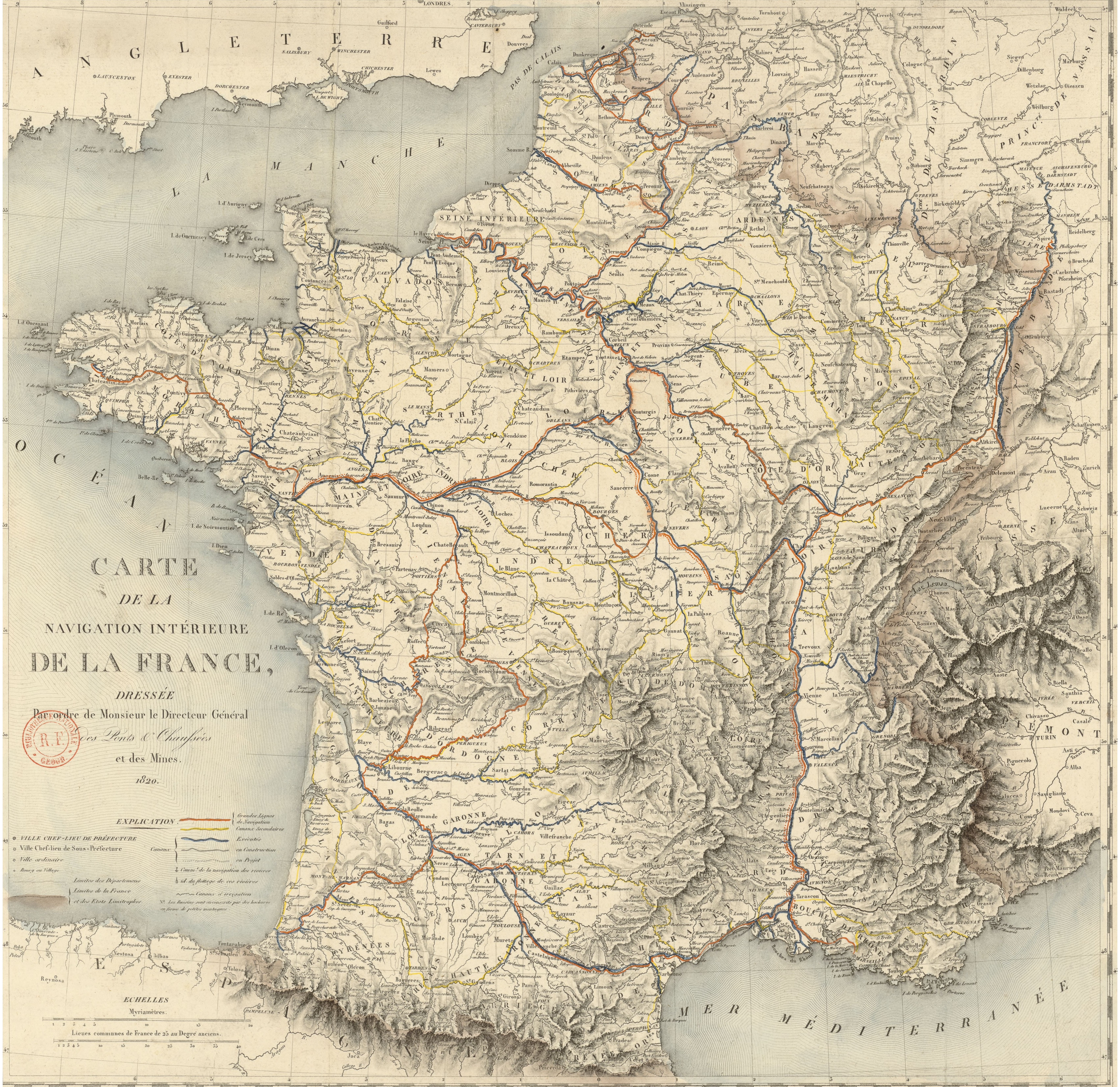
Carte dressée par ordre de M. le directeur général des ponts et chaussées et des mines, annexée au Rapport au Roi sur la navigation intérieure de la France (1820).

Lors de l’examen du budget, en mars 1816, le député Huerne de Pommeuse, rappelle l’utilité de canaux à la prospérité du pays et de proposer, dans un mémoire complémentaire adressé aux membres des deux chambres, un réseau de voies navigables articulé autour d’une ligne nord-sud (de Calais/Dunkerque à la Méditerranée),.
Dans la séance publique de l’Académie royale des sciences du 16 mars 1818, l’ingénieur des Ponts & Chaussées Girard, membre de l’Institut depuis les Cent-Jours, donne lecture d’un Précis historique sur la navigation intérieure pour la mise en œuvre d’un réseau de voies navigables sur toute l’étendue du territoire. Le mois suivant, l’économiste Say publie une brochure intitulée Des canaux de navigation dans l’état actuel de la France,, plaidoyer pour le développement des voies d’eau artificielles au nom des principes de l’économie politique. Parmi les références de Say figure le livre de Laborde, paru en 1818, De l’esprit d’association dans tous les intérêts de la communauté qui en appelle à la constitution d’une compagnie générale privée, plus apte que l’administration à ses yeux à mettre en œuvre un « canevas » de voies navigables. Le comte Chaptal, dans la séance du 7 juillet 1819 de la Chambre des Pairs, à l'occasion du vote sur le budget des Ponts & Chaussées, et le pays étant désormais « libéré de toute obligation envers les étrangers », appelle à l'amélioration des routes et canaux pour diminuer les frais de transport. Son collègue, le comte Berthollet, dans la séance du 16 juillet, souhaite une baisse des droits perçus sur le transport fluvial et préconise la réalisation d’un nivellement (relevé) topographique général de la France préalable nécessaire à la réalisation d'un plan général de navigation intérieure.
L’administration des Ponts & Chaussées se saisit de ces différentes propositions (divergentes sur les meilleurs moyens à mettre en œuvre pour parvenir à l’extension des voies navigables) et formalise son propre projet, à travers le Rapport au Roi sur la navigation intérieure de la France publié en août 1820. Elle reprend ce faisant publiquement la main et se replace au centre de la réalisation d’une entreprise dont certains auteurs voulaient l’écarter.
Becquey, directeur général des Ponts & Chaussées et des Mines depuis 1817, se réfère à l’Angleterre dont les infrastructures de communication, notamment les canaux, sont, pour bon nombre d’ingénieurs et d’économistes libéraux, à l’origine de la prospérité économique britannique et que la France aurait tout avantage à transposer sur son sol. C’est dans ce cadre qu’il envoie des ingénieurs en Angleterre y faire des voyages d’étude. En agissant ainsi, Becquey anticipe les réactions des ingénieurs d’État pour les acclimater à des pratiques de travaux publics qui ont cours dans un pays dépourvu d’institutions professionnelles techniques comparables au corps des Ponts & Chaussées. Becquey se forge également son opinion en effectuant des déplacements en région, telles ses visites en 1818 du canal Crozat et en 1820 de la vallée de Rhône dans le cadre du projet de canal latéral au Rhône.

## Le projet
« Placée entre la Méditerranée et l’Océan, elle [cette belle France] reçoit directement les produits du Levant et du Couchant et, plus favorisée que la plupart des autres états qui se trouvent tout entiers sous les zônes méridionales ou septentrionales, elle réunit les deux climats particuliers à ces deux zônes, et voit naître ainsi sur son propre sol les produits les plus divers, qui deviennent l’objet d’un échange continuel du nord au midi. Mais on ne peut jouir complètement des avantages de cette situation qu’à la faveur de communication nombreuses, faciles et économiques… Ainsi l’administration a-t-elle toujours cherché à établir les communications de la France par les lignes de navigation qui joignent les deux mers… »

— Rapport au roi sur la navigation intérieure, 1820 (rapport de Becquey au ministre de l’intérieur).
Le gouvernement est partagé sur ce projet qui est encore débattu au sein du cabinet en décembre 1820. Roy, par orthodoxie budgétaire, y est opposé ; pour ne pas aggraver les finances publiques, le projet préconise de faire appel à l’initiative privé. Les ingénieurs des Ponts & Chaussées sont critiqués pour leur manque d’expérience et l’impossibilté d’obtenir d’eux des plans bien établis ; Becquey se fait fort de la compétence des ingénieurs. À l’opposé, de Richelieu, Portal, Pasqier et Lainé sont favorables à ce programme de travaux ; la France est engourdie et travaille sans confiance dans l’avenir. Circonstance nuisible au progrès du commerce et de l’industrie.

### Principes de base
Du rapport de Dutens, publié en 1819 à la suite de son voyage en Angleterre, Becquey retient deux principes ;
- la combinaison de canaux à grand gabarit permettant aux embarcations de se croiser avec des canaux de plus petite dimension (les canaux de petite largeur, tels qu’ils existent en Angleterre, sont moins coûteux à construire) ;
- l’encouragement à la constitution d’associations de particuliers (capitalistes) prêts à investir dans la réalisation de nouvelles voies d’eau, en stimulant leurs investissements par des garanties, notamment financières, de la part de l’État (les canaux anglais ont été développés par des initiatives particulières de grands propriétaires riverains de la ligne d’eau et des compagnies privées concessionnaires, auxquels des lois ont fourni des garanties[note 27]).

Pour mettre la réalisation du programme à l’abri des aléas des dotations de l’État, Becquey propose de généraliser le recours à la concession et d’en faire évoluer les modalités, n’écartant pas l’idée de concessions perpétuelles, mais tout en admettant que les travaux les moins rentables, néanmoins d’« utilité publique », soient pris en charge par l’État.

### Méthode suivie
Becquey combine le projet formulé par Dutens et la méthode de Brisson qu’il a sollicité tous les deux.

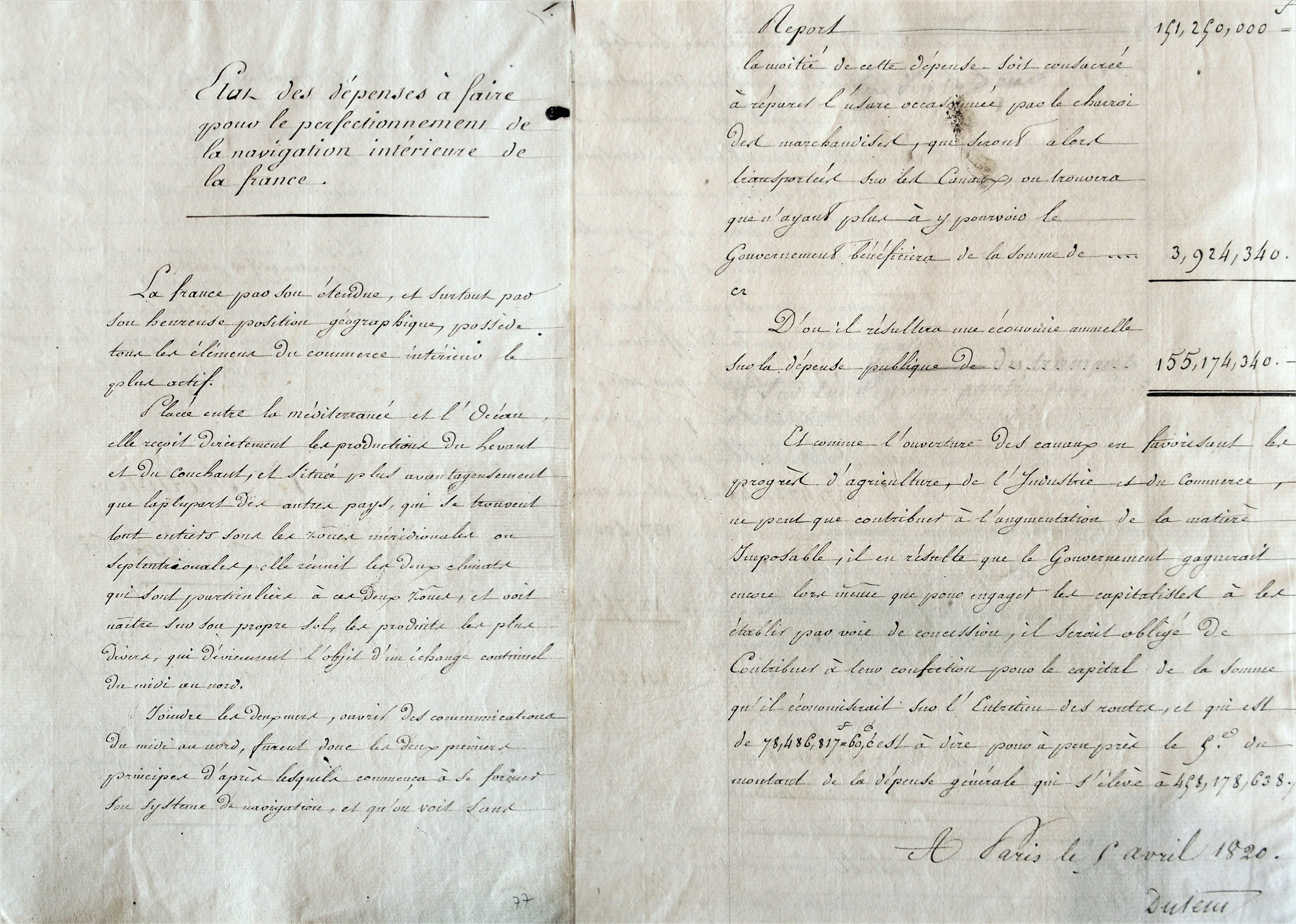
État des dépenses à faire pour le perfectionnement de la navigation de la France (Dutens, 1re et dernière page, avril 1820).

Du projet de Dutens, il retient l’idée de relier les régions aux frontières, en particulier de relier l’Atlantique et le Nord à la Méditerranée ; ce projet diffère de celui de Brisson qui, à l’instar du système routier, prend Paris comme centre d’un réseau rayonnant vers les frontières et qui classe les canaux en fonction de leur utilité pour Paris,.

« La réunion des deux mers, l’ouverture de communications navigables entre les extrémités du royaume, était donc la pensée première, la pensée la plus importante qui dût servir de base à un système de navigation intérieure. »

— Rapport au roi sur la navigation intérieure de la France, 1820 (observations préliminaires).

Du travail de Brisson, il retient la méthode pour le tracé des canaux par l’étude de cartes détaillées lui permettant ainsi de pallier la réalisation de relévés longs et multiples sur le terrain alors que le temps pour la définition d’un système (réseau) est compté,. Outre cette méthode, Becquey retient également le principe de classement des canaux entre plusieurs catégories.

« Après avoir admis les lignes principales qui mettent en rapport l’une avec l’autre les extrémités de la France [canaux de 1re classe], il fallait songer à créer des avantages analogues pour les départemens qu’elles ne traversent pas dans leur trajet [canaux de 2e classe]. »

— Rapport au roi sur la navigation intérieure de la France, 1820 (observations préliminaires).
Becquey a également fait appel aux travaux d’un troisième ingénieur, Cordier, partisan résolu de concéder les canaux à l’initiative privée (l’« esprit d’association »), principe qu’il avait mis en œuvre avec succès dans son département d’affectation, le Nord, tant en termes de délai que de devis et de résultats financiers. Cependant, les difficultés à estimer les revenus des canaux à construire ou à perfectionner rendaient plus frileuse les initiatives des investisseurs privés dans cette industrie. Aussi, Becquey rechercha-t-il une solution moins exclusive pour le financement des canaux.

### Un réseau hiérarchisé et organisé
En 1820, dans le Rapport au Roi sur la navigation intérieure de la France, Becquey propose de réaliser un système (réseau) de voies navigables s’articulant autour de sept lignes principales reliant entre elles les façades maritimes auxquelles sont adjoints des réseaux secondaires, ayant un intérêt moindre et plus local. Pour chacune de ces catégories de voies navigables, sont indiqués les montants des travaux à terminer ou à entreprendre. Les lignes principales forment un réseau de voies navigables de grande section (hormis le canal de Berry en petite section) et les réseaux secondaires un réseau de gabarit plus étroit, dont des canaux selon le modèle anglais de petite section.

Le système proposé forme un tout combinant à la fois, outre les fleuves et rivières (canalisés ou non), des canaux existants (achevés ou en cours de travaux) et des canaux nouveaux à réaliser (projets).

« …la plupart des canaux dont l’exécution est vivement désirée, ne remplieraient qu’imparfaitement leur destination, si les communications par les fleuves et rivières ne recevaient pas tous les perfectionnements dont elles ont besoin. (…)on peut dire qu’il est impossible de s’occuper de l’une à l’exclusion de l’autre : les canaux perdraient une partie de leur utilité, si la navigation sur les fleuves et les rivières auxquels ils aboutissent ne pouvait plus se faire sans danger, ou si elle nécessitait des dépenses telles, que le commerce fût contraint de préférer la voie de terre. »

— Rapport au roi sur la navigation intérieure de la France, 1820 (rapport de Becquey au ministre de l’intérieur, page 9).

#### Les canaux de première classe
Ou lignes de jonction des deux mers avec des troncs communs entre elles :
- Première ligne de jonction du Midi à l’est de la France (Strasbourg), par :

le Rhône (ou un canal latéral au fleuve de Beaucaire à Lyon), la Saône, le canal Monsieur (du Doubs au Rhin, commencé en 1805) avec embranchement de Mulhouse à Bâle, le Rhin.
- Deuxième ligne de jonction du Midi au nord de la France par :

le Rhône (ou un canal latéral au fleuve de Beaucaire à Lyon), la Saône, le canal de Bourgogne (commencé en 1775, interrompu en 1793 et relancé en 1808), l’Yonne, la Seine, l’Oise (le détail de la deuxième ligne de jonction - §II, indique un canal entre l’Oise et la Seine), le canal de Manicamp à Chauny (canal latéral à l’Oise en prolongement du canal Crozat et en cours de travaux par l’État), le canal Crozat (de l’Oise à la Somme terminé en 1776), le canal de Saint-Quentin (ouvert en 1810), le canal de la Somme (ou canal du duc d’Angoulême commencé en 1786, interrompu en 1793 et relancé en 1802) d’un côté et l’Escaut de l’autre (par le canal de la Sensée joignant la Scarpe à l’Escaut et commencé en 1818).
- Troisième ligne de jonction du Midi au nord en passant par le centre de la France (Nevers)[note 35] par :

le Rhône (ou un canal latéral au fleuve de Beaucaire à Lyon), la Saône, le canal du centre, le canal de Berry entre Digoin et le Bec de l’Allier, le canal latéral à la Loire (du Bec de l’Allier au droit de Briare), les canaux de Briare et du Loing (tous deux réalisés), la Seine (la traversée de Paris par le canal Saint-Martin du bassin de l’Arsenal à celui de la Villette, puis le Canal Saint-Denis en cours de travaux), la Seine (ou le canal de l’Oise à la Seine) l’Oise, puis la suite par la deuxième ligne de jonction précitée.
- Quatrième ligne de jonction du Midi au Nord-ouest (Honfleur/Le Havre) par :

le Rhône (ou un canal latéral au fleuve de Beaucaire à Lyon), la Saône, le canal de Bourgogne (commencé en 1775, interrompu en 1793 et relancé en 1808), l’Yonne, la Seine (la traversée de Paris par le canal Saint-Martin du bassin de l’Arsenal à celui de la Villette, puis le canal Saint-Denis en cours de travaux) jusqu’à la mer (avec une écluse à Vernon et un canal, soit de Honfleur à Villequier, soit du Havre à Villequier).
- Cinquième ligne de jonction du Midi à l’ouest (Nantes et Brest) en passant par le centre de la France (Nevers) par :

le Rhône (ou un canal latéral au fleuve de Beaucaire à Lyon), la Saône, le canal du centre, le canal de Berry (commencé en 1809 et reliant Digoin, le Bec d’Allier, Bannegon (où débuterait un embranchement vers Montluçon), Dun-le-Roi, Bourges, Vierzon, Selles et Saint-Aignan), le canal latéral à la basse Loire (de Tours à Nantes de petite section), le canal de Nantes à Brest (commencé en 1804).
- Sixième ligne de jonction du Midi au sud ouest de la France (Bordeaux) par :

Le canal de Marseille au port de Bouc par l’étang de Berre, le canal de Bouc à Arles (commencé en 1803), le canal latéral au Rhône d’Arles à Tarascon, le canal de Beaucaire (déjà concédé), la canal de la Radelle (dépendance du canal de Beaucaire concédé), les canaux de Mauguio et des Etangs (qui donnent communication avec Sète), le canal du Languedoc (ou canal des Deux-Mers) (achevé depuis 1681 et perfectionné de la fin du XVIIIe siècle à l’Empire), le prolongement du canal du Languedoc jusqu’à Moissac en passant par Montauban, la Garonne jusqu’à Bordeaux.
- Septième ligne de jonction de la Manche (Nord) à Bayonne et à la Méditerranée par :

Le canal de Bourbourg, l’Aa, le canal d’Aire à la Bassée, le canal de la Deûle, la Scarpe, le canal de la Sensée, l’Escaut, la canal de Saint-Quentin, le canal Crozat, l’Oise, le canal de l’Oise à la Seine, les canaux de Saint-Denis et de Saint-Martin, la Seine (du bassin de l’Arsenal au canal du Loing), les canaux du Loing et d’Orléans (tous deux réalisés), la Loire (d’Orléans à la Vienne), la Vienne jusqu’à Châtellerault, le canal du Poitou (de la Vienne à la Charente), la Charente jusqu’à Angoulême, le canal d’Angoulême à Libourne, la Dordogne (de Libourne à Cubzac), le canal de Cubzac à Bordeaux, puis vers la Méditerranée par la sixième ligne de jonction précitée et vers le sud par le canal des Landes (joignant la Garonne à l’Adour par la Midouze) et l’Adour jusqu’à Bayonne.
Soit un total de 3 385,483 km pour une dépense de 211 449,788 MF.
Sur sept grandes lignes de navigation, l’isthme rhodanien (Saône et Rhône) forme un tronc commun à cinq lignes d’orientation Nord-Sud (1re, 2e, 3e, 4e et 5e), de Nantes, Brest, Le Havre et Dunkerque à la Méditerranée. Les 2e et 3e lignes ont un parcours quasi identique, se différenciant par l’emploi du canal de Bourgogne pour la première et l’emploi des canaux du Centre et latéral à la Loire pour la seconde. Les 6e et 7e lignes ont le canal du Languedoc en commun et débouchent toutes deux à Marseille. Le parcours de la 7e ligne, le plus long, contourne les massifs montagneux par l'ouest de la France joignant tous les bassins hydrauliques fluviaux du pays à l'exception de celui du Rhin. Aucune grande ligne n’est d’orientation Est-Ouest puisque le projet est de relier les mers entre elles, quitte à s’interroger sur la pertinence de la 7e ligne joignant la mer du Nord (Dunkerque, Calais) à l’Atlantique (Nantes par la Loire, Bordeaux et Bayonne) alors que la cabotage maritime entre ces destinations est plus rapide et de plus grande capacité. La 1re ligne est reliée au Rhin supérieur à Bâle, tandis que les 2e et 3e lignes, bien que se terminant ostensiblement sur la côte française de la Manche à Dunkerque, pouvaient facilement être conçues comme se reliant à Rotterdam, via le Rhin inférieur, ou à Anvers, via l'Escaut. Ces trois lignes de jonction continuaient, comme sous l’Ancien Régime et l’Empire, à considérer le Rhin et les Pays-Bas comme des éléments à intégrer dans le réseau de transport français, comme des portions d'un hinterland économique français. Hormis les lignes de jonction 1, 6 et 7, toutes les autres passent par les canaux à point de partage reliant trois grands bassin fluviaux (Seine, Loire, Rhône-Saône), nœud de voies navigables artificielles à proximité du cœur géographique de la France. Au-delà de considérations géographiques, rien ne justifie l’hypothèse sous-jacente d’un trafic de transit d’une mer à l’autre au moyen de ces lignes de jonction.

Cartes des lignes de jonction
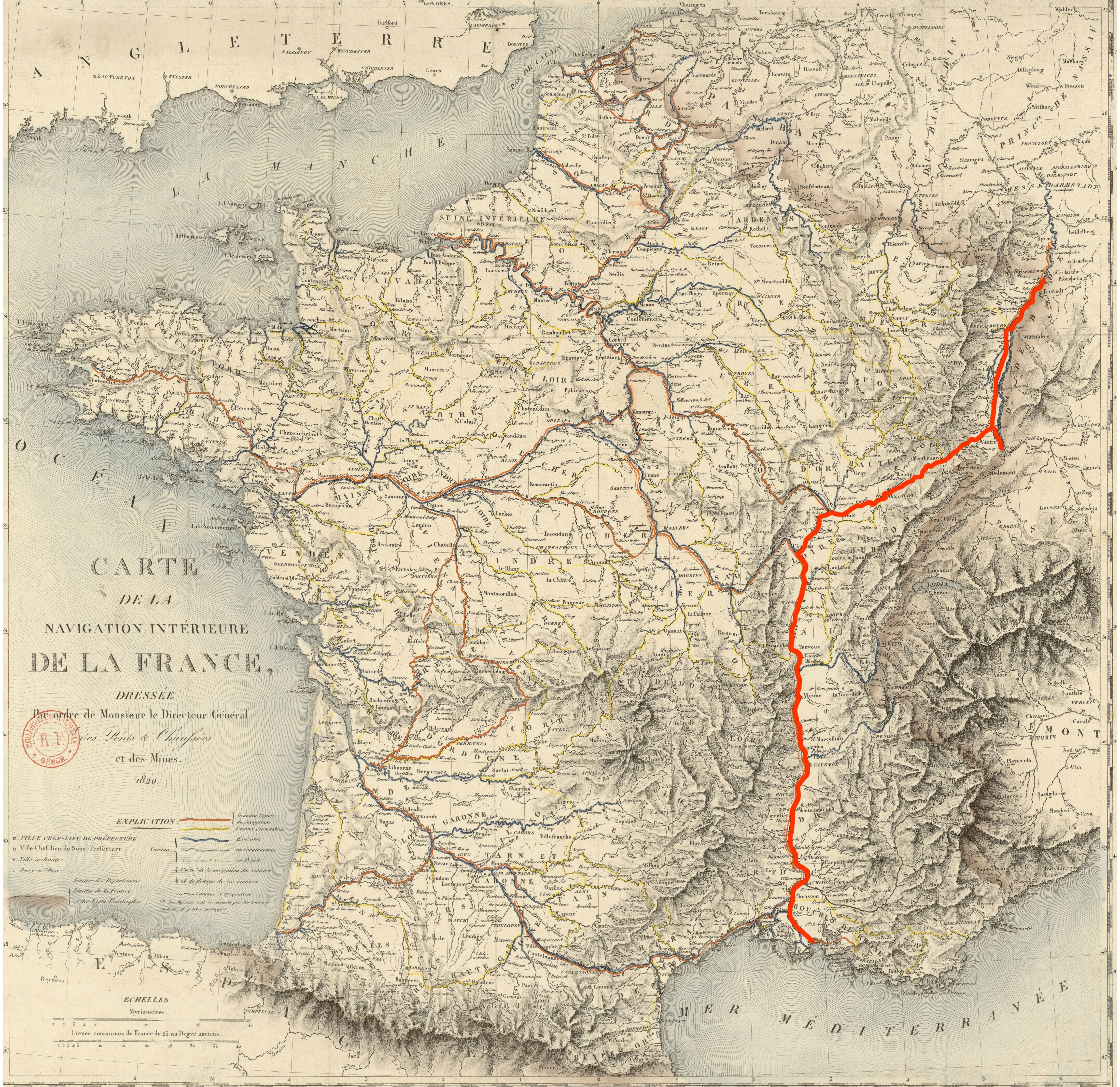
1re ligne de jonction
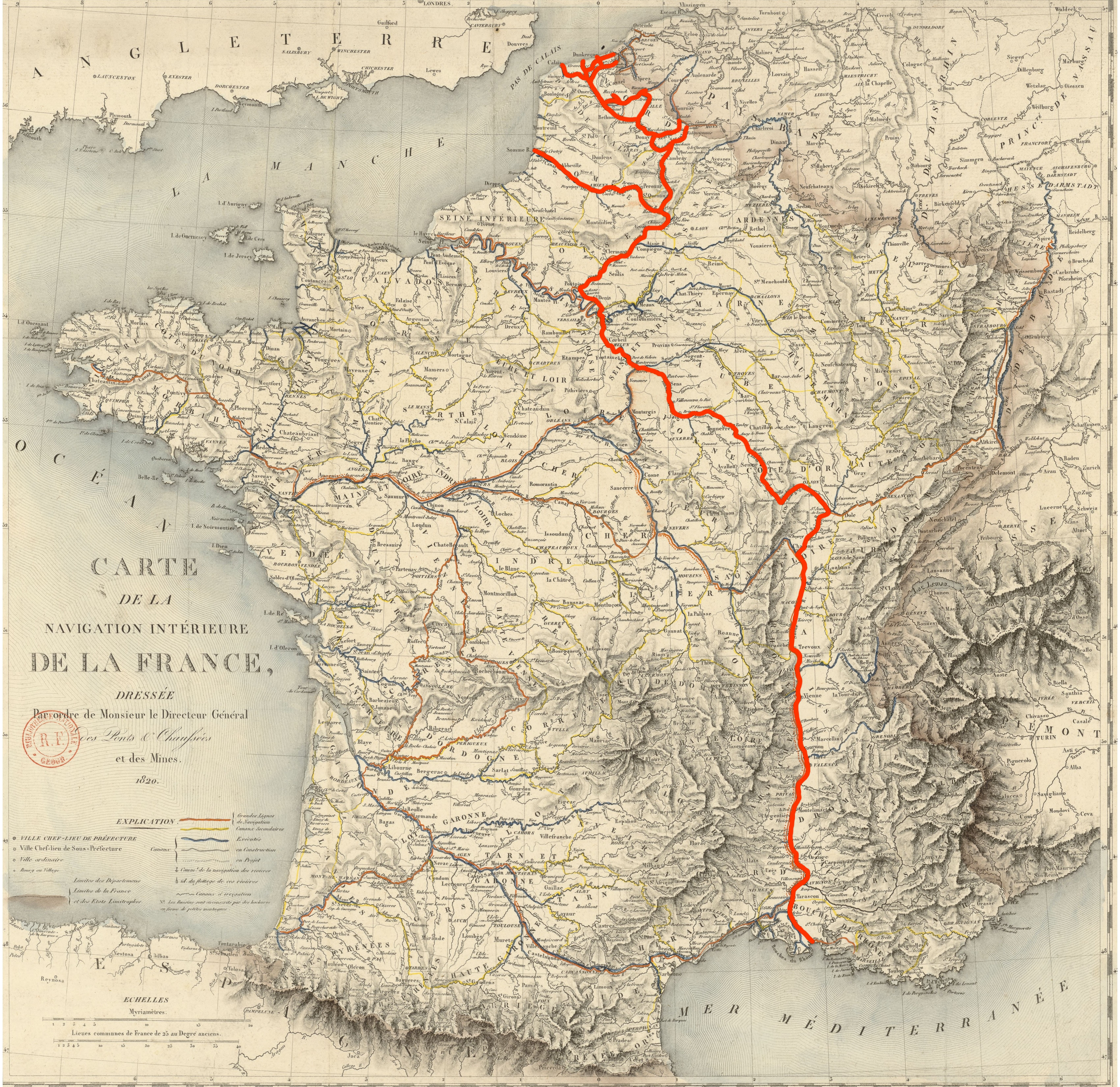
2e ligne de jonction
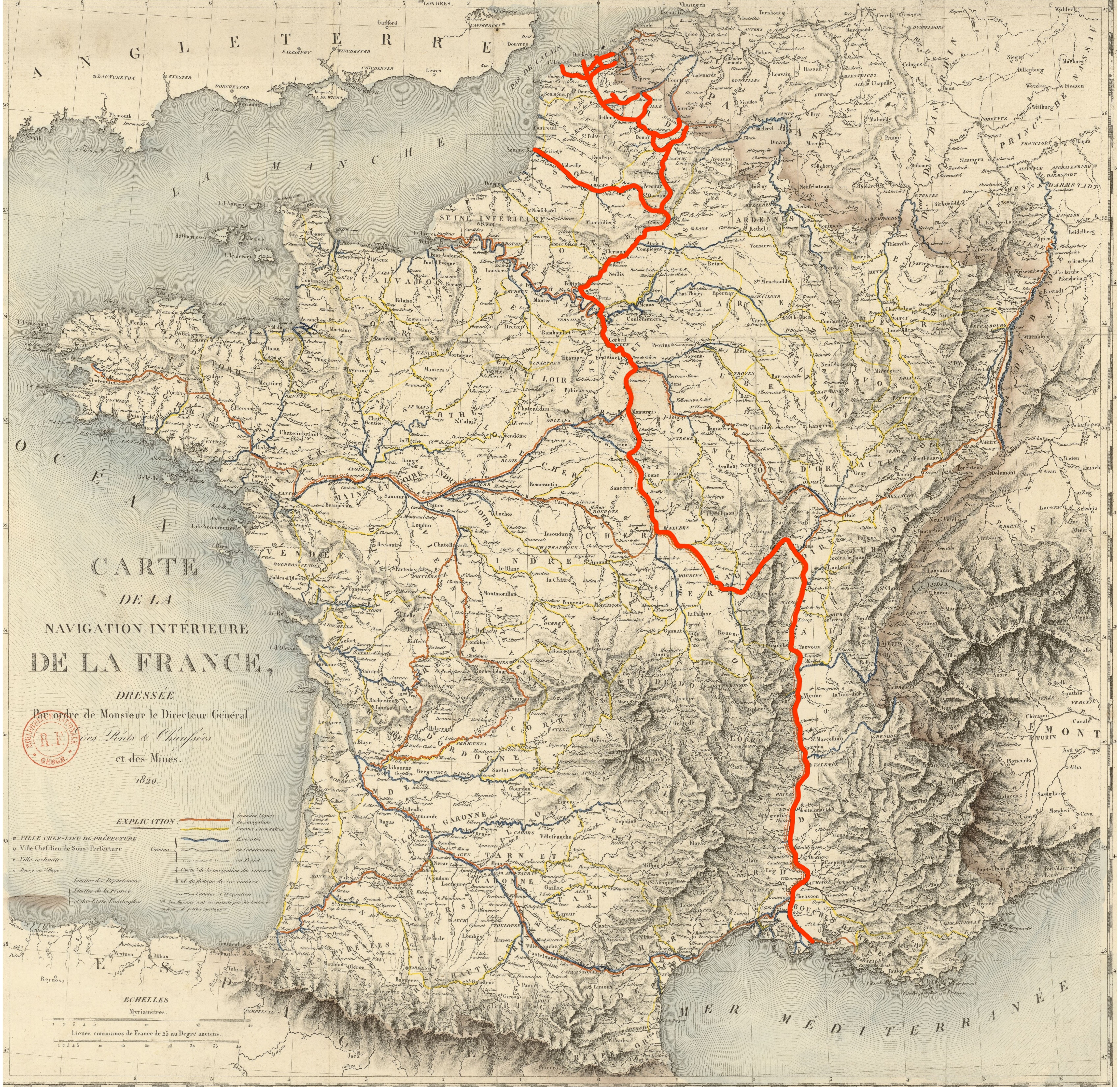
3e ligne de jonction
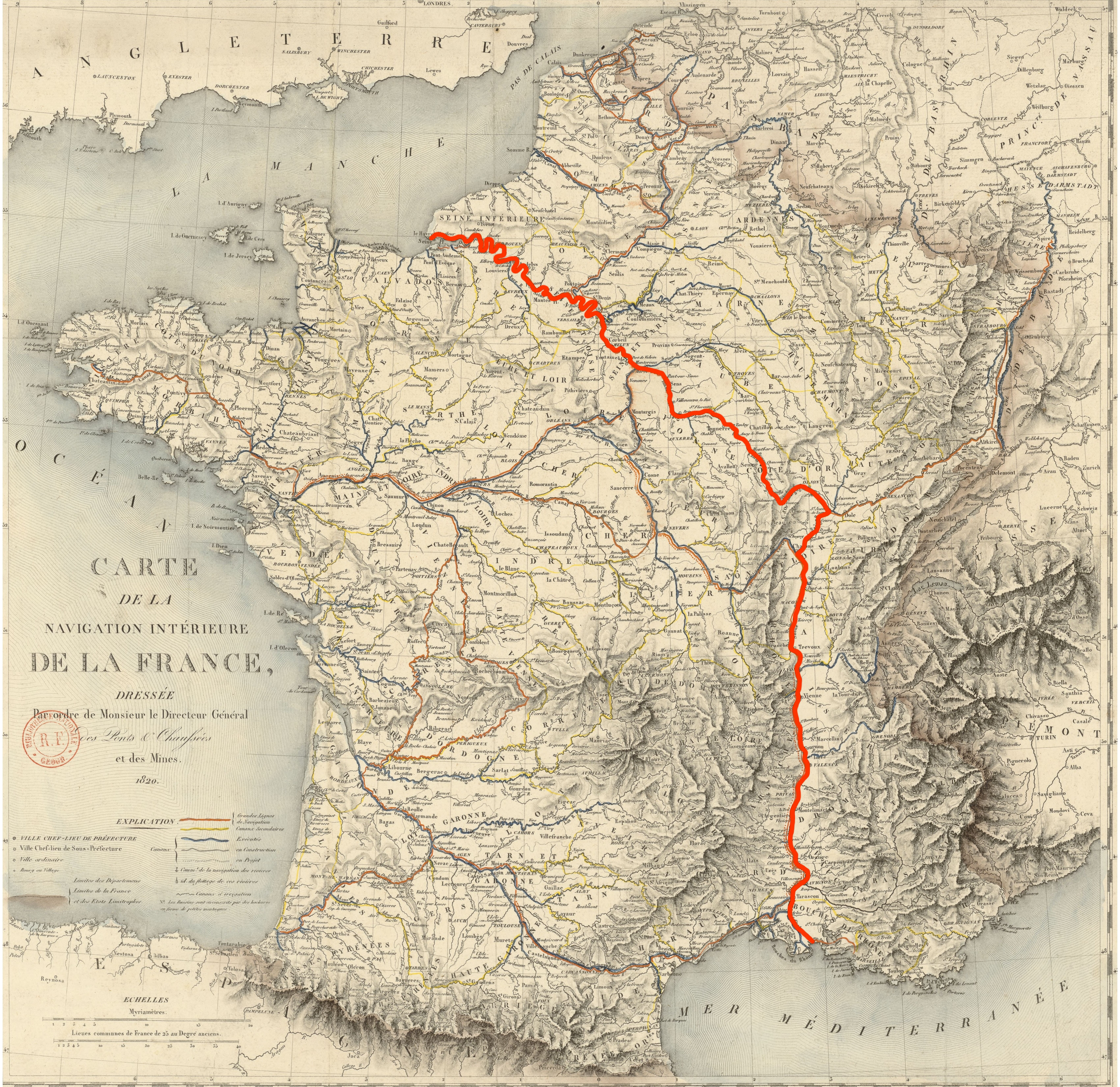
4e ligne de jonction
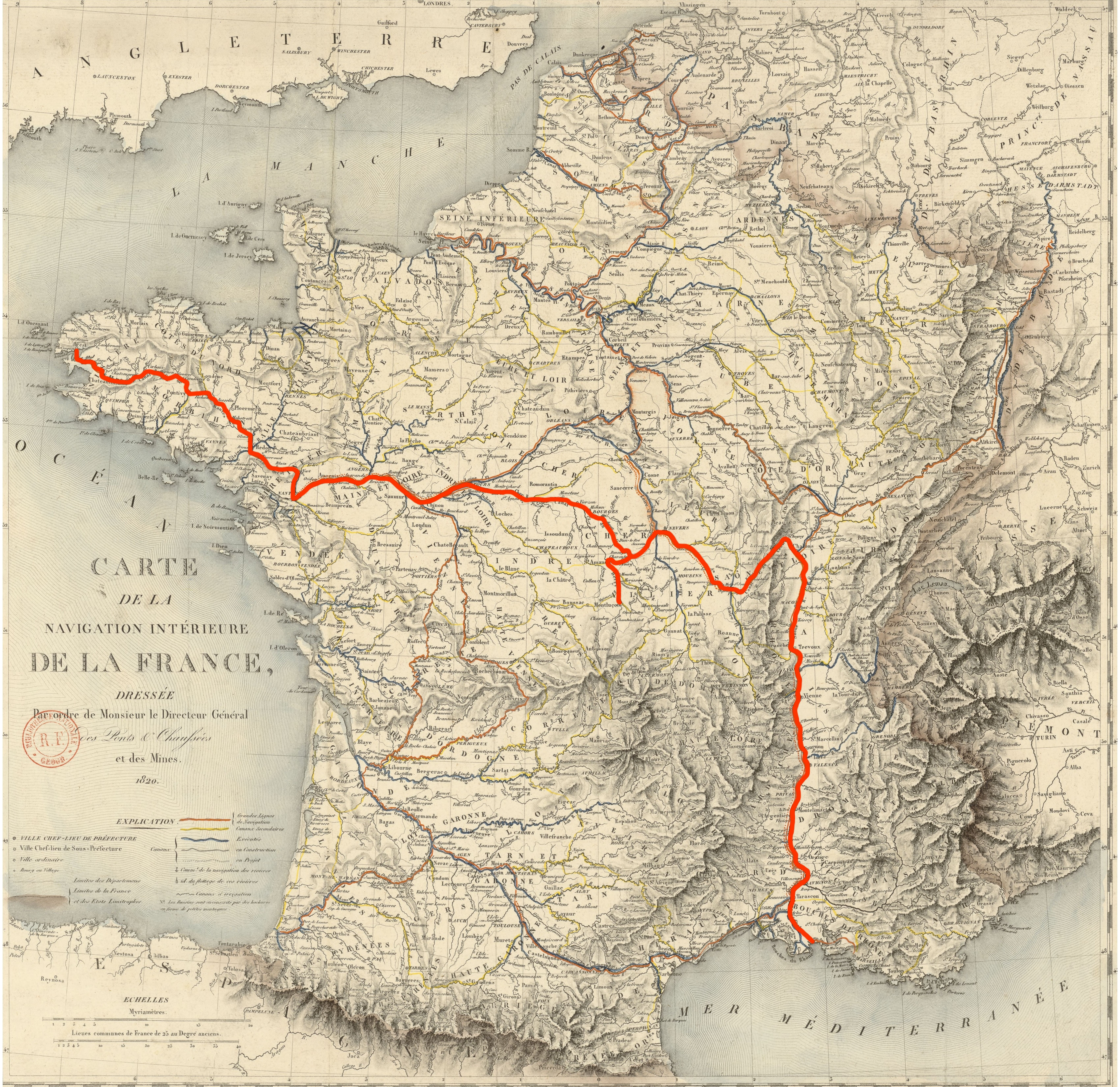
5e ligne de jonction
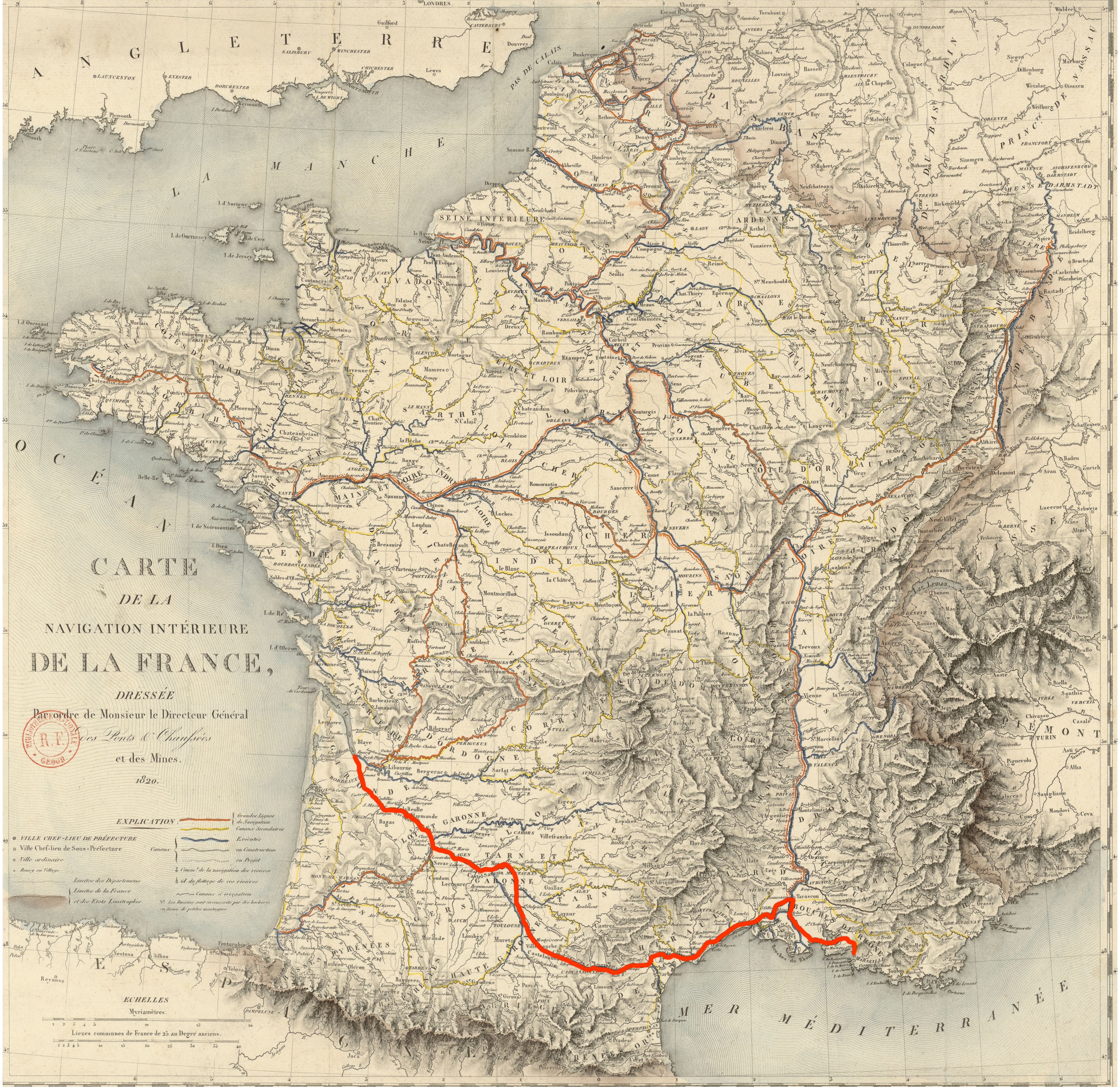
6e ligne de jonction
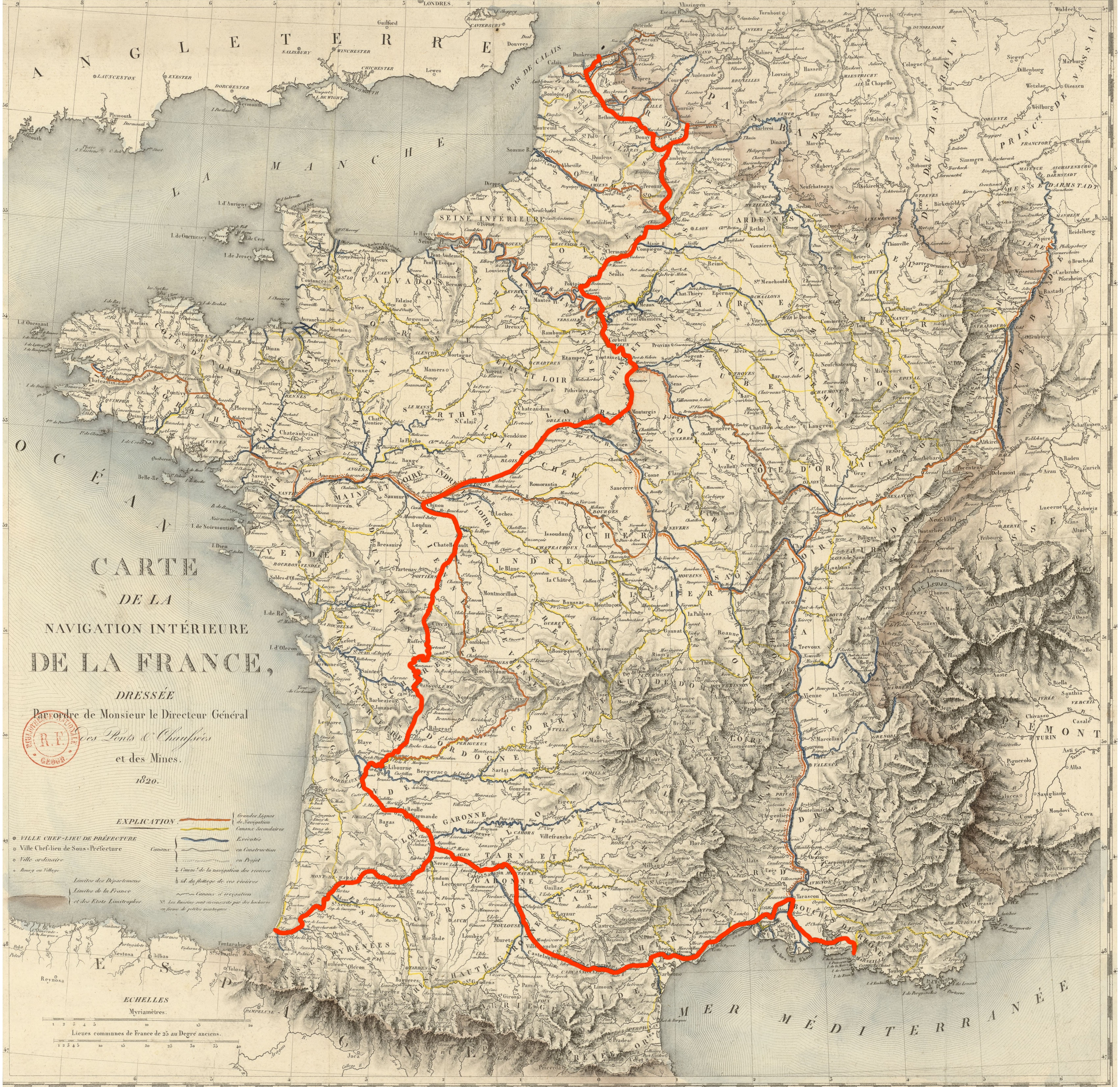
7e ligne de jonction

#### Les canaux de deuxième classe
- canaux à achever ou à reconstruire

Canal de Niort à La Rochelle, canal de Luçon, canal du Layon (ou canal de Monsieur aussi nommé canal d'Anjou), canalisation du Blavet (s’embranche au canal de Nantes à Brest), canal d'Ille-et-Rance, canal de Saint-Maur (de Saint-Maurice vers la Marne), canal de la Seine à Troyes (débuté en 1806 et inachevé en 1820), canal des salines de Dieuse (dont les frais sont exécutés pour moitié par l’administration des salines), canal de la Brushe, canal de Pont-de-Vaux (commencé en 1783, interrompu sous la Révolution et relancé en 1810), canal de la Bayse, canal du Nivernais (commencé en 1785, interrompu et relancé en 1810).
Soit un total de 596,611 km pour une dépense de 26 169,290 MF.
Figurent également dans cette catégorie le Canal de l'Ourcq, avec prolongement éventuel vers Soissons, ainsi que les canaux de Sylveréal et de Bourgidou qui sont une dépendance du canal de Beaucaire. Ces canaux sont déjà concédés et leur dépense n’est pas comptée dans le total précédent.
- canaux à entreprendre (projets)

Il s’agit de projets, certains non finalisés à la fois dans la direction à suivre et l’évaluation de la dépense, qui pourront être complétés par d’autres en réponse à des propositions faites par des intérêts locaux. Vraisemblablement a-t-on voulu par ces projets satisfaire, ou anticiper, des revendications locales pour ne pas être exclu du bénéfice de ce programme de communication fluviale. Parmi les projets, figurent la navigation sur la rivière l’Isle (de Libourne à Périgueux), un canal de Nantes à Bordeaux, de Niort à Poitiers, de Dieppe à Paris, de Beauvais à Amiens, le canal de Champagne (ou canal des Ardennes), de Paris à Strasbourg, de la Haute-Saône au canal de Bourgogne, du Rhône à Marseille (ou canal de Provence, ou encore canal de Richelieu), une communication de l’Aveyron au canal du Midi, une jonction de la Dordogne à la Haute-Loire, etc.
Ainsi, 87 projets sont recensés pour une longueur totale de 217 027,707 km représentant une dépense de 868 481,902 MF.

#### Coût estimé
Au total, le Rapport au Roi présente 221 000 km de voies navigables à achever, à entreprendre et en projet, pour une dépense de 1 106 MF. Déduction faite des projets, le plan présente 3 982 km pour une dépense de 237,6 MF.
|                            | longueur      | dépense         |
| -------------------------- | ------------- | --------------- |
| canaux de 1re classe       |               |                 |
| restant à faire            | 2 159 931 m   | 100 556 390 F   |
| à entreprendre             | 1 225 552 m   | 110 893 398 F   |
| total canaux de 1re classe | 3 385 483 m   | 211 449 788 F   |
| canaux de 2e classe        |               |                 |
| restant à faire            | 596 611 m     | 26 169 290 F    |
| sous-total général         | 3 982 094 m   | 237 619 078 F   |
| à entreprendre (projets)   | 217 027 707 m | 868 481 902 F   |
| total général              | 221 009 801 m | 1 106 100 980 F |

## Les effets attendus
Le système navigation intérieure viendra soulager le réseau routier surchargé qui retrouvera un bon état de viabilité et dont l’entretien deviendra moins coûteux. De surcroît, il libérera des chevaux au bénéfice de l'agriculture. Ce système de navigation réduira les prix du transport, pourra prévenir les variations de prix et mettre fin aux disettes locales comme lors de la crise frumentaire de 1817. Il offrira également des débouchés au « charbon de terre » (houille) pour les gisements exploités et incitera en l’ouverture de nouveaux. De nombreux chantiers seront ouverts qui occuperont une main-d’œuvre importante et accroitront la production de fournitures ; les salaires et les approvisionnements seront à la source de nouvelles circulations d’argent, parfois dans les régions les plus démunies, qui participeront ainsi à la prospérité du pays. Le système de navigation participe à la création de l’« économie nation » chère aux libéraux industrialistes (cf. supra).

« C’est donc le moment de reporter tous les efforts vers la prospérité de ce commerce intérieur, qui, outre l’avantage de n’être pas sujet aux variations de la politique, sera toujours le plus productif de tous. »

— Becquey, Rapport au Roi sur la navigation intérieure de la France, page 6.

Au-delà des effets économiques attendus, le plan Becquey s’inscrit dans une démarche politique. La Révolution a vu la fin d'un type de société, la fin de réseaux de solidarité séculaires balayés en quelques décennies. Face à l’individualisme naissant facteur de désagrégation de la société, comme s'en inquiète nombre de penseurs de Saint-Simon à de Bonald, une ambitieuse politique de travaux publics est de nature à lutter contre l’atomisation des relations sociales et de sortir des troubles engendrés par les rivalités et les factions. Les travaux publics contribuent à structurer les échanges et, par suite, à organiser la société. Les routes, les ponts et les canaux s'inscrivent dans une perspective de régénération de la société, en même temps qu'ils contribuent aux progrès matériels de celle-ci,.

« Dans les gouvernements modernes, comme dans les anciens, on a senti qu’une des premières conditions de la civilisation, et qu’ensuite l’un de ses premiers avantages, consistaient dans l’étendue et la facilité des communications. [Outre les avantages matériels], je pourrais en indiquer d’autres plus élevés, parler de l’influence des communications sur les mœurs (…)surtout faire sentir que des communications de toute espèce dans un pays aussi étendu que la France, produisent l’heureux effet de lier entre elles et d’assembler les diverses parties d’un grand tout, ce qui contribue à les maintenir sous une même loi politique et sous un même gouvernement. »

— Becquey, Rapport au Roi sur la navigation intérieure de la France, pages 5-6 et 18.
Il s’agit également de transposer, sur le plan intérieur, le bénéfice de la paix retrouvée avec nos voisins, qui a substitué à l’esprit de conquête de l’Empire de nouvelles pratiques d'échange, afin d’assurer le développement du pays, notamment en facilitant les communications

« Sa Majesté… veut que son règne soit marqué par un accroissement de prospérité nationale, qui soit le fruit du plus grand développement de l'agriculture et de l'industrie; que ces heureuses conquêtes de la paix fassent oublier à ses peuples des conquêtes plus fragiles… Des capitaux nombreux sont demeurés oisifs ; ils appellent la population à accroître la masse du travail : mais il faut une direction à d'honorables et lucratives spéculations. (…) L'agriculture et le commerce sont ici d'accord sur l'insuffisance de nos moyens de transport par eau... Recherchez, dans, votre département, quels seraient les petits canaux que l'on pourrait faire communiquer avec nos grands fleuves ou leurs affluens... Je donnerai au directeur général des ponts et chaussées les instructions nécessaires pour faire étudier les projets sur le terrain. (…) mon intention est d'en former un recueil qui puisse, en même temps, servir à la participation de l'administration supérieure, et être consulté, en toute liberté, par les spéculateurs qui voudraient venir au secours des capitaux manquant dans un département… l'activité des Français, dirigée pendant vingt-cinq ans vers la guerre, va s'ouvrir des routes plus heureuses, sous l'influence du monarque qui veut léguer à ses successeurs la stabilité et la liberté publique, sources de toutes les prospérités. »

— Circulaire du 10 février 1820 du ministre de l’Intérieur (comte Decazes) aux préfets.

« ...pour substituer au conquêtes sanglantes dont il ne nous reste que le souvenir et la gloire, des conquêtes plus paisibles et plus durables à faire sur la nature, qui nous y invite, votre Majesté m’a ordonné de lui présenter un plan [système de navigation intérieur]… »

— Rapport au roi sur la navigation intérieure, 1820 (rapport du ministre de l’intérieur comte Siméon, 16 août 1820, pages 1 et 2).

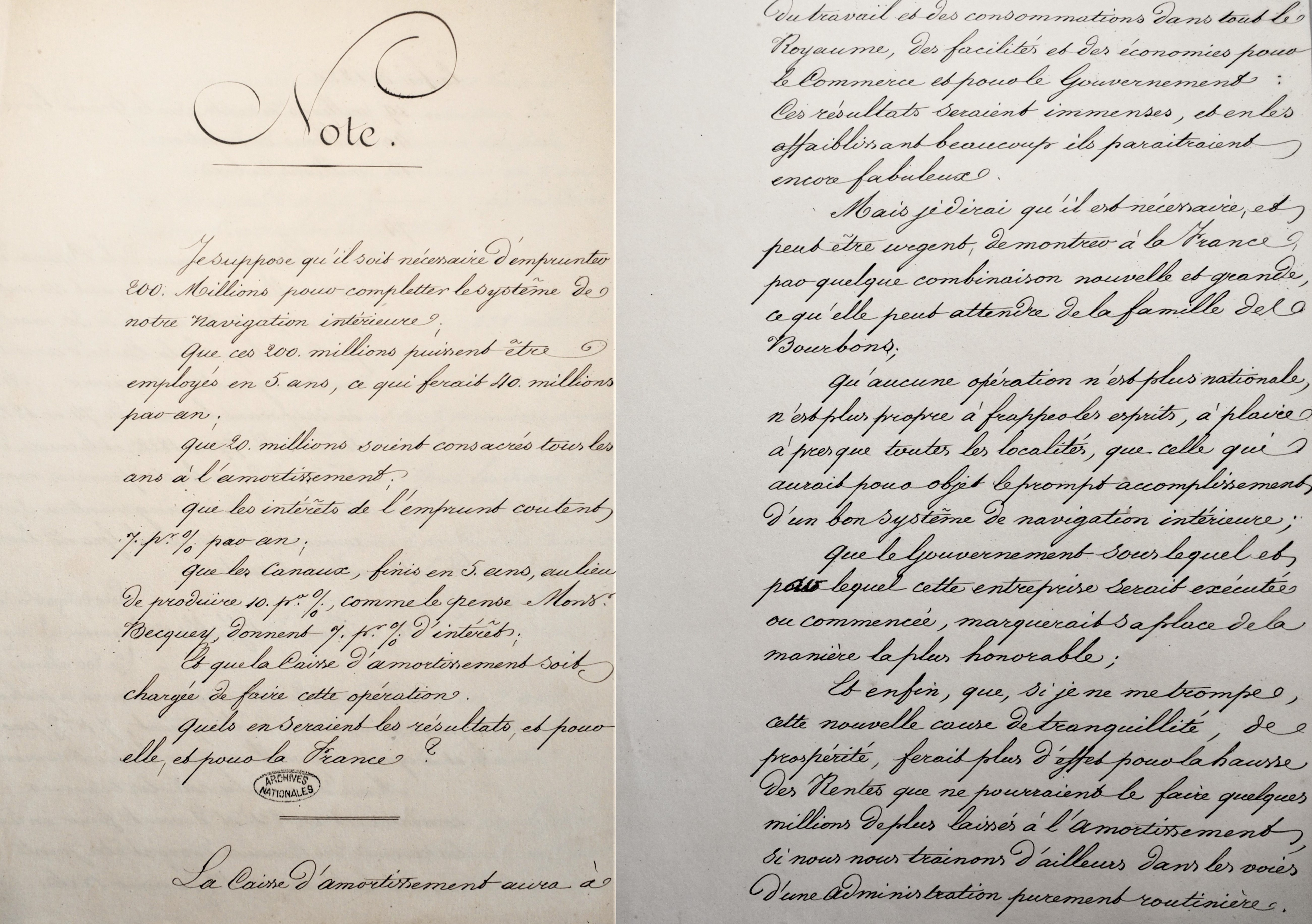
Note anonyme non datée relative au financement du plan Becquey (1re et dernière page).

Le régime des Bourbons restauré s’assurerait des avantages contre ses ennemis politique de gauche et de droite

« Je dirai qu’il est nécessaire et peut-être urgent, de montrer à la France par quelques combinaisons nouvelles, ce qu’elle peut attendre de la famille des Bourbons. Que le gouvernement sous lequel et pour lequel cette entreprise [les canaux] serait exécutée et commencée marquerait sa place de la manière la plus honorable ; et enfin, si je ne me trompe, cette nouvelle cause de tranquillité, de prospérité, ferait plus d’effet pour la hausse des rentes que ne pourrait le faire quelques millions de plus laissés à l’amortissement, si nous traînons d’ailleurs dans les voies d’une administration purement routinière »

— Note anonyme non datée citée par F. Ponteil, « Georges Humann et l’achèvement du canal du Rhône au Rhin », revue La navigation du Rhin, septembre 1934, p. 302.

Dans son discours pour l’ouverture de la session parlementaire du 5 novembre 1821, le roi évoque l’aspect politique du « plan Becquey ».

« Les sensibles progrès de l’industrie, de l’agriculture et des arts, attestent ceux du commerce, et bientôt des voies nouvelles, en multipliant les moyens de communication et d’échanges, étendront le bien-être général sur toutes les parties du royaume. »

— L’ami de la religion et du roi. Journal ecclésiastique, politique et littéraire, Tome vingt-neuvième, Paris, Adrien Le Clere imprimeur, MDCCCXXI, pp. 398-399.

## Une volonté de transparence
Le Rapport au Roi est adressé par Becquey à tous les préfets par une circulaire du 28 août 1820 leur demandant d’en faire la plus grande publicité auprès des propriétaires et capitalistes afin de les inciter à apporter leur capitaux pour la réalisation de ce système de navigation. Le gouverneur de la Banque de France est également chargé de faire circuler des exemplaires du Rapport au Roi dans les milieux financiers. Le Rapport est publié au Moniteur universel du 2 septembre 1820. Il est également adressé aux sociétés savantes pour susciter les intérêts locaux. Deux exemplaires sont adressés à la Chambre de commerce de Paris qui, sans examiner le Rapport puisqu'elle n'a pas été saisie pour avis, se réjouit de l'amélioration de la navigation de la Seine tout en souhaitant confier les travaux à l'initiative privée. La Chambre de commerce de Marseille a vraisemblablement reçu également un exemplaire du Rapport au Roi.
De même les ingénieurs des Ponts & Chaussées en reçoivent un exemplaire pour les inviter à préparer, d’ores et déjà, les projets dans leur circonscription, sous les réserves de certains d'entre-eux faisant part de leurs observations. En agissant ainsi, Becquey veut également rassurer les membres du corps des ingénieurs des Ponts & Chaussée de leur participation à la mise en œuvre du programme, dont ils pouvaient craindre de se voir évincer d’un plan élaboré à Paris par l’administration centrale et faisant appel à l’initiative privé. Faute de revue consacrée à ce corps technique (Ponts & Chaussées), le Rapport au Roi est publié dans les Annales des Mines.

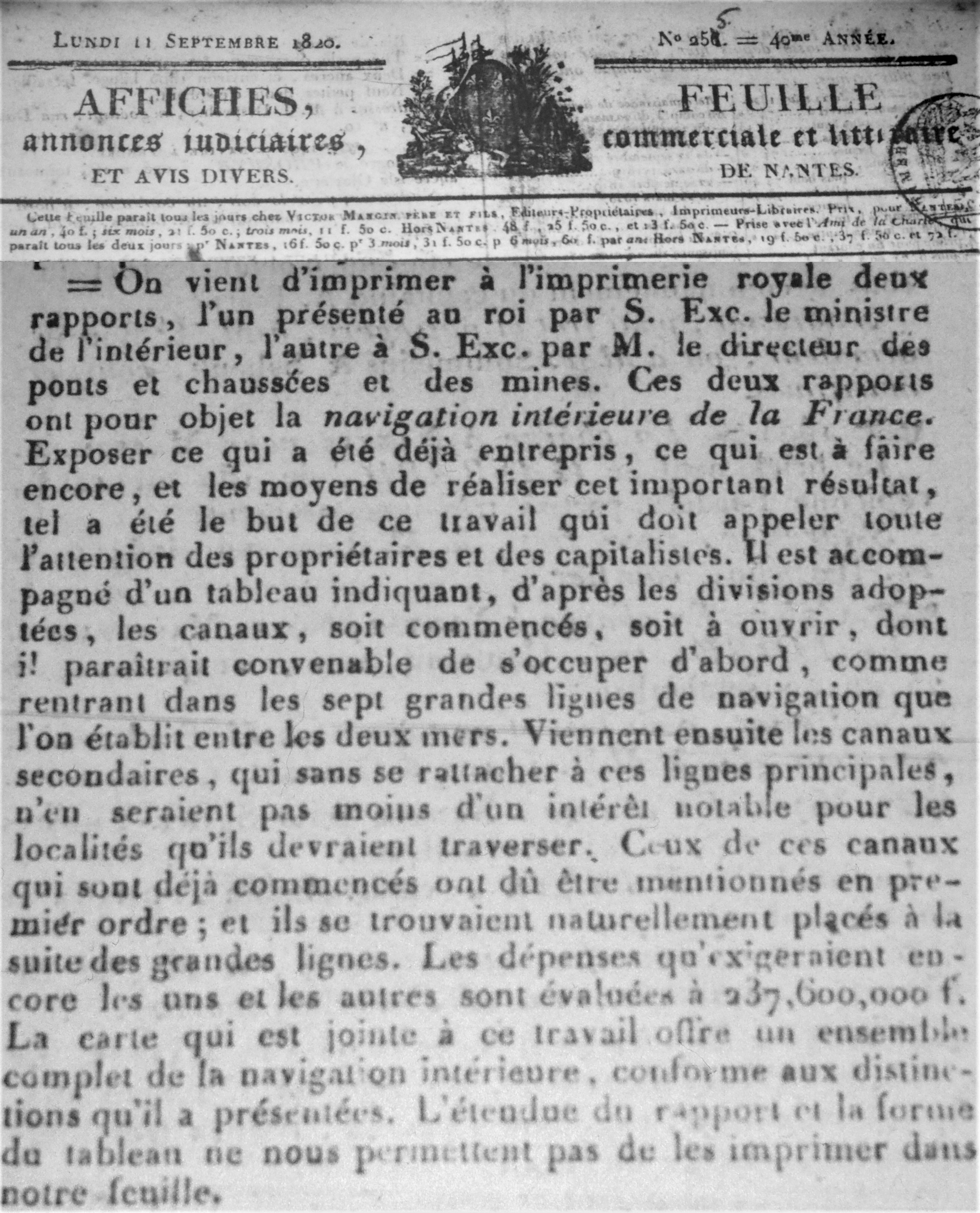
Avis relatif à la publication du Rapport au Roi (Nantes 1820)[77],[note 44].
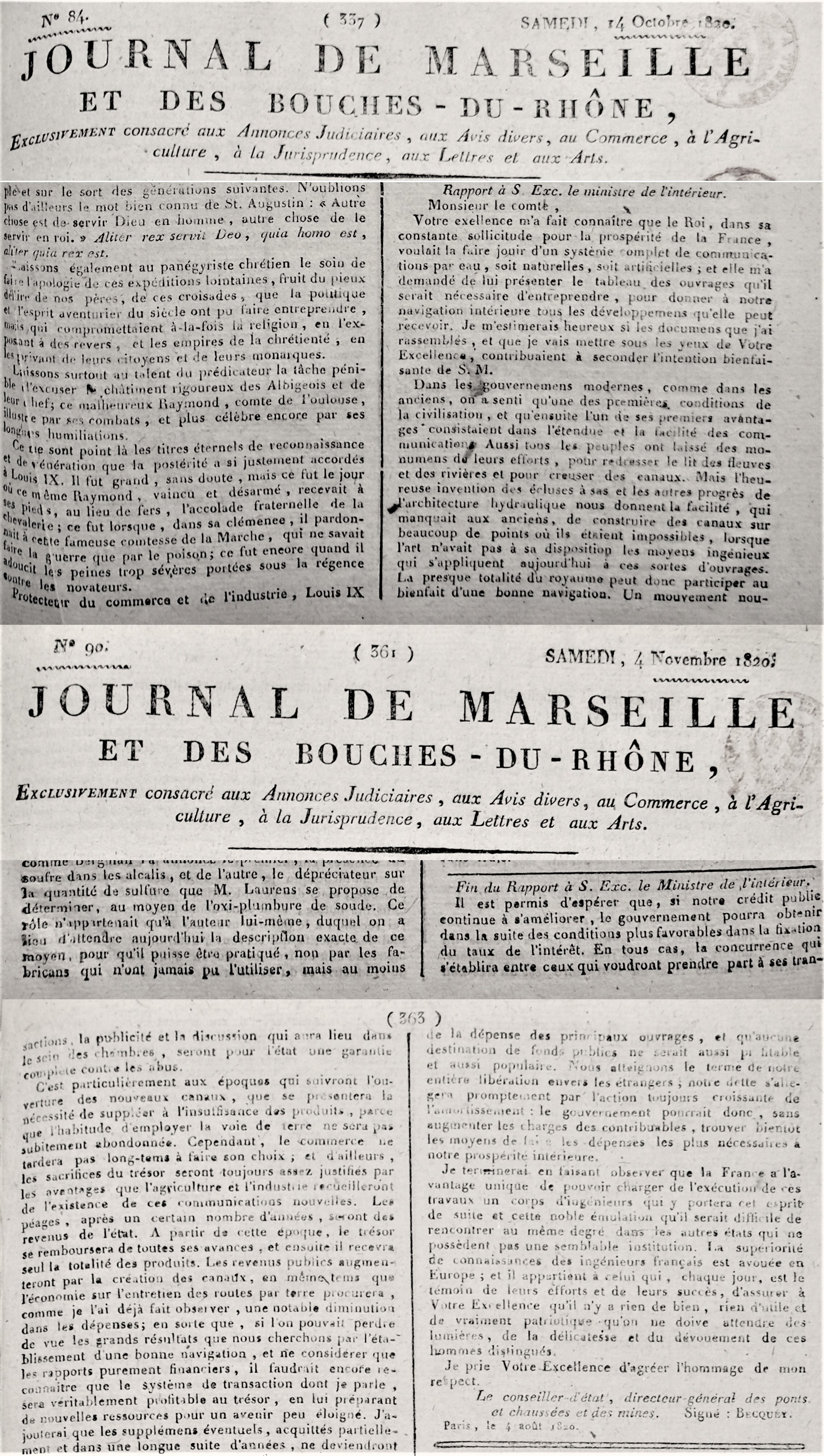
Journal de Marseille et des Bouches-du-Rhône (1820)[80],[note 45]
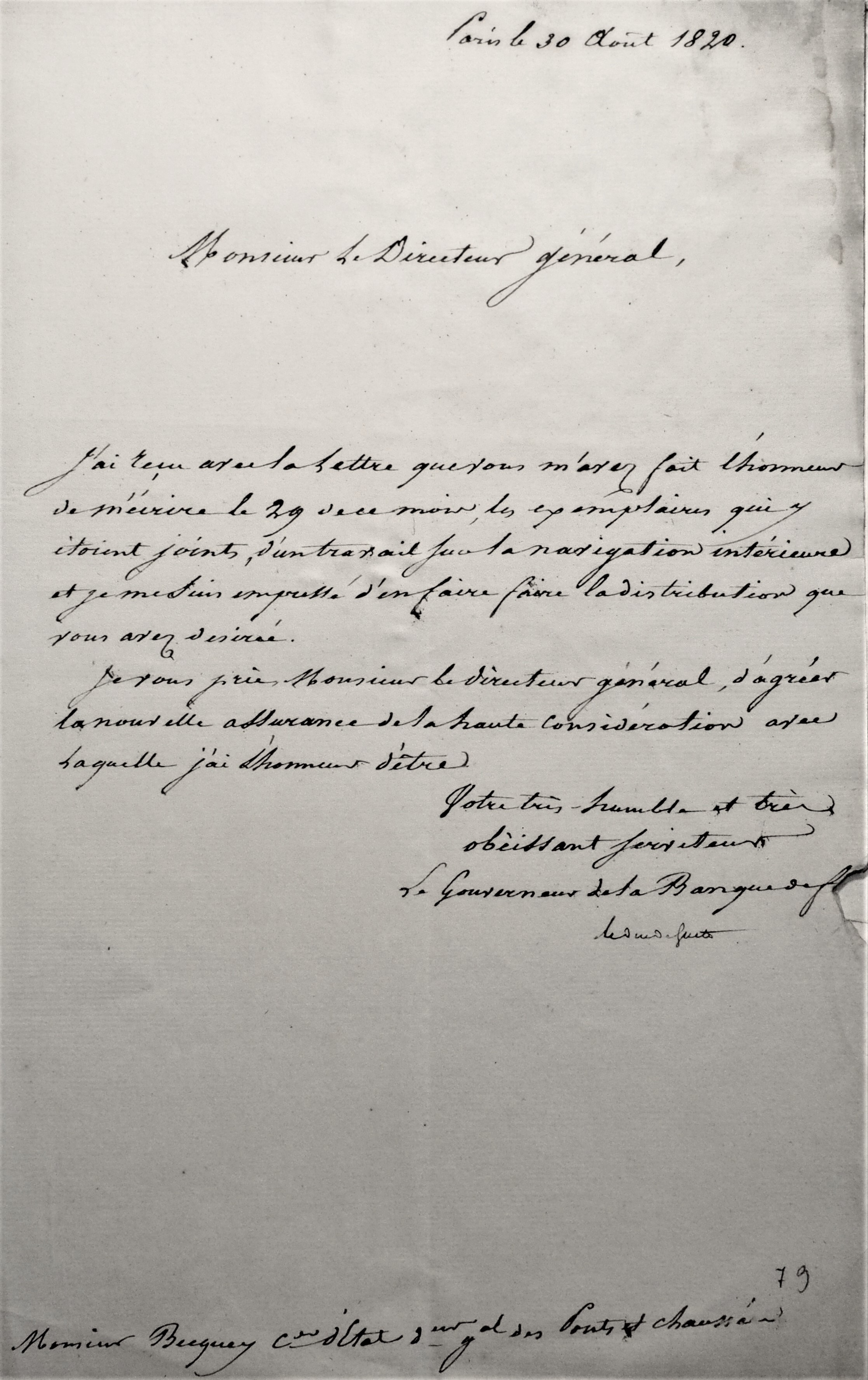
Lettre du 30 août 1820 du gouverneur de la Banque de France[81].
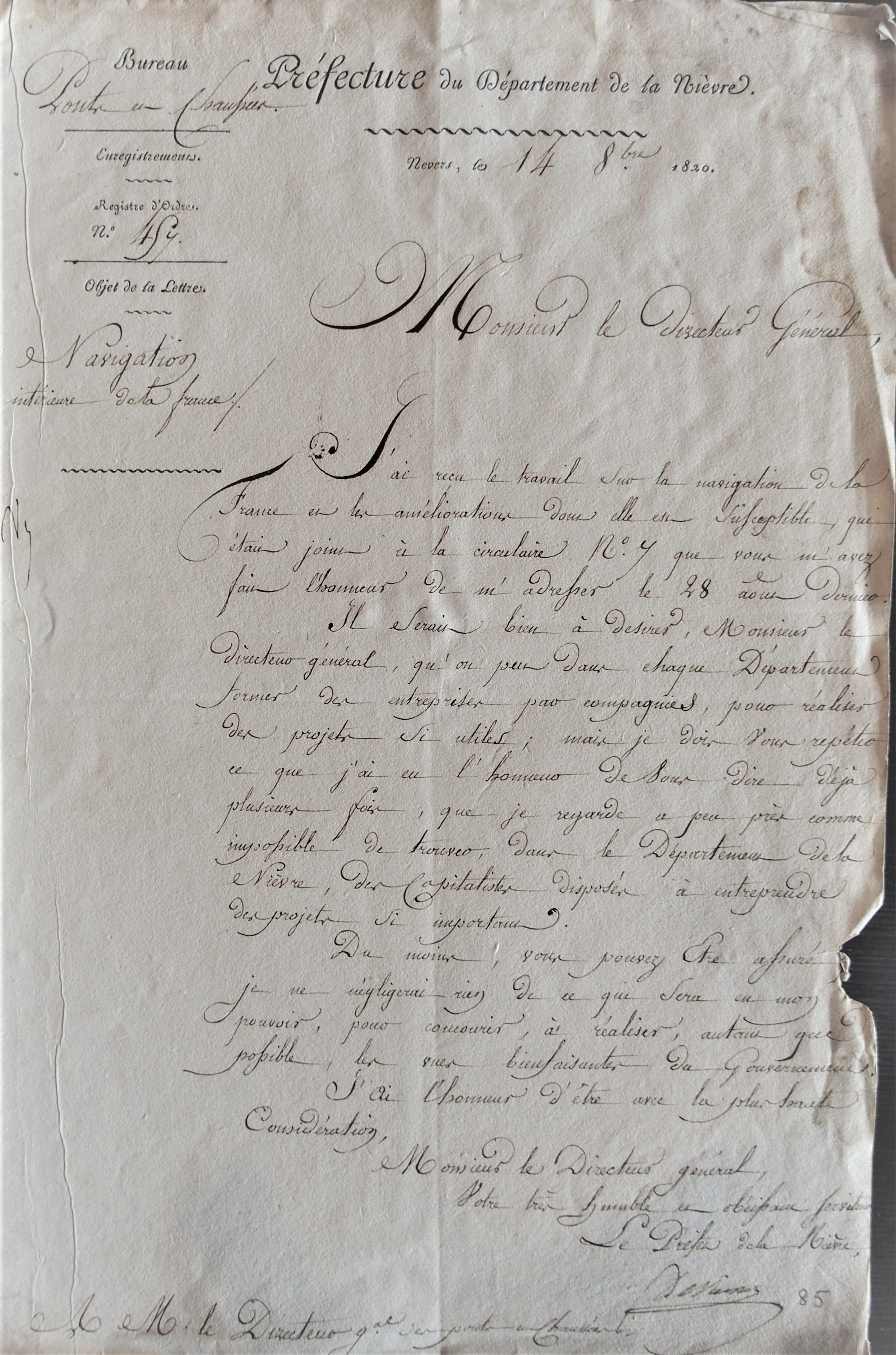
Lettre du 14 novembre 1820 du préfet de la Nièvre[82].
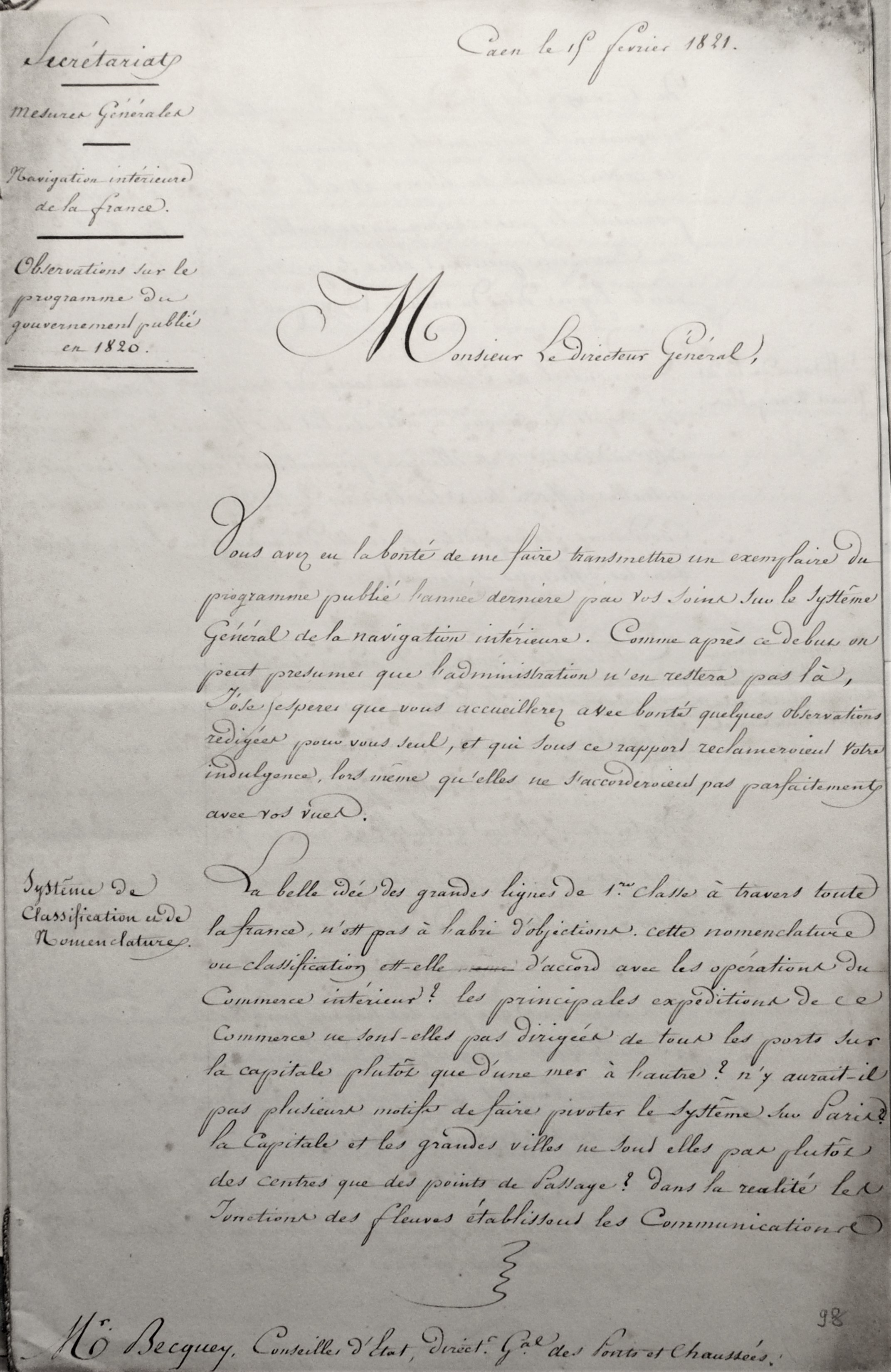
Lettre du 15 février 1821 de l'ingénieur Bouessel[83],[note 46].
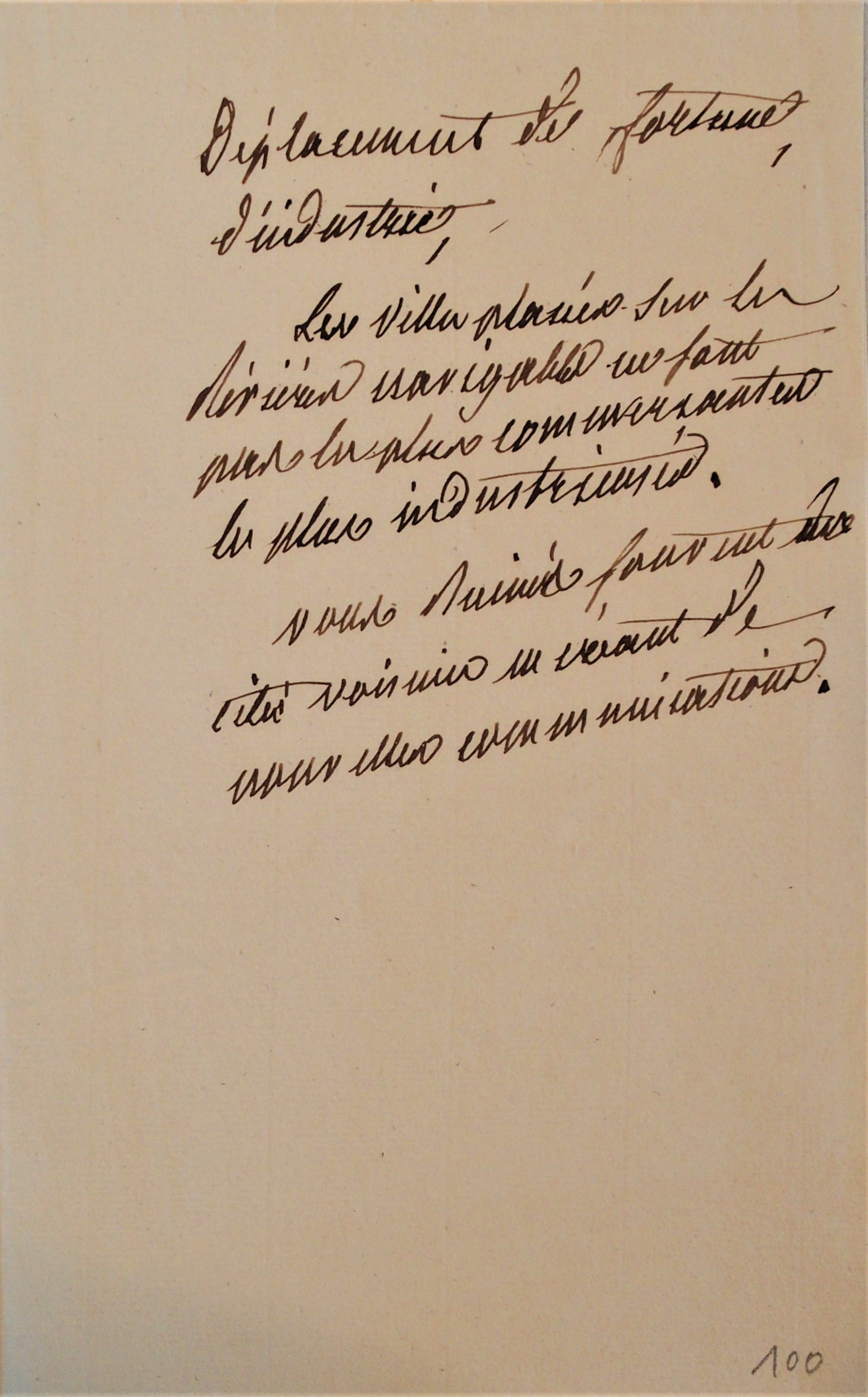
Observations manuscrites de Becquey au courrier de Bouessel[84],[note 47].

Enfin, un exemplaire du Rapport au Roi est adressé aux parlementaires dans un souci d’information en préalable aux débats qui vont s’ouvrir sur le vote des lois approuvant les soumissions de prêts. À une époque où l’initiative de la loi reste du domaine du roi, cette démarche s’inscrit dans le contexte des relations nouvelles instaurées entre les pouvoirs exécutif et législatif par la charte constitutionnelle de 1814.

« … à l’époque où il fut mis au jour, le rapport (…) était une œuvre d’un caractère tout nouveau, et la sensation qu’il produisit n’a rien qui doive surprendre. L’on n’avait encore vu, ni sous l’ancien ni sous le nouveau régime, l’administration exposer avec autant de savoir, d’intelligence et de grandeur, ses vues sur l’amélioration d’une des sources les plus fécondes de la richesse publique, ni appeler, avec cette franchise et cette confiance, les citoyens à lui venir en aide. Un progrès dans les usages du gouvernement constitutionnel s’était accompli. »

— A. Beugnot. Vie de Becquey, ministre d'État et directeur général des Ponts et Chaussées et des Mines sous la Restauration.

« …la publication du tableau [de la canalisation intérieure de la France] inaugurait une ère nouvelle de publicité en matière administrative. C'était la première fois, en effet, que le Gouvernement mettait au jour un aussi vaste projet d'ensemble et provoquait, en quelque sorte, l'opinion publique à l'étudier et à le discuter. »

— Babaud-Laribière, Études historiques et administratives.

## Le mode de financement
Alors que dans le Rapport au Roi, Bequey privilégie le mode de la concession (construction et exploitation aux risques et périls du concessionnaire), finalement c’est une autre solution qui est retenue ; l'« industrie » se révélant frileuse face aux risques encourus et à l’énormité des dépenses envisagées. L’originalité du financement du « plan Becquey » est de faire appel à des fonds privés, apportés par la réunion de capitalistes, pour la construction et l’exploitation, par l’État, d’un réseau de transport.
Jusqu’alors, la réalisation d’ouvrages publics d’envergure confiée à l’initiative privée a pris la forme d’une concession. En matière de transport, hormis le réseau routier traditionnellement réservé à la prérogative de l’État (aucune route n’est concédée bien que d’aucuns estiment possible de faire payer à l’usager un péage cf. supra,), la construction de nombreux canaux et ponts a été concédée à des particuliers. Mais la plupart des concessionnaires de canaux ne sont pas arrivés à leurs fins et les canaux ont été rachetés (ou confisqués à leur propriétaire comme, en 1791, ceux du Loing et d’Orléans). Sous la Révolution et l’Empire, le recours à la concession va peu à peu disparaitre au profit d’une traditionnelle réalisation par l’État, soit en régie (par ses propres moyens humains et financiers), soit en faisant appel à une entreprise privée dans le cadre d’un marché public.

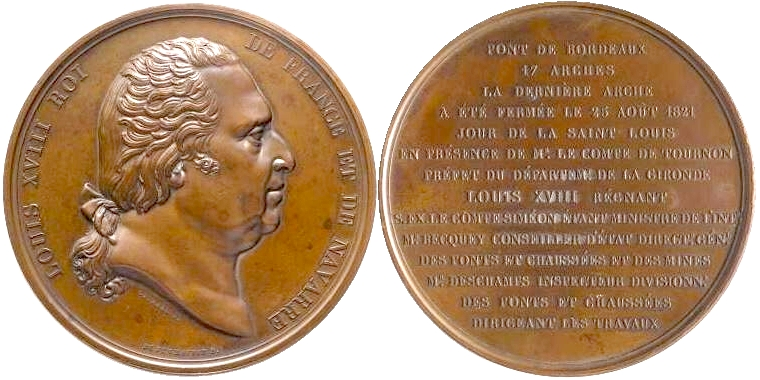
Pont de Bordeaux, achèvement de la dernière arche du pont (21 août 1821). M. Becquey, conseiller d’État, directeur général des ponts et chaussées et des mines.

Pour autant, la construction par l’État est lente, coûteuse et emprunte davantage de monumentalité que de stricte utilité publique. En outre, les dotations financières de l’État sont sujettes aux aléas politiques qui détournent les crédits à d'autres fins que celles initialement prévues. Le contexte économique de l’époque est peu propice à l’intervention de l’État dont, au surplus, les ressources budgétaires, après des décennies de conflits militaires et de confusions politiques, sont anémiées, bien que l’État ait recouvré progressivement son crédit (hausse de la rente et retour des financiers parisiens dans le placement des emprunts d’État). Enfin, le recours à des marchés publics, n’est pas exempt de fréquents dépassements des devis source de contentieux préjudiciable à la bonne fin des travaux.
La solution retenue par Becquey, également utilisée pour le financement de la construction de ponts,, ou d’infrastructure portuaire, est celle de la soumission d’un prêt :
- l’État lance un appel d'offres (avec cahier des charges) qui fixe le montant de la somme à lui prêter, la durée de l’emprunt, la prime de remboursement, la date de fin des travaux et la durée de remboursement ;
- l’État s’engage à utiliser exclusivement le prêt, versé par tranche (ou libération) et selon une périodicité fixe, aux travaux de construction du canal et à fournir des fonds en cas d’insuffisance[note 53] ;
- le soumissionnaire, avant de présenter son offre, dépose une caution comme garantie du sérieux de sa proposition qui lui est remboursée s’il est retenu. Le soumissionnaire retenu est celui qui accorde le taux d’intérêt du prêt le plus bas, l’État, pour l'y inciter, lui garantissant, après amortissement et pour une durée déterminée, le partage des revenus du canal ;
- pendant la durée des travaux, l’État verse au soumissionnaire l’intérêt du prêt ;
- à l’ouverture du canal, ses revenus (produit du péage et, le cas échéant, celui des fermages d’usines, plus-values des terrains desséchés, vente des arbres et des herbes, concession d’eau pour arrosements) sont consacrés, outre à la continuation du paiement de l’intérêt, à l’amortissement du capital, aux frais d’exploitation et à l’entretien. Si les revenus sont insuffisants, l’État y supplée, sinon l’excédent est versé au fonds d’amortissement ;
- à l’échéance du remboursement du prêt (intérêt et capital), les revenus du canal (après frais d’exploitation et d’entretien) sont partagés entre l’État et le soumissionnaire pour une durée déterminée. Au terme de cette durée, l’État retrouve la pleine et entière jouissance du canal.
- en contrepartie de n’être associé qu’au partage des bénéfices, le soumissionnaire dispose d’un droit d’observation et de contrôle sur les plans et devis, de vérifier la comptabilité et de participer à la définition de la tarification[96].

Ainsi l’État construit et exploite les canaux au moyen d’un financement apporté par des capitalistes (association de banquiers ou investisseurs privés). Il ne s’agit pas d’une concession à proprement parler ; seul est « concédé » aux prêteurs le droit de vérifier l’usage à bonne fin des sommes prêtées (devis, comptabilité, tarif).
À l’État reviennent les risques industriels (retard des travaux, dépassement devis), aux soumissionnaires les risques financiers (bénéfice à partager moindre que prévu). Ce système s’apparente à une quasi-concession mais dont la maîtrise d’œuvre (travaux) est à la charge, non pas du soumissionnaire, mais de l’État (c’est une garantie pour le soumissionnaire). Le soumissionnaire n’a pas à supporter les conséquences financières d’un retard dans l'achèvement des travaux (surcoût pris en charge par l’État), mais l'aléa du partage des revenus de l'exploitation du canal (incertitude quant au respect de la durée contractuelle des travaux et incertitude quant à la venue des bénéfices qui est déterminée par l'ouverture à l'exploitation du canal et par sa fréquentation conditionnée par le droit de péage).
Le soumissionnaire conclut un traité avec l’État fixant les modalités et conditions de mise à disposition du prêt et de son remboursement, puis se refinance auprès du public. C’est la raison pour laquelle des sociétés anonymes, pour certaines d'entre elles cotées à la bourse de Paris, sont créées pour permettre aux soumissionnaires de se refinancer auprès de capitalistes et épargnants fortunés. Pour celles non cotées, les banquiers soumissionnaires revendent, au gré de leurs besoins, les actions à leur riche clientèle.

## Les négociations financières
Dès avant la parution du Rapport au Roi, Becquey sollicite les industriels et capitalistes (détenteurs de capitaux), français et étrangers, à investir dans des concessions de canaux en encourageant « l’esprit d’association »,, mais il se heurte à la frilosité ambiante consécutive au ralentissement économique amorcé fin 1818. Aussi, n’a-t-il d’autre recours, faute de crédits de l’État, que de mettre en place un système d’emprunt auprès de banquiers.

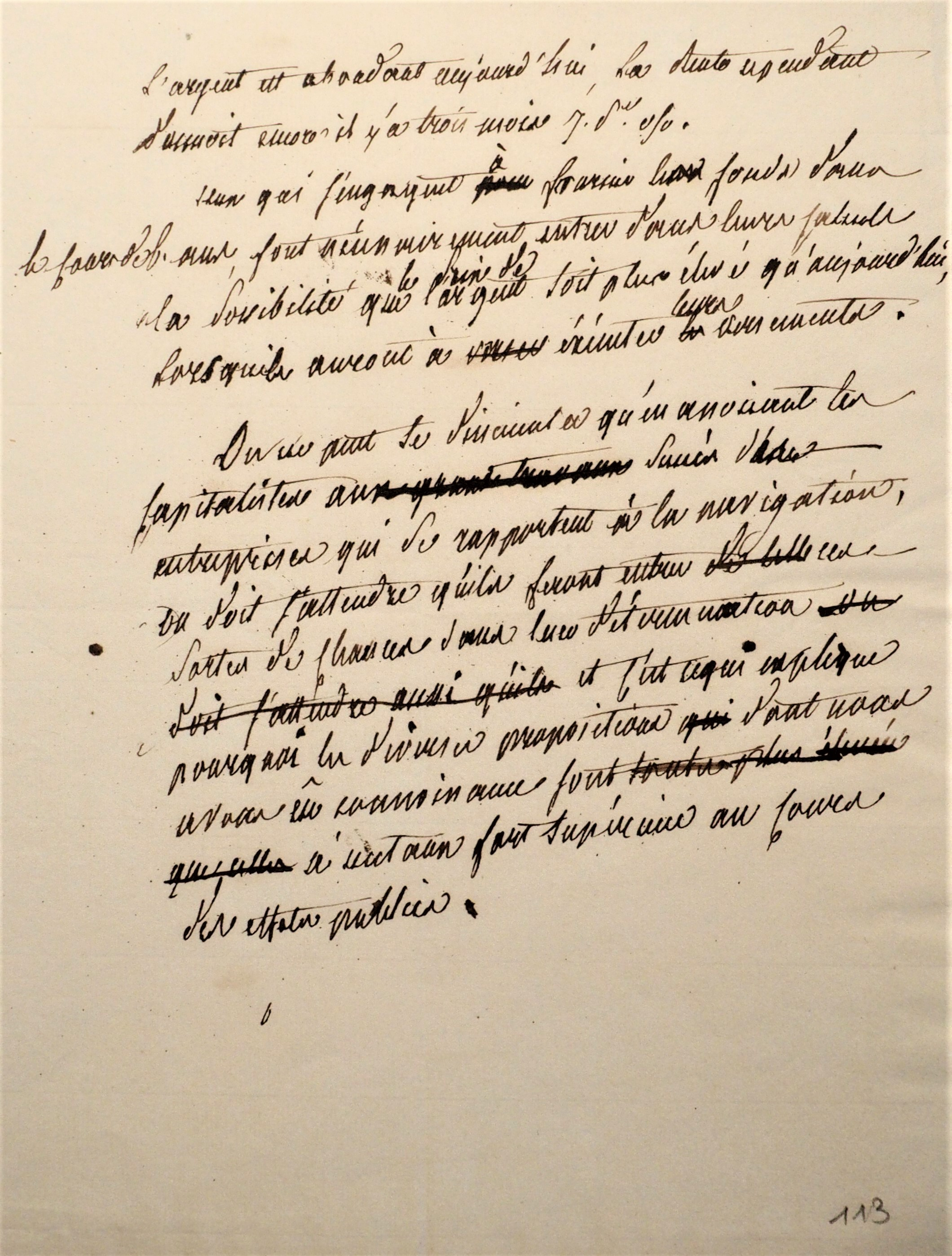
Note manuscrite de Becquey indiquant que les fonds apportés par les compagnies financières s’apparentent à un placement financier calé sur le cours de la rente (c. 1821).

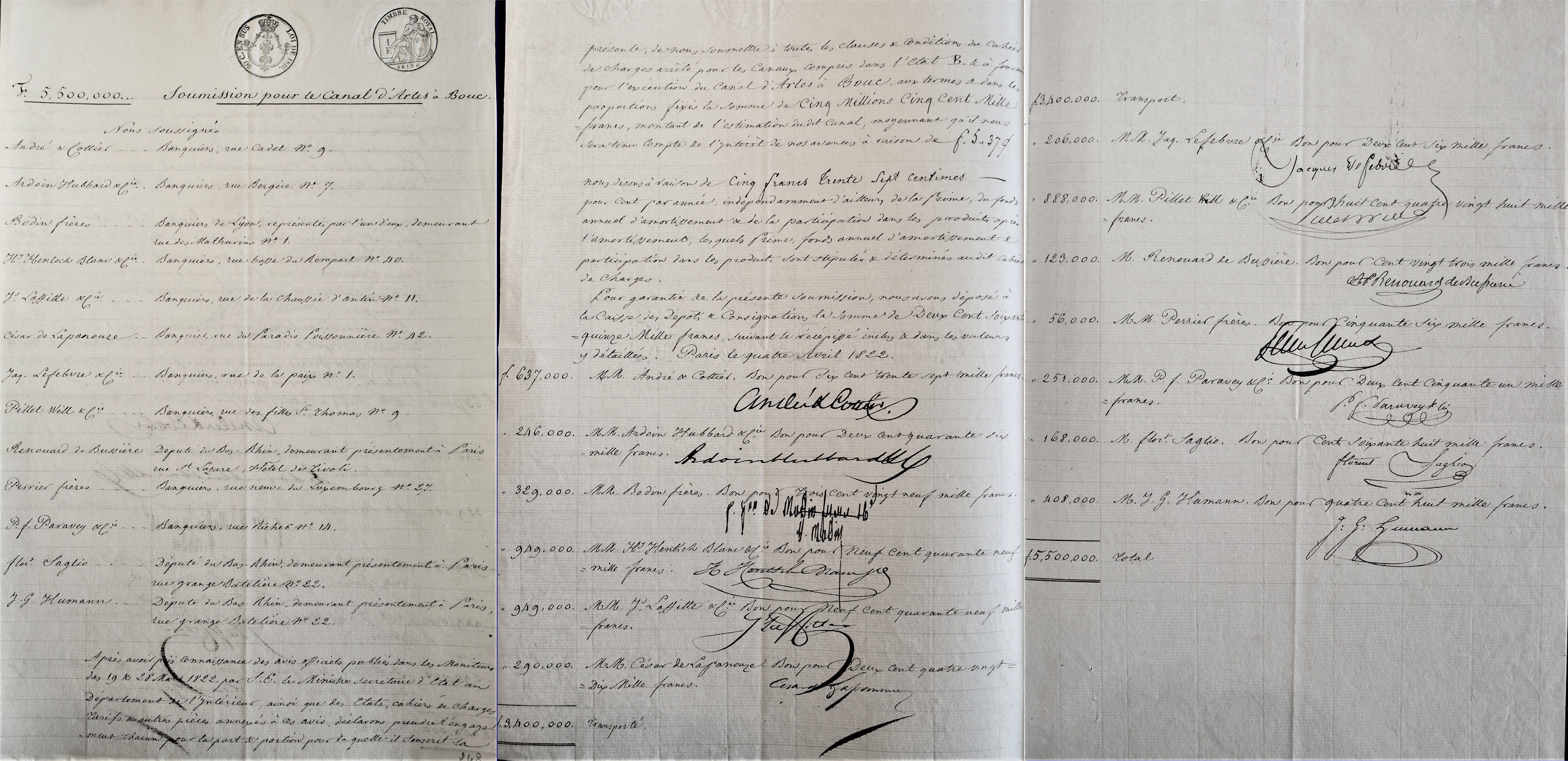
Soumission d'une offre de prêt pour le canal d'Arles à Bouc par un regroupement de banquiers mené par André & Cottier et Cie (4 avril 1822).

Les opérations de crédit à long terme de la Haute banque parisienne après 1815 ont fourni le modèle de financement sur lequel le programme des canaux de Becquey allait s'appuyer,.

Becquey conduit seul les négociations avec les financiers intéressés.

« Les ministres des finances et de l’intérieur lui abandonnaient le soin de diriger ces négociations délicates. »

— A. Beugnot. Vie de Becquey, ministre d'État et directeur général des Ponts et Chaussées et des Mines sous la Restauration.
La volonté de favoriser l’« esprit d’association » entoure ces négociations du secret ne les mettant pas à l’abri du soupçon de corruption et d’intrigues,.

Pour apporter leur concours à l’État, l’administration invite les financiers à estimer les produits futurs des canaux au regard de leur coût approximatif figurant dans le Rapport au Roi.

« Il faut donc ne regarder en général que comme des approximations les longueurs de trajet et les sommes de dépenses énoncées dans les diverses colonnes du tableau [tableau de la navigation intérieure de la France]. À l’égard des produits… l’administration a recueilli et continue de recueillir sur ce sujet les renseignements propres à dissiper les incertitudes et à fixer les opinions. (…) [elle] laisse aux capitalistes le soin de peser et d’apprécier les données qu’elle leur offrira, et de s’en procurer de nouvelles, si les premières leurs paraissent insuffisantes : enfin d’établir eux-mêmes tous les calculs qui, sous ce rapport, peuvent servir de base à leurs spéculations. »

— Rapport au roi sur la navigation intérieure de la France, 1820 (observations préliminaires).
L’aboutissement des négociations financières s’est concrétisé par les lois de 1821 et 1822 validant les termes des accords de mise à dispositions des prêts à l’État. Elles proposaient en quelque sorte une coopération public-privé, le secteur privé ne faisant guère fait plus que prêter de l'argent au gouvernement qui était responsable de la construction du réseau. Les fonctions essentielles de financement des travaux, d'ingénierie et d'exploitation étaient assumées par l'État.

## Les débats parlementaires
Les parlementaires appelés à débattre et voter les lois relatives au financement des canaux, fustigent les pratiques du gouvernement et le recours à des emprunts.

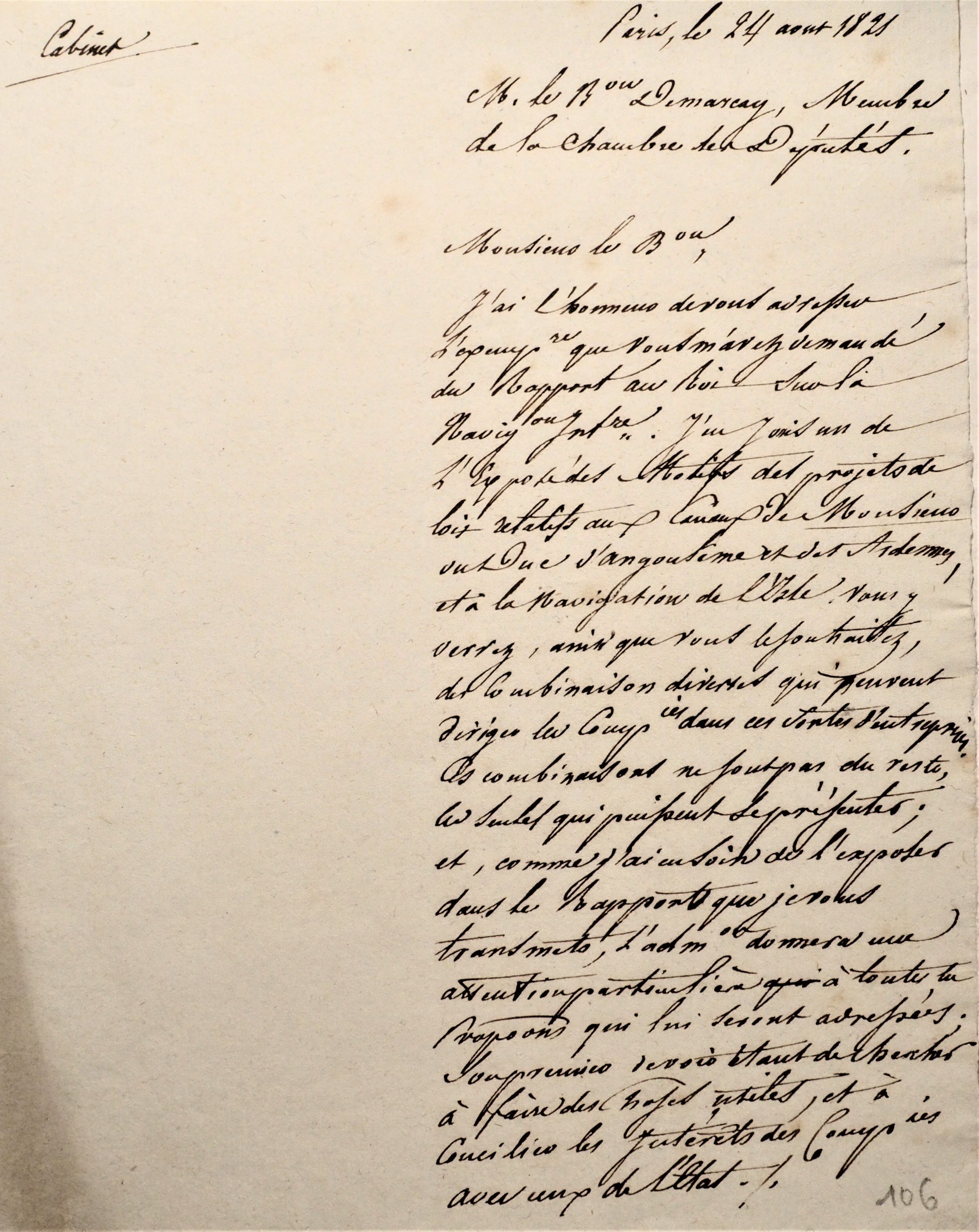
Lettre d'envoi du Rapport au roi sur la navigation intérieure au baron Demarcay (24 août 1821), député.

Dans son exposé des motifs de la loi de 1821, le ministre de l’intérieur, comte Siméon, rappelle la diffusion faite du rapport au roi de 1820 et les objectifs poursuivis :
1. faciliter et diminuer le coût des transports ;
2. égaliser les prix entre les provinces ;
3. donner la priorité à l’achèvement des grandes lignes de navigation intérieure.

Pour réaliser ce système de navigation intérieure, il convient de :
1. ne pas grever le budget de l’État de dépenses nouvelles ;
2. disposer sans discontinuité des fonds nécessaires durant toute la durée des travaux ;
3. garantir l’affectation des fonds uniquement aux travaux ;
4. assurer rapidement l’achèvement des travaux.

Seul le concours de compagnies financières prêteuses de fonds lève ces contraintes sous les conditions suivantes :
1. offrir un intérêt d’emprunt avantageux ;
2. espérer, à l’ouverture des canaux, un revenu suffisant pour l’amortissement du capital et l’intérêt restant à courir ;
3. partager les bénéfices pendant une certaine période pour garantir l’investissement privé et l’engagement de l’État à tenir le délai des travaux.

Quant au mode d’exécution, il souligne qu’une concession perpétuelle ne répond pas à l’intérêt général et doit être réservée à un ouvrage peu étendu destiné à l’approvisionnement, ou au débouché, d’un établissement. Aussi, une concession temporaire est-elle préférable : soit le concessionnaire entreprend les travaux à ses risques et périls en contrepartie de l’abandon des revenus du canal pour une durée limitée, mais il est impossible de déterminer précisément les revenus attendus ; soit une solution mixte où l’État se charge des travaux qui sont financés par des fonds privés selon deux modalités possibles. Dans ce cas, le montant des avances, le taux d’intérêt et la durée d’amortissement sont convenus invariablement d’un commun accord, ou bien le montant de la dépense et l’amortissement sont également déterminés, mais le taux d’intérêt varie entre un minimum garanti et un maximum versé sous condition.
Ces développements sont repris par le rapporteur de la loi Héricart de Thury,.
Les parlementaires émettent plusieurs critiques.
- Absence de cohérence

Le rapport au roi de 1820 ne doit pas faire illusion : « Tout, en fait de tableaux ou de promesses, peut être embelli par la pompe du style, et quand de tels écrits ne nous parviennent qu’après avoir passé sous les yeux du monarque, c’est auprès de nous [députés] une séduction bien entraînante pour ne pas leur refuser un premier accueil et quelque déférence » (Basterrêche).
Les projets de loi portent sur des canaux séparés alors que le rapport au roi présente un ensemble de canaux liés les uns aux autres dans un système cohérent de navigation intérieur. Le gouvernement aurait dû présenter aux Chambres un plan d'action, un mode d’exécution, un cahier des charges : « Vous [députés] ne pouvez pas juger de la liaison et de l’enchainement de chaque partie avec l’ensemble du plan et du système. » (Ganilh).
Par manque de cohérence, le gouvernement n’a pas retenu les offres de deux compagnies pour un financement global de tous les canaux et ne répond pas à l’utilité générale du pays par un système complet.
Réponses :

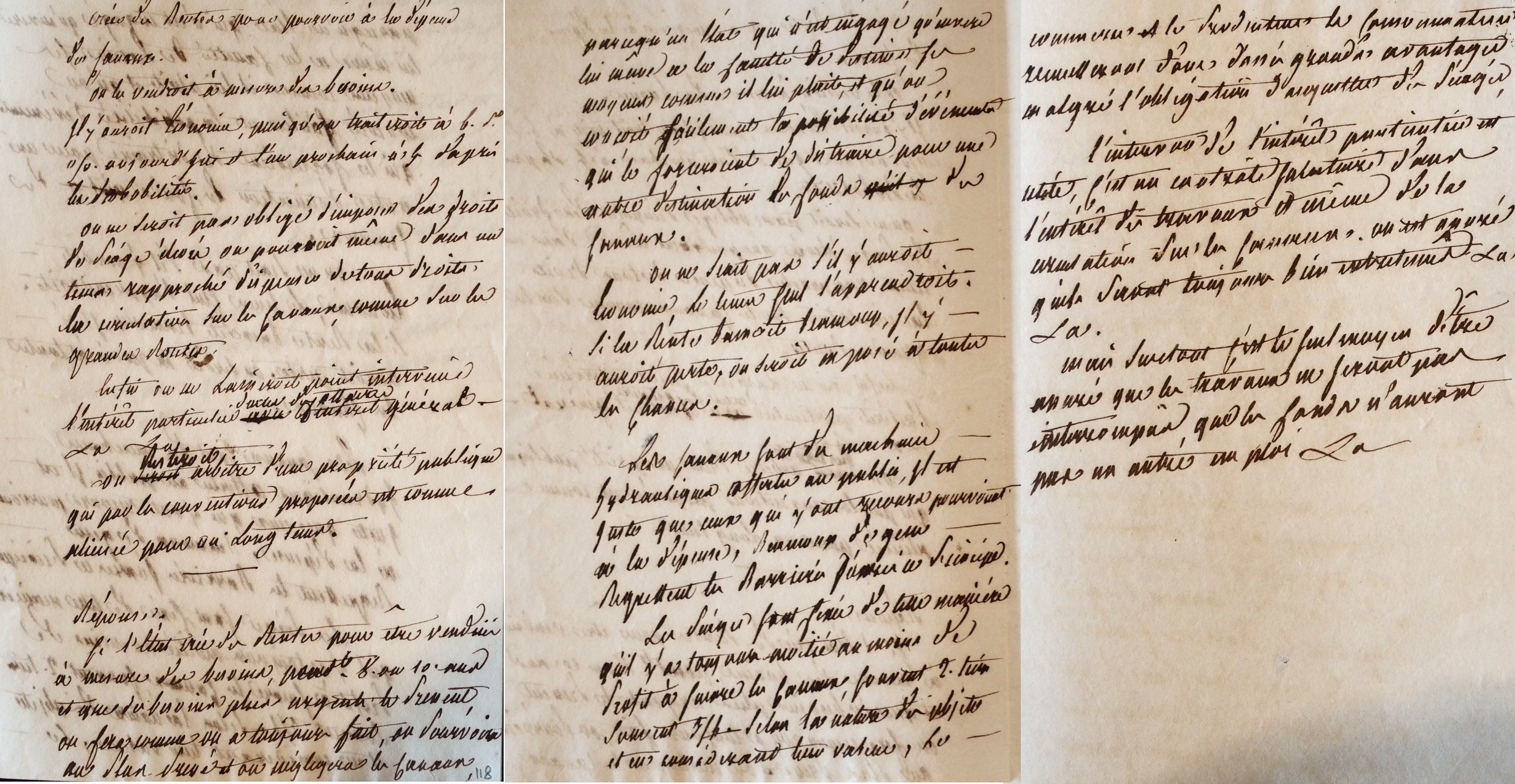
Note manuscrite de Louis Becquey sur l'avantage de « l'intérêt particulier » pour la construction des canaux à l'émission d'une rente (circa 1821).

Des canaux particuliers (indépendants) ne sont pas moins profitables à tout le pays : « Les soumissions reçues s’appliquent à des canaux dont l’utilité, loin d’être circonscrite, ne sera pas étrangère aux points les plus éloignés du royaume » (Becquey).
Les compagnies susceptibles d’offrir un montant d’emprunt correspondant à un besoin de financement de plus de 200 MF sont en nombre très restreint. Deux compagnies ont fait une offre globale remboursable en titre du Trésor (Ibid. Becquey).
Laffitte offrait 240 MF par huitième à raison de 30 MF par an [complétés d’une participation anglaise de 60 MF] avec la condition que les titres du Trésor (rente) en remboursement de l’emprunt (capital et intérêt) aient une priorité sur les autres effets du Trésor. Condition exorbitante qui a été refusée (Villèle). Sartoris fit également une offre globale.
Une compagnie unique ouvre le risque d’un monopole préjudiciable aux affaires du gouvernement : « Cette compagnie ne serait-elle pas maîtresse par là de contrarier les opérations du gouvernement, de la caisse d’amortissement, de la banque ? » (Chifflet). Pire encore, si « à la suite de troubles civils ces capitaux tombaient sous la direction d’un ambitieux, d’un conspirateur… » (Ibid. Chifflet).
Enfin, offrir des titres du Trésor, c’est augmenter la dette de l’État tout en n’étant pas certain que les fonds recueillis ne soient pas sacrifier à des dépenses immédiates et inopinées qui se révèleraient au gouvernement pour la conduite de ses affaires, en repoussant d’autant l’achèvement des travaux des canaux. Cette condition n’ayant pas été retenue, c’est la raison pour laquelle ont été préférées des offres particulières liant, en termes de délai et de coût, le gouvernement à la réalisation tel ou tel canal (Ibid. Becquey).
- Opacité des transactions financières

Faute de cohérence, de méthode et de publicité, donc sans concurrence, les offres de soumission n’ont pu être que confidentielles et clandestines (Ibid. Ganilh).
Réponses :
Pour le canal Monsieur, Becquey a parcouru les départements de l’est, réuni les propriétaires et négociants dans les chambres de commerce pour présenter les canaux à entreprendre et les inciter à participer à y prendre part (Terrier de Santans).
Le rapport au roi a été diffusé aux préfets, inséré dans Le Moniteur et dans les « feuilles des départements ». Les capitalistes pouvaient assoir leurs calculs sur ces bases officielles. La rédaction d’un cahier des charges serait une forme d’exclusion plutôt qu’une mise en concurrence des offres car dans ce genre d’entreprise il faut laisser libre les capitalistes de former leurs offres : le montant du prêt, les époques de son versement, le taux d’intérêt, les annuités de remboursement sont les conditions de l’entreprise à réaliser et non un moyen. C’est cette liberté de proposition qui est gage de concurrence (Ibid. Becquey). Ce n’est pas aux parlementaires de recevoir et sélectionner les soumissions reçues ; il leur revient d’adopter, ou non, les conventions passées entre les capitalistes et le gouvernement (Ibid. Villèle).
- Conditions financières avantageuses pour les compagnies

Le taux d’intérêt, le taux d’amortissement, le partage pendant de longues années des produits du canal après son achèvement sont de considérables avantages alors que les soumissionnaires ne courent aucun risque puisqu’ils ne sont pas entrepreneurs pour la réalisation des travaux.
Le rendement de ces emprunts est meilleur que la rente.
Réponses :
Il ne faut pas s’offusquer que des compagnies fassent des profits considérables car c’est un moyen d’exciter l’émulation générale et ainsi de favoriser la concurrence (Ibid. Basterrêche).
Les hypothèses de revenus et de bénéfices exposées par les orateurs ne sont pas fondées puisque ces revenus n’existent pas encore « et qu’il est impossible d’évaluer avec précision ». Ces revenus seront progressifs car il faut tenir compte des habitudes des transporteurs, du coût d’entretien des canaux, des taxes, d’événements exceptionnels comme la guerre qui transformerait un canal en une ligne de défense. « Les compagnies seront appelées à prendre part à ces produits [revenus des canaux] que dans un avenir reculé. » (30 ans pour le canal Monsieur, 42 ans pour les canaux du duc d’Angoulême et des Ardennes) (Ibid. Becquey).
Seul est à la charge du Trésor le paiement des intérêts durant les travaux et, à leur achèvement, les revenus du canal serviront à la poursuite de ce remboursement comme à l’amortissement du capital (Ibid. Terrier de Santans).
Les emprunts soumissionnés ne peuvent pas être comparés aux effets publics (rente) car, contrairement à ces derniers, ils ne sont pas réalisables à tout moment (Humann).
Faire participer les compagnies aux produits des canaux, c’est un gage de bonne administration par les utiles avertissements qu’elles pourront donner (Becquey).
Un canal ouvre une source de prospérité pour tous les pays qu’il traverse. Il devient une source de produits et par conséquent de consommation qui, elle-même, génère des droits (taxes, impôts…) dédommageant ainsi le gouvernement des avances qu’il aura faites ; « Indépendamment des avantages du fisc, le canal ouvre de nouveaux débouchés et procure de grands avantages à une population considérable » (Villèle).
Sans compter la main d’œuvre occupée pendant les travaux, de l’allègement dans l’entretien des routes par suite du transfert d’un mode de transport à l’autre.
- Rejet des offres de concession

Un concessionnaire réalise les travaux plus rapidement et de manière moins dispendieuse que l’État car il a le souci de jouir au plus vite des revenus attendus de l’ouvrage qui lui a été confié.
« Les plans sur lesquels on se base ne renferment rien d’assez obligatoire pour répondre de l’exactitude de l’exécution, soit dans le prix, soit pour le terme de l’achèvement des travaux. » Les ingénieurs des Ponts & Chaussées s’en soucient peu dès lors que l’État leur procure les fonds « pour faire des travaux à peu près à leur fantaisie. » Il faut suivre l’exemple de l’Angleterre qui accorde, par un vote du parlement, des concessions perpétuelles pour la réalisation de canaux, aux risques et périls des concessionnaires qui ont présenté un projet pour lequel ils se sont mis d’accord avec les propriétaires des terrains traversés et accepter les sacrifices qu’entourent une telle entreprise. En outre, « le concessionnaire devenu propriétaire a toutes sortes d’intérêt à bâtir d’une manière solide. » Il n’y a pas à regretter l’octroi de concession perpétuelle car l’État en retire un bénéfice par l’accroissement des revenus incidents générés par les canaux « dans une proportion qui compensera et dépassera de beaucoup la valeur de l’espèce de sacrifices et d’abandon que le gouvernement aurait d’abord paru faire aux créateurs de ces augmentation de richesses générales. » Enfin, le centralisme parisien paralyse les initiatives locales les plus à même de propager la création de canaux (Basterrêche).
Réponses :
Il ne s’est trouvé aucune compagnie prête à courir les risques de ces « constructions hydrauliques ». Mais si le gouvernement emprunte à des capitalistes pour réaliser de telles constructions dans le délai auquel ces capitalistes ont souscrit pour leur prêt, il se trouve dans la même situation qu’un concessionnaire qui a hâte de terminer les travaux. Tel fut le cas en 1818 pour les transactions financières relatives aux bassins du Havre ainsi que les ponts de Bordeaux et de Libourne. Les aliénations perpétuelles doivent rester limitées pour les entreprises aux risques les plus élevés (Ibid. Humann). À l’inverse, dans le cas d’une concession temporaire, la hâte du concessionnaire à jouir des revenus le conduit trop souvent à des « économies les plus mesquines » dans la réalisation des travaux préjudiciables à la bonne vie de l’ouvrage dans le temps. « C’est dans cette vue que, sans éloigner aucun autre mode de concession, l’État cependant incline avec quelque préférence vers le mode simple des emprunts, qui lui laisse l’entière disposition des travaux. » (Ibid. Becquey).
Lors des débats relatifs à la loi de 1822 le gouvernement semble avoir pris en compte les critiques exprimées précédemment.
Dans son exposé des motifs de la loi, le ministre de l’intérieur Corbière, rappelle que tous les canaux ne peuvent être entrepris simultanément ; les grandes lignes de navigation et les canaux secondaires déjà entrepris.
Pour répondre aux critiques, un premier concours unique a été publié le 4 septembre 1821 pour la soumission d’offres tant pour des compagnies qui entreprendraient les travaux à leurs risques et périls moyennant la concession de péage que pour des compagnies financières qui apporteraient à l’État les fonds nécessaires pour les travaux qu’il entreprendrait lui-même.
Seules quatre offres par des compagnies se chargeant des travaux sont remises. Les offres des compagnies financières posaient des conditions trop variées pour arrêter un choix définitif.
Aussi, un second concours a-t-il été lancé avec, cette fois-ci, deux cahiers des charges en donnant la priorité aux compagnies qui se chargeraient des travaux ; pour celles-ci la condition de concurrence est la durée de la concession, pour les compagnies financières la concurrence est déterminée par le taux d’intérêt du prêt. Toutefois, les canaux de Bourgogne, de Bretagne et d’Arles à Bouc, sont réservés à des offres de compagnies financières compte tenu de leur montant élevé et de la durée des travaux avec la particularité du canal d’Arles qui représente la partie terminale du projet de canal du Rhône, de Lyon à la Méditerranée.
Finalement, hormis le canal d’Aire à la Bassée accordé à une compagnie chargée des travaux dans le cadre d’une concession d’une durée de 87 ans et 11 mois (« ce canal ne présente aucun ouvrage d’art considérable, ni aucune dépense importante, et peut être exécuté en deux ans » (Huerne de Pommeuse)), tous les autres canaux ont reçu des offres de compagnies financières.
Huerne de Pommeuse, rapporteur du projet de loi, souligne que la condition de publicité est remplie, que le mode de traité avec des compagnies financières n’affecte pas le crédit de l’État (dette publique) et lui permet de disposer de moyens constants à des périodes déterminées pour financer les travaux, que les conditions financières sont meilleures qu’en 1821, que le coût des canaux doit être regardé à l’aune des économies d’entretien du réseau routier, de l’ouverture de nouveaux débouchés aux produits des provinces traversées, de la facilité des échanges commerciaux à travers tout le pays et de la possibilité de développement/ouverture de mines diminuant d’autant la dépendance envers l’approvisionnement de l’étranger, et qu’enfin le programme offre du travail à une main d’œuvre autrefois mobilisée aux conquêtes militaires concourant ainsi à l’effort d’ordre et de paix du gouvernement (Ibid. Huerne de Pommeuse).
|           | 1821             | 1821                                               | 1821            | 1822             | 1822                                               | 1822            | TOTAL |
| --------- | ---------------- | -------------------------------------------------- | --------------- | ---------------- | -------------------------------------------------- | --------------- | ----- |
|           | Gauche, Libéraux | Majorité ministérielle, Opposition modérée, Droite | Ultra-royaliste | Gauche, Libéraux | Majorité ministérielle, Opposition modérée, Droite | Ultra-royaliste |       |
| Favorable | 4                | 4                                                  | 0               | 1                | 7                                                  | 0               | 16    |
| Opposant  | 11               | 0                                                  | 1               | 6                | 5                                                  | 3               | 26    |
| TOTAL     | 20               | 20                                                 | 20              | 22               | 22                                                 | 22              | 42    |

Malgré l’âpreté des débats : 

« Les adversaires et les partisans des lois sur les canaux se sont mis d'accord sur un point fondamental : les canaux sont une bonne chose. Sur les quarante-huit[sept] orateurs [(ayant pris part aux débats)], dix-sept sur vingt-sept en 1821 et dix-neuf sur vingt-cinq en 1822 ont fait directement référence aux avantages positifs des canaux en tant que tels. Certains ont simplement commencé leur discours en précisant que, « comme nous le savons tous », les canaux offrent « un immense avantage (8 orateurs) ou « [un immense] bénéfice » (5) ou [encore], dans le langage semi-technique de la nouvelle économie utilisée par les libéraux, [une] « utilité » (7, dont 6 à gauche). Plus précisément, les députés ont vu dans les canaux une « source » de richesse (9) et de prospérité (12). De façon plus ou moins rigoureuse, les canaux apporteraient vie et abondance (3) dans des régions isolées où ils fourniraient aisance ou fécondité. Bien que tous les députés n'aient pas reconnu aussi explicitement l'utilité des canaux et que beaucoup aient ensuite attaqué tous les aspects du programme particulier des canaux figurant dans les [projets de] lois de 1821-22, aucun des députés silencieux ou critiques n'a nié les avantages des canaux. »

— Reed G. Geiger, Planning the French Canals: Bureaucracy, Politics, and Enterprise Under the Restoration.
| | 1821           | 1821                                    | 1821               | 1821                 | 1822       |
| --- | -------------- | --------------------------------------- | ------------------ | -------------------- | ---------- |
| | canal Monsieur | canal du duc d'Angoulême et de Manicamp | canal des Ardennes | navigation de l'Isle | Loi unique |
| Pour | 203            | 180                                     | 212                | 213                  | 200        |
| Contre | 68             | 47                                      | 48                 | 22                   | 137        |
| TOTAL | 271            | 227                                     | 260                | 235                  | 337        |
| Vote pour / vote contre | 75 %           | 79 %                                    | 82 %               | 91 %                 | 59 %       |
| Observation : Alors qu’entre les votes 1821 et 1822, le nombre de votants en faveur des projets de loi reste quasiment constant (~200), les votants contre la loi de 1822 sont le double, voire le triple, des votes contre exprimés en 1821 ; 137 contre 68 ou 47-48. L’hostilité est donc bien plus forte en 1822 qu’en 1821, alors même que les conditions financières des contrats s’est améliorée d’une année sur l’autre. La lecture des débats permet de savoir que Ternaux (majorité ministérielle en 1821) ayant voté favorablement en 1821 s’est opposé au projet de loi en 1822 ; « Je me résume, Messieurs ; j'ai voté jusqu'ici l'adoption des projets de loi que l'on nous a proposés sur les canaux, malgré leurs nombreux inconvénients, parce que je trouvais qu'ils sont par eux-mêmes, une chose si avantageuse que je craignais d'arrêter l'élan de l'administration vers ces entreprises utiles ; mais aujourd'hui le gouvernement me parait tellement errer dans ses calculs et ses moyens d'exécution et avec tant de persévérance, que je ne saurais accorder ma confiance à un système aussi désastreux." |                |                                         |                    |                      |            |

À la suite des votes, les lois du 5 août 1821 et 14 août 1822 (complétées de l’ordonnance du 13 juillet 1825, en application de l’article 18 de la loi du 5 août 1821 relative au canal du duc d’Angoulême, s’agissant de la navigation sur l’Oise) valident :
- la concession[note 75] :
  - du canal d’Aire à la Bassée (7e ligne de jonction) ;
  - des péages et droits sur divers petits canaux locaux appartenant à l’État en contrepartie de la réalisation de travaux visant à rendre navigable la ligne entre le canal de Beaucaire et celui des Deux-Mers (6e ligne de jonction) ;
- la soumission de prêts pour la réalisation de onze voies navigables (canaux et canalisation de rivières).

Par un amendement de Delaroche, l’article 9 de la loi du 14 août 1822 dispose que chaque année un rapport est remis sur l’avancement des travaux et les sommes dépensées « pour les canaux entrepris tant en vertu de la présente loi qu’en vertu des lois antérieures »,. Ces rapports au roi, réalisés par la commission des canaux auprès de Becquey (cf. infra § « mise en œuvre »), sont remis chaque année au parlement. Ils présentent un état d’avancement de la mise en œuvre des lois votées et participent à l’instauration d’un dialogue désormais régulier entre le gouvernement et les assemblées parlementaires.
Par ailleurs, pour l’achèvement des travaux du canal Saint-Maur, la loi du 17 avril 1822 concède à perpétuité les eaux surabondantes du canal qui ne servent pas à sa navigation et divers terrains acquis par l’administration aux abords du canal.

## Le plan retenu
Du plan initial présenté dans le Rapport au Roi (1820), les lois de 1821 et 1822 permettent la réalisation d'une partie des voies navigables envisagées ainsi que d'autres non prévues, financées par prêts à l'exception de deux concessions.
D’autres offres ont été faites mais qui n’ont pas été retenues ; une concession pour un canal de la Marne au Rhin à Strasbourg, telle que figurant dans la 3e partie du Rapport au roi (« Ligne de Paris à Strasbourg par la Marne »), ainsi qu'une concession sollicitée par Vassal et des prêts formulés par Vassal et Laffitte.

### Les canaux entrepris et leur financement
Hormis :
- le canal d’Aire à la Bassée concédé aux Srs Loque et Desjardins à leurs frais, risques et périls ;
- l’amélioration de la navigation (ou canal des Etangs) entre le canal de Beaucaire et celui des Deux-Mers financée par Usquin & Cie qui s’engage à fournir 1,75 MF de travaux (contre 1,8 MF figurant dans le Rapport au Roi) tels que mentionnés au traité du 22 janvier 1822 (art. 3)[138],[note 83] ;
- l'achèvement du canal Saint-Maur (ou canal Marie-Thérèse[139]) financé par la concession au Sr Dageville, pour la somme de 655 200 F (contre 400 000 F lors de débats parlementaires et évalué à 624 731 F dans le Rapport au Roi), des eaux surabondantes du canal non utiles à sa navigation[note 84] ;

la construction par l’État des autres canaux et canalisation de rivières est financée par des prêts, aux caractéristiques techniques (intérêt, amortissement, partage des produits) dissemblables, apportés par des groupements de financiers. Toutefois, la navigation sur le Tarn est financée par un prêt apporté par la Caisse des dépôts et consignations.
Finalement, c’est une partie du plan Becquey de 1820 qui est financée par ces emprunts portant tant sur des canaux de 1re classe que sur des canaux de 2e classe (canaux du Nivernais, d’Ille et Rance, du Blavet) mais aussi sur des projets (canal des Ardennes et navigation sur la rivière de l’Isle) et des ouvrages non prévus initialement (navigation sur l’Oise et sur le Tarn), pour une longueur totale de 2 434 km et un montant d’emprunt de 129,4 MF (voir tableau ci-dessous).
Des compléments, non prévus dans le rapport de 1820, sont financés ; le canal des Ardennes est complété d’un embranchement de Semuy à Senuc (navigation sur l’Aisne) pour 1 MF.
Des modifications sont apportées ; le canal du duc de Berry débute au Bec-d’Allier, alors que le Rapport au Roi indique Digoin pour origine du canal. À l’inverse, le canal latéral à la Loire, qui dans le Rapport au Roi débute au Bec-d’Allier, voit son origine repoussée en amont à Digoin.
Des dépenses sont également réévaluées ; le canal d’Angoulême estimé à 4,8 MF dans le Rapport au Roi de 1820 est financé pour 6,6 MF en 1821. Le canal des Ardennes prévu pour 6,4 MF est financé à 7 MF. Idem pour les canaux de Bretagne et du Nivernais.
Des canaux en cours d’exécution dans le Rapport 1820 « aux frais de l’État » et leur dépense mentionnée « pour mémoire », sont finalement financés par des emprunts ; le canal de Manicamp (de Chauny à Manicamp) est financé pour 0,6 MF.
Les conditions financières ne sont pas identiques entre la loi de 1821 et celle de 1822 ; la première étant plus avantageuses que la seconde, en particulier s’agissant des pénalités en cas de retard dans la construction du canal Monsieur qui ne se retrouvent pour aucun autre canal, et s’agissant du versement de l’intérêt et de l’amortissement du prêt pour les canaux soumissionnés par Sartoris. Pour ces derniers, l’intérêt débute au versement de la première tranche du prêt et non à compter du début des travaux et l’excédent des produits des canaux est versé à la compagnie pour être répartis entre les actionnaires et non versé au fonds d’amortissement, ce qui a pour avantage de ne pas devoir attendre le remboursement complet du prêt pour commencer à jouir du partage (État/compagnie) des revenus du canal.
Enfin, les conditions juridiques sont plus favorables pour les canaux de la loi de 1821 par une disposition qui ne figure pas pour les canaux de loi de 1822 ; toutes les contestations aux clauses du traité de soumission du prêt entre la compagnie et l’État seront interprétées en faveur de la compagnie.
Trois pôles régionaux bénéficiaires se distinguent ; au nord (Somme-Aisne-Oise), au centre (Berry-Nivernais-Bourgogne-Franche Comté) et à l’ouest (Bretagne). Le premier se situe au croisement des routes commerciales et des foyers industriels entre Paris, le Nord de la France et, plus loin, la Belgique. Le second dessert les mines (fer, houille) et foyers sidérurgiques du début de la révolution industrielle (Montluçon et Commentry, Fourchambault, Imphy, Buffon et Chatilonnais, Ronchamp, Champagney). Autant d’avantages qui pouvaient intéresser des capitalistes à investir dans des canaux. Les canaux de Bretagne n’ont d’intérêt principalement que militaire pour éviter les navires ennemis en mer.
Alors que le « plan Becquey » prévoyait une dépense de 107 MF, les soumissions de prêt retenues, à comparaison égale (la navigation de l'Oise (3 MF), celle sur l'Aisne de Semuy à Senuc (1 MF) et l’autorisation d’emprunt pour la navigation du Tarn (0,8 MF) ne sont pas comprises dans le plan Becquey), s’élèvent à 125 MF, soit un dépassement de 17,4 %.

### La mise en œuvre

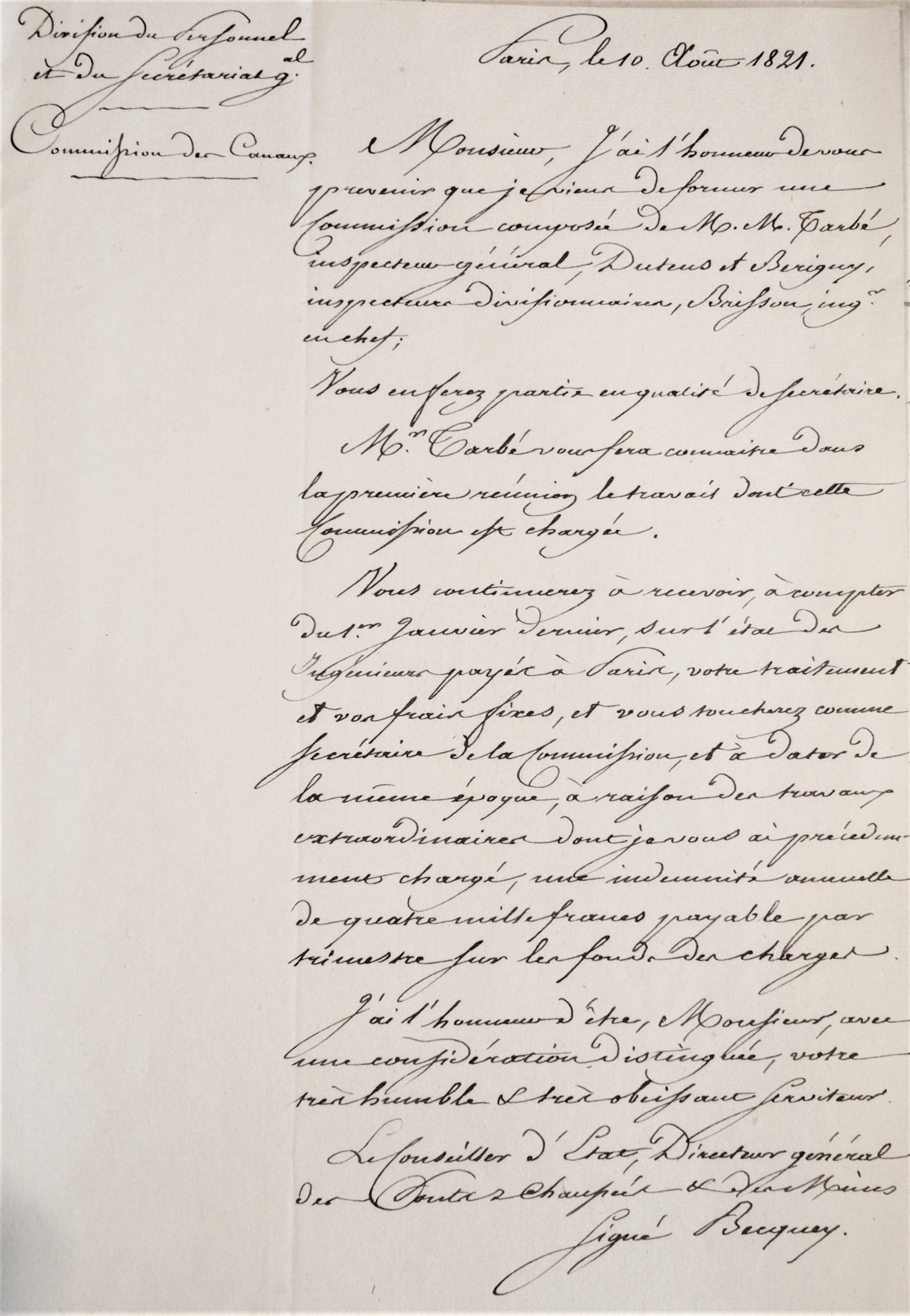
Lettre signée Becquey à A. Legrand le nommant secrétaire de la commission des canaux (10 août 1821).

Pour l’épauler dans la réalisation du plan, Becquey met en place auprès de lui, en août 1821, une commission des canaux pour préparer les projets et estimer les coûts. En font partie l’inspecteur général Tarbé de Vauxclairs, vice-président du Conseil général des ponts et chaussées, les inspecteurs divisionnaires Dutens et Bérigny, l’ingénieur en chef Brisson, l’ingénieur ordinaire Legrand est chargé d’en assurer le secrétariat.

Alors que la procédure habituelle veut que les particuliers présentent des projets qui font l’objet d’une approbation par l’administration après avis du Conseil général des Ponts & Chaussées, les canaux du plan Becquey sont conçus par l’équipe du directeur général sans avoir fait l’objet ni d’une étude de terrain, ni d’une validation par l’ingénieur en chef du département, ni même approuvés par le Conseil général qui s’insurge d’être court-circuité par la création d’une commission des canaux : 

« Les membres soussignés du Conseil des ponts et chaussées ont vu de plus une inconvenance trop marquée à ce que les projets d’un inspecteur général et d’un inspecteur divisionnaire fussent discutés, appréciés et jugés par l’ingénieur en chef, même par l’ingénieur ordinaire qui, quoiqu’étrangers au conseil, font partie de la commission. »

— lettre du Conseil général des ponts-et-chaussées à Louis Becquey du 26 février 1822.
Le courroux du Conseil général des Ponts & Chaussées tient également à la rapide promotion des jeunes ingénieurs dont Becquey s'est entouré et qui souscrivent à l’idée de faire appel au privé (susciter l’« esprit d’association »), tel Dutens.

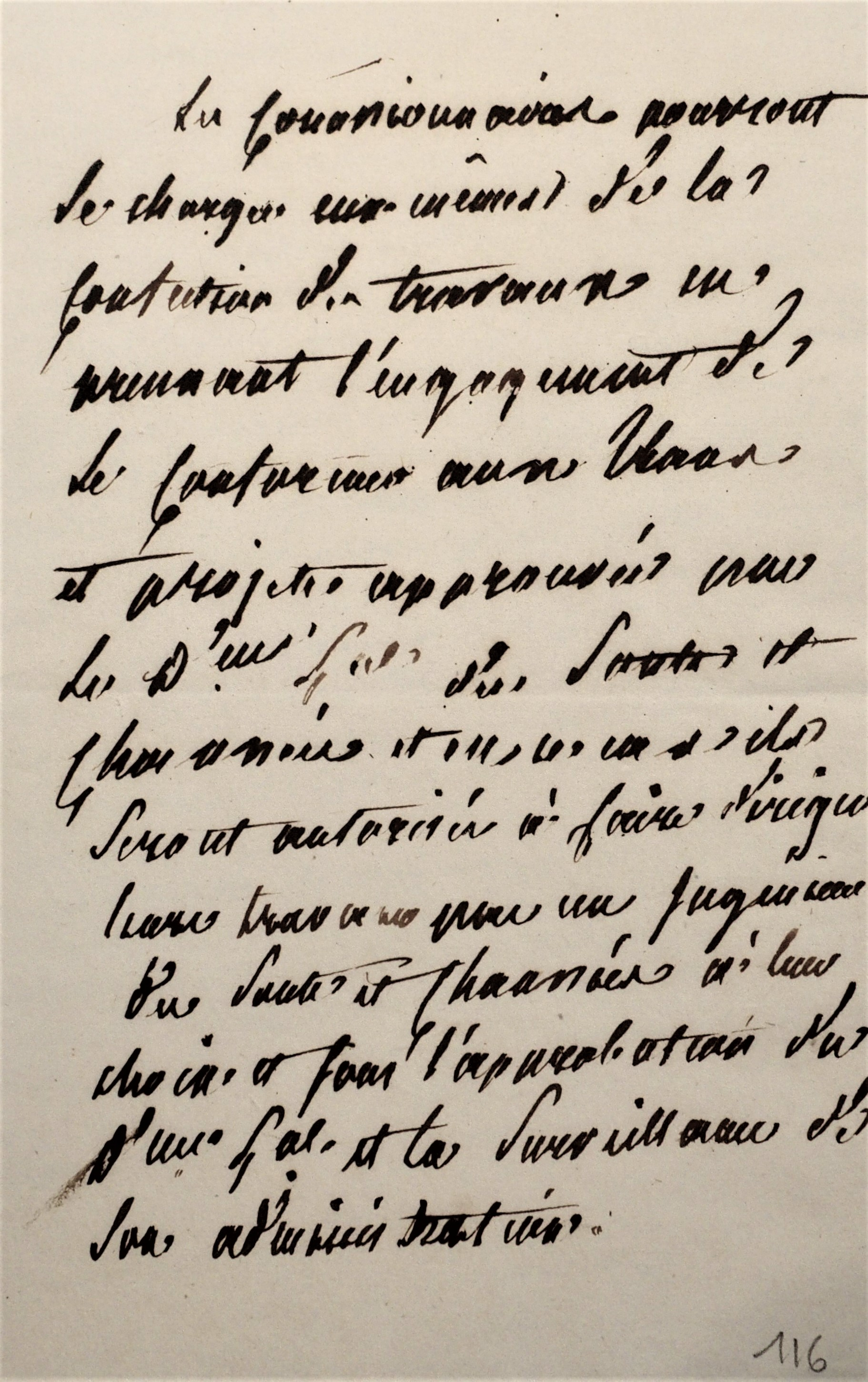
Note manuscrite de Becquey relative aux modalités de construction des canaux par les compagnies financières (circa 1821).»

Par ailleurs, les compagnies financières sont écartées de la construction des canaux et quant bien même elles auraient des velléités pour s’en charger, Becquey pose des conditions draconiennes à cette éventualité.
Au lendemain du vote de la loi du 14 août 1822, Becquey adresse des circulaires aux ingénieurs des Ponts & Chaussée et aux préfets fixant les nouveaux principes pour la conduite des travaux dans la mise en œuvre du programme voté. La première leur enjoint de construire rapidement et au meilleur prix, sans renoncer à la solidité des ouvrages.

« Solidité, économie et célérité, tels sont les devoirs principaux que nous avons à remplir (...)N'oublions pas surtout que ce ne sont pas des monuments que nous avons à construire, mais des ouvrages essentiellement utiles, et que le caractère de pareils ouvrages ne doit être ni le luxe, ni la magnificence (...)J’ai voulu seulement vous montrer qu’il fallait entrer désormais dans la voie d’une économie sévère. »

— Becquey, circulaire du 19 août 1822 à MM. les ingénieurs en chef des ponts et chaussées.

Principes renouvelés dans une seconde circulaire rappelant, par ailleurs, qu’il vaut mieux un grand nombre de travaux utiles, qu’un petit nombre de « monumens » (sic).

« Je suis persuadé que les ingénieurs (…) sentent comme moi que la magnificence d’un grand État réside plus dans la multiplicité des créations utiles, que dans l’éclat d’un petit nombre de monumens. »

— Becquey, circulaire du 30 août 1822 à MM. les ingénieurs en chef des ponts et chaussées.

Si ces instructions ne devaient suffire, Becquey insiste auprès des préfets sur la plus grande économie dans les travaux à entreprendre afin de ne pas engager plus de dépenses que le montant des prêts obtenus envisageant même la possibilité de dégager des excédents qui pourraient couvrir des imprévus.

« Je ne puis trop insister sur ce point : ce serait une fausse vue de l’esprit que d’attacher l’idée du luxe et de la magnificence aux travaux que nous entreprenons (…)Je n’ai pas besoin de vous répéter combien il importe de nous renfermer dans la limite de dépenses que nous nous sommes tracées (…)Par ces motifs, je compte que loin d’épuiser le montant de l’emprunt, il nous restera les sommes disponibles pour les differens cas qui auraient échappé à nos prévisions. »

— Becquey, circulaire du 5 juin 1823 à MM. les préfets.

### Une standardisation technique recherchée
Ni le Rapport au Roi sur la navigation intérieure de 1820, ni les lois de financement de 1821 et 1822, ni les débats parlementaires, ni les instructions de Becquey aux ingénieurs et préfets, ni les rapports sur l’avancement des travaux ne se font l’écho de considérations techniques sur le gabarit des canaux. Le Rapport au Roi fait seulement mention de deux types de canaux ; de grande et de petite section, comme il en existe en Angleterre.
Ce sont les plans et devis préparés par les ingénieurs des Ponts & Chaussées examinés par la commission des canaux auprès de Becquey qui consacrent leur standardisation autour d’un gabarit minimum, dit « gabarit Becquey » ;
- longueur écluse : 30,40 m ;
- largeur écluse : 5,20 m ;
- mouillage : 1,60 m ;
- tirant d’eau : 1,20 m ;
- hauteur sous ouvrage : 3 m.

Pour autant, comme le préconise Dutens dans son rapport de 1819, des canaux de « petite section » n'en sont pas écartés ;
- longueur écluse : 25 à 28 m ;
- largeur écluse : 2,60 à 2,65 m ;

Les bateaux empruntant les canaux de petite section doivent pouvoir naviguer « accouplés pour passer les écluses des grands canaux ».
Ces dimensions sont proches de celles des canaux de grande navigation en Angleterre rappelées par Dutens, soit ;
- longueur moyenne écluse : 24 m ;
- largeur écluse : 4,60 m.

Les canaux de petite navigation anglais sont larges de moitié (2,30 m) pour une longueur identique.
Les anciens canaux construits selon des normes inférieures seront remaniés entièrement, tels ceux de Briare, d'Orléans et du Centre essentiellement. Cependant certains autres ne seront pas remaniés, comme celui de Givors (ouvert en 1780), ceux de Bretagne, alors sur le point d'être achevés, ou celui de Berry, en chantier mais qui pour des raisons techniques et économiques a été construit pour un petit gabarit. Le canal du Midi est déjà, lui, à un gabarit légèrement supérieur.
Toutefois, cette standardisation n’équivaut pas à une uniformisation. Les biefs du canal de Bourgogne sont plus larges que ceux du canal du Nivernais et le canal du Centre a une ouverture moindre que celle de ces deux canaux. De même la dimension des écluses varie d'un canal à l'autre. Ces différences sont une entrave au commerce obligeant à construire des bateaux particuliers pour chacun de ces canaux,.
Malgré tout, les bateaux pourront circuler avec un tonnage proche de 150 tonnes, comparé aux 85 tonnes maximum que peut porter un chaland de Loire. D’autant que les canaux pourront assurer un transport en toute saison (hors gel, tout comme les fleuves et rivières soumis eux, toutefois, aux aléas de leur étiage), dans des conditions de sécurité maximale.

## Les sociétés de canaux

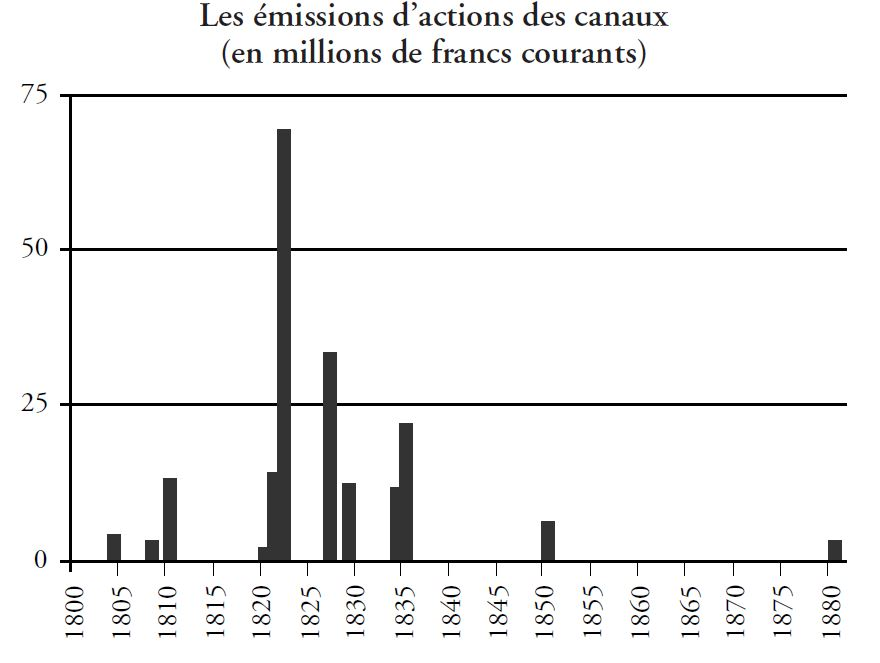
Sociétés de canaux (1800-1850) - émissions actions (en millions de francs courants),.

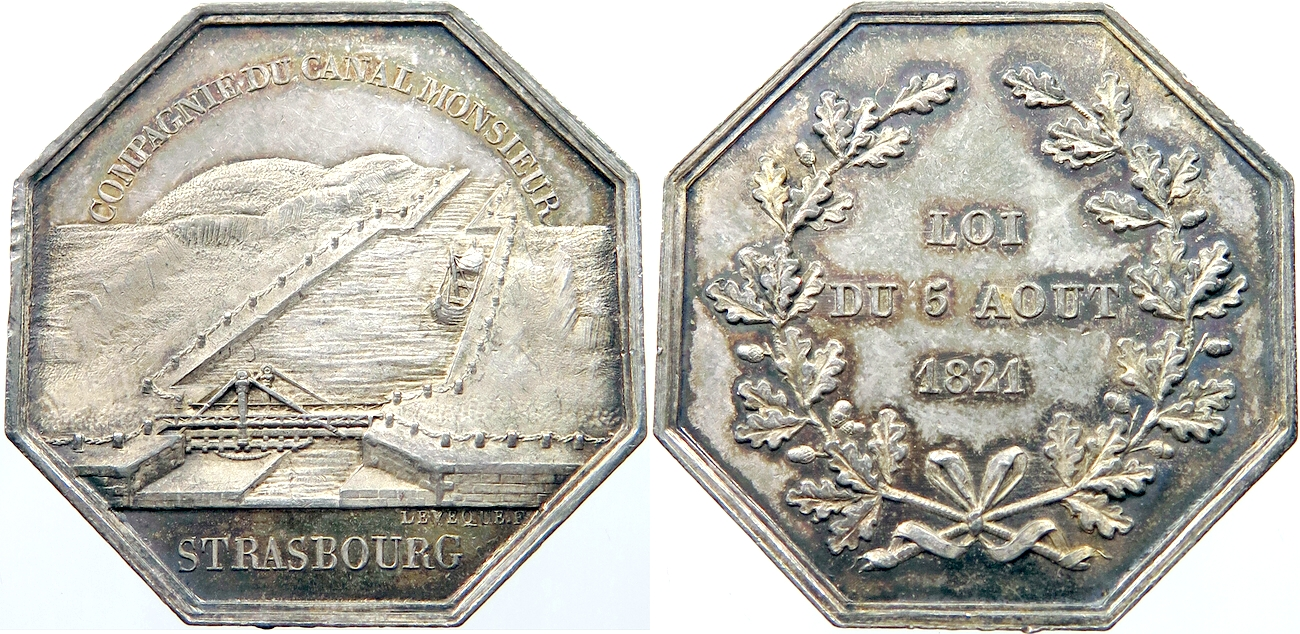
Jeton de la société du canal Monsieur.

Pour se refinancer, les soumissionnaires des prêts créent des sociétés anonymes dont, pour certaines d'entre elles, les actions sont cotées à la bourse. Sont créées :

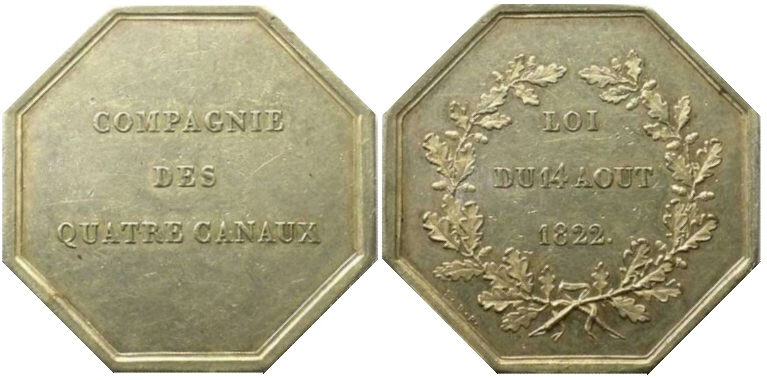
Jeton de la société des Quatre Canaux.

- Sté du canal Monsieur, 19 octobre 1821 ;
- Sté de la navigation de l’Isle, 23 janvier 1822 ;
- Sté de l’emprunt (pour l’achèvement) du canal de Bourgogne, 13 novembre 1822.
Compagnie transformée en 1827 (Ordonnance royale du 31 octobre 1827 portant autorisation de la société anonyme pour la reconstitution du capital des actions du canal de Bourgogne et en 1828 dispositions additionnelles) ;
- Sté de l’emprunt du canal d’Arles à Bouc, 13 novembre 1822.
Compagnie transformée en 1827 (Ordonnance du roi du 31 octobre 1827 portant autorisation de la société anonyme pour la reconstitution du capital des actions du canal d'Arles à Bouc) ;
- Sté des Quatre Canaux, 12 mars 1823, et Ordonnance du 16 juin 1824 portant sur un nouveau modèle de certificat de dépôt et un nouveau tableau de libération des actions ;

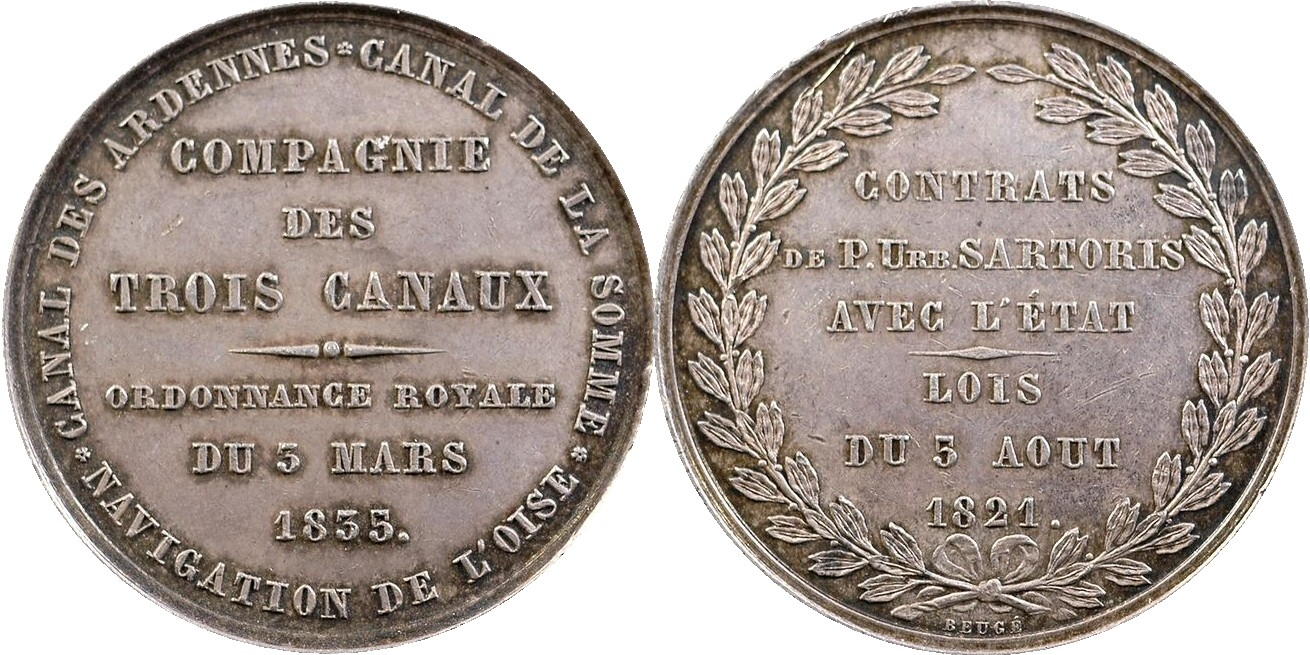
Jeton de la société des Trois Canaux (1835).

- Sté du canal du duc d’Angoulême, 27 avril 1825 ;
- Sté du canal des Ardennes, 27 avril 1825 ;
- Sté de la navigation de l’Oise, 2 août 1826.
En 1823, Sartoris est autorisé à émettre des actions pour les emprunts consentis à la réalisation de chacun des deux canaux et de la navigation précités (ordonnance du 20 février 1823). À la mort de Sartoris en 1833, les actions émises pour chacune des trois lignes de navigation (Angoulême, Ardennes et Oise) sont fusionnées, en 1835, dans une société anonyme unique ; Sté des Trois Canaux (Ordonnance du Roi du 3 mars 1835 portant autorisation de la société anonyme formée à Paris sous la dénomination de Compagnie des Trois Canaux).

On retrouve majoritairement dans le capital des sociétés de canaux les représentants de la Haute banque parisienne.
Reprenant au fil du temps le modèle mit en place par la Sté des Quatre Canaux, les compagnies financières mettent à la disposition des épargnants deux sortes d’actions, :
- Les actions d’emprunt (ou « action financière » ou « action de capital »). Si, juridiquement, elles représentent une fraction du capital appelé par tranches (libération) durant la phase de construction, d’un point de vue financier, ces actions donnent droit à un intérêt annuel fixe (coupon) pendant la durée de construction du canal (en moyenne 10 ans selon le canal) et sont remboursées à leur valeur nominale, par tirage au sort, pendant la durée de l’amortissement (jusqu’à 40 ans) qui débute à la fin de la construction. Ces actions possèdent toutes les caractéristiques d’une valeur à revenu fixe dont le coupon est de surcroît garanti par l’État. Les actions d’emprunt constituent en fait des obligations.
- Les actions de jouissance[note 99]. Elles ne représentent pas une fraction du capital. Elles ne reçoivent un dividende qu’après le remboursement des actions d’emprunt et pour le nombre d’années fixé dans le partage des revenus du canal. Dans le meilleur des cas, les détenteurs d’actions de jouissance doivent attendre 40 ans pour recevoir un dividende. C’est la raison pour laquelle les actions de jouissance n’ont pas rencontré le succès auprès des épargnants tant en France qu’à l’étranger.

Finalement, l’échéancier de remboursement des « actions » s’étale sur près de 90 ans.
Mais il s’est avéré que le montant total des libérations successives des actions d’emprunt est plus élevé que la somme des coupons reçus ; ces actions ne procurent ainsi aucun bénéfice pendant quasiment 10 ans (durée de la phase de construction, variable selon les canaux). Pour remédier à l’insuccès du placement de ces actions, sont créés des certificats de dépôts, combinaison d’une action d’emprunt et d’une action de jouissance. Ces certificats permettent une libération totale et anticipée d’un certain nombre d’actions en leur appliquant une portion des versements faits sur un certain nombre d’autres.
Les compagnies d’Urbain Sartoris avaient, outre les actions d’emprunt et de jouissance, créé des actions administratives (ou « omnium ») par la réunion d’une action d’emprunt et d’une action de jouissance. À cela s’ajoutaient des règles compliquées de remboursement et de dividende afférentes aux différentes catégories d’action qui conduisent finalement les héritiers de Sartoris, en 1835 lors de la fusion de ces trois sociétés de canaux en une seule (Cie des Trois canaux), à retenir le modèle mis en place par la Cie des Quatre canaux. En treize ans, de 1821 à 1834, Sartoris et Greffuhle, fondateurs des compagnies initiales, ne réussirent à écouler auprès du public, en France et à l’étranger, que 37 % du capital souscrit par eux au moment des soumissions.
Pour remédier aux difficultés de placement des actions des sociétés de canaux, la Banque de France assimile ces actions à des fonds publics et autorise les avances sur dépôts de ces titres ; institutions religieuses et compagnies d’assurance en seront les plus gros porteurs.
Progressivement, les sociétés de canaux vont reprendre le modèle mis en place par la Sté des Quatre Canaux amenant ainsi une standardisation dans le type d’action, le mode de versement des intérêts, des libérations et de l’amortissement. Cette clarification des règles, bénéfique pour les actionnaires, garantit une bonne transparence du marché. Cette standardisation technique, s’accompagne d’une harmonisation de la valeur nominale des actions d’emprunt (1 000 F, contre initialement 5 500 F pour le canal d’Arles à Bouc et 2 500 F pour le canal de Bourgogne), mais les rendent malgré tout inaccessibles au rentier moyen.
Il y avait au total près de 200 000 actions ordinaires de canaux et environ 140 000 actions de jouissance en circulation détenues par environ 2 000 individus.
De par leurs caractéristiques, les actions d’emprunt ont eu plus de succès auprès du public que les actions de jouissance restées aux mains des banquiers. Les premières offraient des risques limités et une rémunération plus élevée (6 %) que la rente, les secondes plus spéculatives étaient soumises à de fortes fluctuations de cours. C’est la raison pour laquelle ces dernières sont largement restées aux mains des banquiers expliquant ainsi la faible liquidité du secteur des canaux à la bourse.
À la fin de la Restauration, les compagnies de canaux forme le troisième secteur des sociétés par actions cotées à la bourse de Paris ; sur un total de 16 sociétés, 2 sont des banques (dont la Banque de France) représentant 68 % de la capitalisation boursière, 8 des assurances représentant 24 % de la capitalisation et 8 des canaux pour 8 % de la capitalisation. La capitalisation boursière des sociétés de canaux atteint des montants inconnus jusqu’alors (près de 70 MF pour la société des Quatre Canaux).
Durant la période 1814-1848, dans 44 % des sociétés de canaux créées dans cet intervalle de temps, les actionnaires parisiens détiennent 75 % et plus du capital. Cette part de capital correspond à 65 % de la longueur du réseau canalisé durant cette même période. Selon l’origine des capitaux, ce sont les banquiers et l’aristocratie (à la commande de l’administration et de l’armée) qui sont les principaux souscripteurs d’actions, contrairement à l’Angleterre où les canaux ont été financés par des propriétaires terriens, des industriels ou des négociants.
Parmi ces actionnaires, classés au premier rang avec des participations comprises entre 5 et 14 MF, les banquiers et financiers Hentsch & Blanc, Laffitte, Pillet-Will, André & Cottier, Sartoris, Humann, Paravey, Hainguerlot, Greffulhe et le rentier marquis de Ferrari, soit, à l'exception de Humann (Strasbourg) et de Ferrari (Gênes), tous des membres de la Haute Banque de Paris. Les principaux entrepreneurs sont Honnorez, Mosselman et Bayard de la Vingtrie frères. Les principaux actionnaires du secteur public sont Louis-Philippe, sa sœur Adélaïde, le duc Massena, le comte Anisson-Duperon et la Légion d'Honneur. De même que les propriétaires fonciers voisins des canaux ne se sont donc guère intéressés à la construction de ces nouveaux moyens de transport et n'étaient donc que rarement prêts à la soutenir par des apports de capitaux, contrairement à ce qui se passera plus tard pour la construction des chemins de fer aucun des grands noms de l'industrie sidérurgique (de Wendel, Boigues, Schneider, etc.) ne figure parmi les actionnaires des canaux, aucun des grands négociants en fer, charbon, céréales ou vin n'est représenté, alors que ces catégories de professionnels auraient pu avoir un intérêt à l’amélioration des moyens de transports de leurs produits.
Toutefois, de nombreuses banques sont restées longtemps actives dans le commerce de gros et ont ainsi agit en tant que consommateurs de services de transport. Par ailleurs, des actionnaires de canaux apparemment étrangers au secteur industriel ont investi leur fortune dans l’industrie lourde (le maréchal Soult, duc de Dalmatie, principal actionnaire du canal de Beaucaire, a joué un rôle décisif dans la création de l'entreprise d'Alais et ultérieurement comme initiateur des chemins de fer du Gard). De même, des banquiers ont investi dans la sidérurgique ; ils ont été les premiers à accélérer le processus de modernisation par des méthodes de production anglaises utilisant le coke. Les banquiers ont également joué un rôle décisif dans le développement de l'industrie charbonnière (la banque Perier a eu un rôle majeur dans la réorganisation et le développement des mines d’Anzin). Enfin, des banquiers avaient des intérêts dans le développement des moyens de transport (des banquiers suisses ont investi dans le canal Roanne-Digoin ; Hagerman soumissionnaire du canal de Bourgogne avaient des participations importantes dans le bassin houiller de la Haute-Loire ; les Davillier et la Société générale de Belgique contrôlaient les canaux de la Sambre et de la Sambre-Oise qui étaient d'une importance capitale pour les mines de charbon et les usines sidérurgiques des mêmes groupes situées dans le nord de la France et en Belgique).

## Les travaux[129]et la poursuite du programme de canaux
Malgré la volonté de lancer les travaux au plus vite, ils commencent très lentement car tout manque.
Sur les canaux commencés avant le « plan Becquey », les travaux ont été interrompus depuis de nombreuses années. Pour ceux-ci comme pour ceux du « plan Becquey », tout est à faire tant en matière de personnel que de matériel. L’exploitation des carrières de pierre a été fermée et les ouvriers partis à d’autres occupations. En beaucoup d’endroits, la trace des anciennes opérations est entièrement effacée ; il faut niveler à nouveau. Les repères choisis pour reconnaître les reliefs du sol ont disparu.
En premier lieu, il s’est agi de désigner des ingénieurs expérimentés pour la conduite de travaux d’une telle ampleur. Dès août 1822, des instructions leur sont données (lettres de Becquey aux ingénieurs en chef des Ponts & Chaussées des 19 et 30 août 1822). L’économie est le maître mot des opérations :
- le chemin de halage ne doit pas dépasser 3,50 m de largeur ;
- seules les culées des ponts doivent être en maçonnerie, les travées seront en bois ;
- l’emploi de la pierre de taille est réduite au minimum au profit du petit appareillage ;
- généralisation du procédé du mortier à la « chaux hydraulique » de Vicat[188] qui rend la construction moins chère et plus solide ;
- réduire le coût (2 500 F maximum avec un plan-type diffusé) et le nombre de maisons éclusières lorsqu’elles sont rapprochées (500 mètres), ou même donner un appointement à l’éclusier pour qu’il se loge dans une maison particulière dans un village proche. Un même éclusier peut faire la manœuvre sur plusieurs écluses.

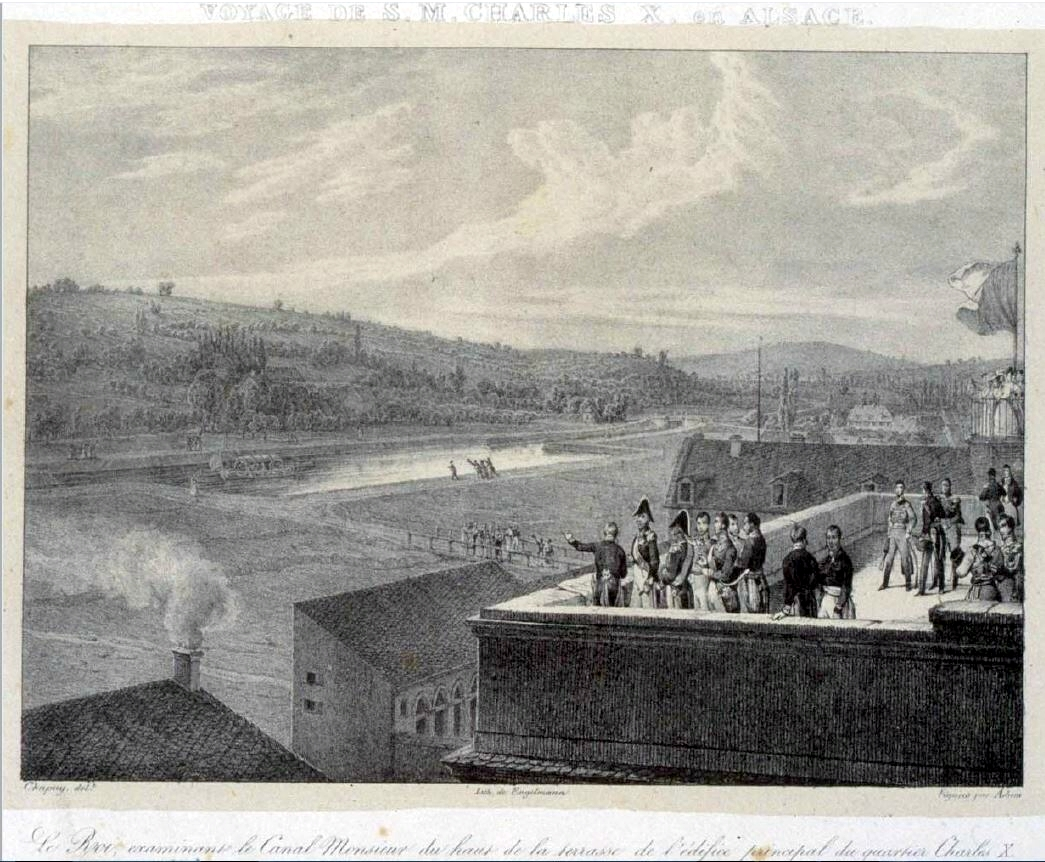
Le roi (Charles X) examinant le canal Monsieur du haut de la terrasse de l'édifice principal du quartier Charles X à Mulhouse.

Becquey fait parfois le déplacement sur place accompagné des préfets et des ingénieurs des localités concernées. Selon lui, il faut agir vite, or l’exécution fut lente car les questions techniques de construction n’avaient pas été suffisamment étudiées avant de présenter le plan de navigation intérieure.
Les ingénieurs avant de lancer les travaux ont parcouru le terrain, éprouvé les matériaux, pris connaissance du détail des projets et formulé des contre-propositions le cas échéant. Il faut à nouveau vérifier les plans et devis, et veiller à rester dans l’enveloppe de crédits (prêts) disponible. On prit beaucoup de temps et d’argent à ces études.
Autant de circonstances qui ont retardé le lancement des campagnes de travaux qui ne peuvent être réalisés en hiver. Pour les canaux de 1821, une première campagne de travaux a lieu en 1822. Pour les canaux de 1822, les travaux ont été retardés par un hiver rigoureux qui a repoussé le début de la campagne en 1823.
Mais les travaux sont retardés par les procédures d’expropriation de propriétaires exigeant des indemnités exorbitantes. De même les appels d’offres de travaux doivent parfois être renouvelés en raison de prix trop élevés. Les exigences du génie militaire ralentissent les travaux et parfois les renchérissent par de nouveaux tracés. La période effective des travaux pendant l'année n'est que de quelques mois (interruption durant l'hiver, main d’œuvre locale en partie absente durant les travaux des champs).
En 1823, Becquey adresse des instructions aux préfets :
- hâter l’occupation des terrains après le règlement des indemnités pour y établir les ouvriers appelés à entreprendre les travaux;
- accélérer la rédaction des projets définitifs ;
- si des adjudications restent infructueuses, mettre en place une régie pour débuter les travaux sans retard.

Cette demande soudaine et ample de travaux entraine un renchérissement des coûts de fourniture et de la main-d’œuvre ainsi que l’apparition d’entreprises inexpérimentées ou frauduleuses, obligeant parfois l’administration à renouveler les appels d'offres de travaux ou réaliser elle-même les travaux. En bons techniciens, les ouvrages des ingénieurs des Ponts & Chaussées sont bien conçus mais les travaux sont mal exécutés. La main d’œuvre est de mauvaise qualité et les ingénieurs, faute d’autorité suffisante, éprouvent des difficultés à contrôler complètement les entreprises exécutantes. Méfiante à l’égard du privé, l’administration a fait le choix de confier les travaux à ses ingénieurs, mais ceux-ci n’étaient pas préparés à des réalisations d’une telle d’envergure et dans des délais si contraints,
Entre 1824 et 1825, les Ponts & Chaussées recrutent 200 conducteurs de travaux, autant de piqueurs et cantonniers. On a recours à l’armée pour faire travailler les déserteurs aux canaux de Bourgogne et du duc de Berry afin de procurer rapidement des débouchés aux mines de Commentry,.

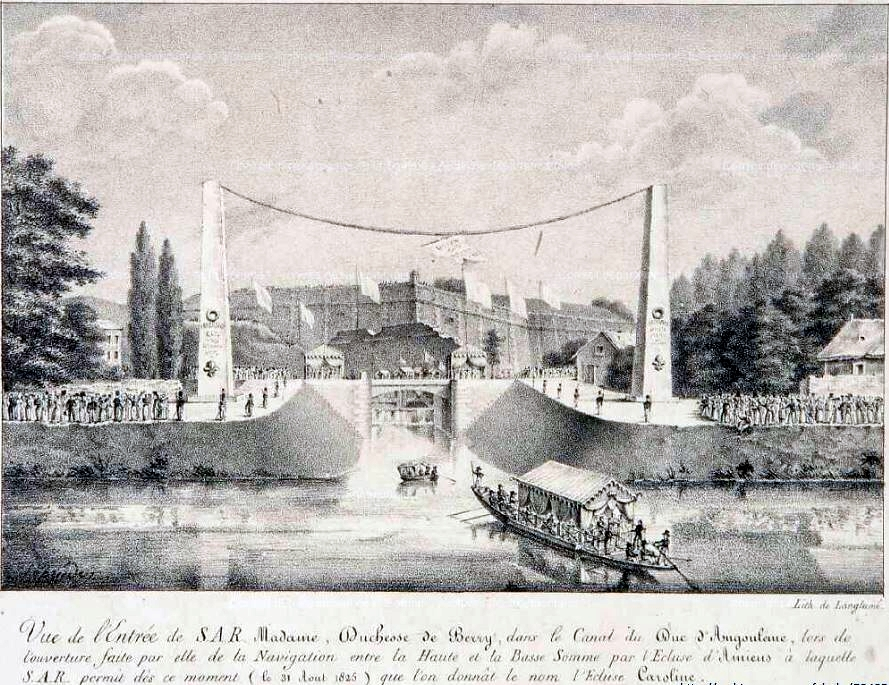
Inauguration de l'écluse d'Amiens sur le canal du duc d'Angoulême, le 31 août 1825, par la duchesse de Berry.

Malgré les difficultés, les travaux s’organisent et les premiers résultats apparaissent en 1825. Pour autant, les premières réalisations ne sont pas exemptes de surprises ; effondrement des rives nécessitant une consolidation, sol mouvant ou tourbeux créant des envasements, nature des sols (craie, argiles, marnes schisteuses…) occasionnant des éboulements dans les tranchées lors du dégel, etc. Le prestige et la compétence des maîtres d’œuvre (ingénieurs des Ponts & Chaussées) sont mis à mal et les coûts dérapent. Ces aléas donnent des arguments aux partisans de confier la construction des canaux à des compagnies privées.

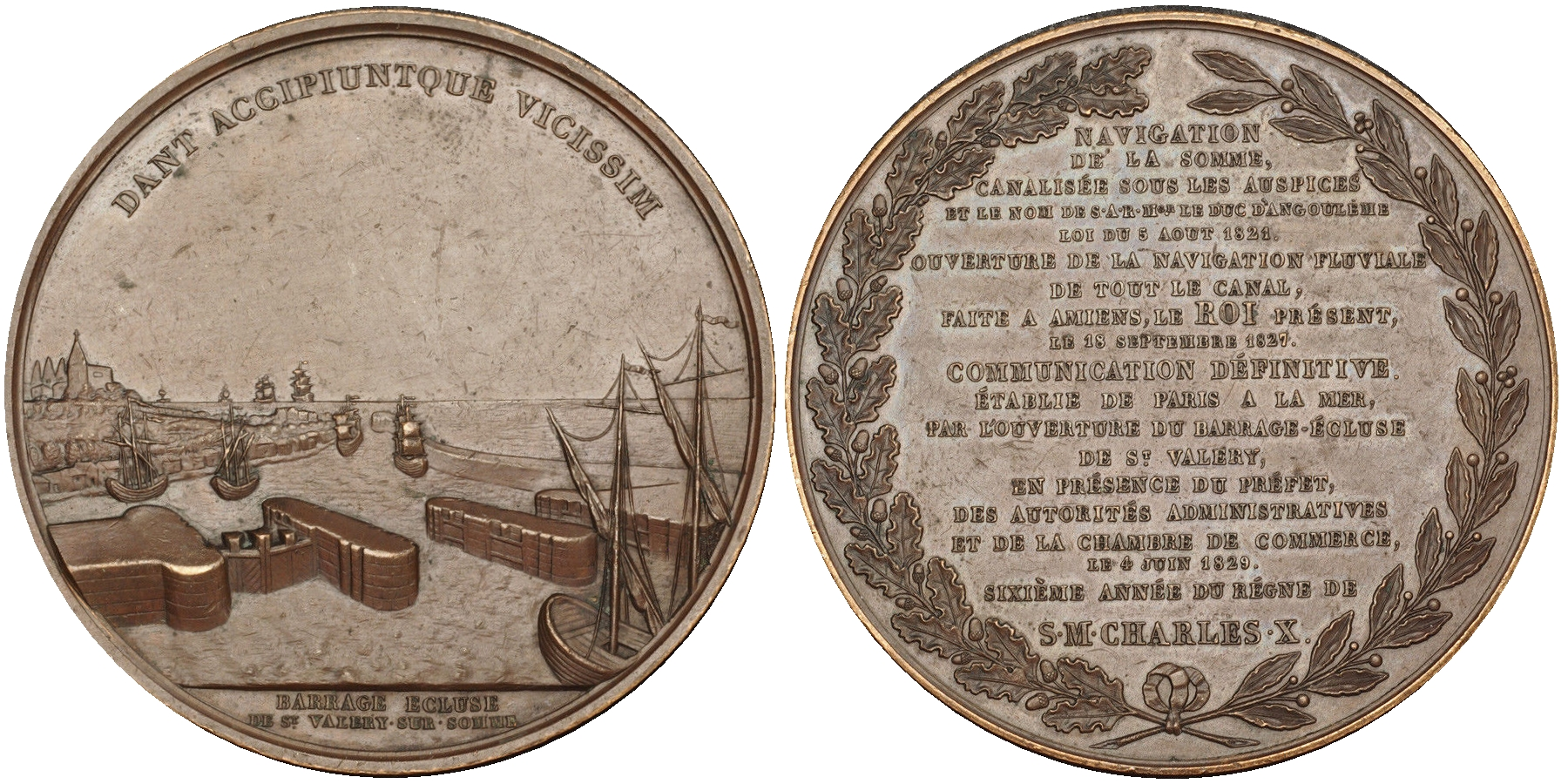
Navigation de la Somme canalisée 1827).

Ultérieurement, jusqu’à la fin de la Restauration, les canaux concédés et soumissionnés dans le cadre des lois de 1821 et 1822 sont complétés par la concession de nouveaux canaux, pour certains prévus dans le « plan Becquey » ;
- Saint-Martin à Paris (novembre 1821 – prévu au « plan Becquey) à Vassal agissant au nom de la Cie des canaux de Paris (Ourcq et de Saint-Denis) (achèvement) [4,228 km] ;
- de Luçon (1824 – prévu au « plan Becquey) [14,185 km] ;
- de la Corrèze et de la Vézère (dit « du duc de Bordeaux »[note 106]) (1825 - prévu au « plan Becquey » comme composante de la communication entre la Vienne et la Dordogne par le cours de la Vézère[note 107]), travaux interrompus en 1827, concessionnaire déchu en 1828 et nouvelle adjudication ouverte en 1830[204] sans résultat [97,5 km] ;
- de la Deûle (1825 - prévu au « plan Becquey »), concession expirée en 1854 [65,652 km] ;
- de la Dive et du Thouet (1825), déchéance en 1840 [27,981 km] ;
- canalisation de la Sambre (ou canal de la Sambre) (1825 - prévue au « plan Becquey ») [56,442 km].
- de Roubaix (1825), achevé en 1861 [16,290 km] ;
- de Saint-Quentin (1827), concession en échange de travaux pour améliorer le canal construit et ouvert en 1810, concession expirée en 1849 [96,350 km] ;
- de Dunkerque à Furnes (1828 - prévu au « plan Becquey ») [22,455 km] ;
- de Roanne à Digoin (1830 - prévu en partie au « plan Becquey »[205]), à la main de banquiers suisses [56,043 km] ;

Sous la monarchie de Juillet sont concédés les canaux :
- de la Sambre à l'Oise (1833 - prévu au « plan Becquey »), à la main de la banque Rothschild et de son associée la Société générale de Belgique, ouvert à la navigation en 1839 [67,032 km] ;
- de jonction de la Vire et de la Taute[note 108] (1833) [11,380 km] ;
- canalisation de la Scarpe inférieure (1835 - prévue au « plan Becquey ») [36,152 km] ;
- de Coutances (1836) [5,632 km].

Le kilométrage moyen de ces canaux concédés est inférieur à celui des canaux soumissionnés en 1821 et 1822.

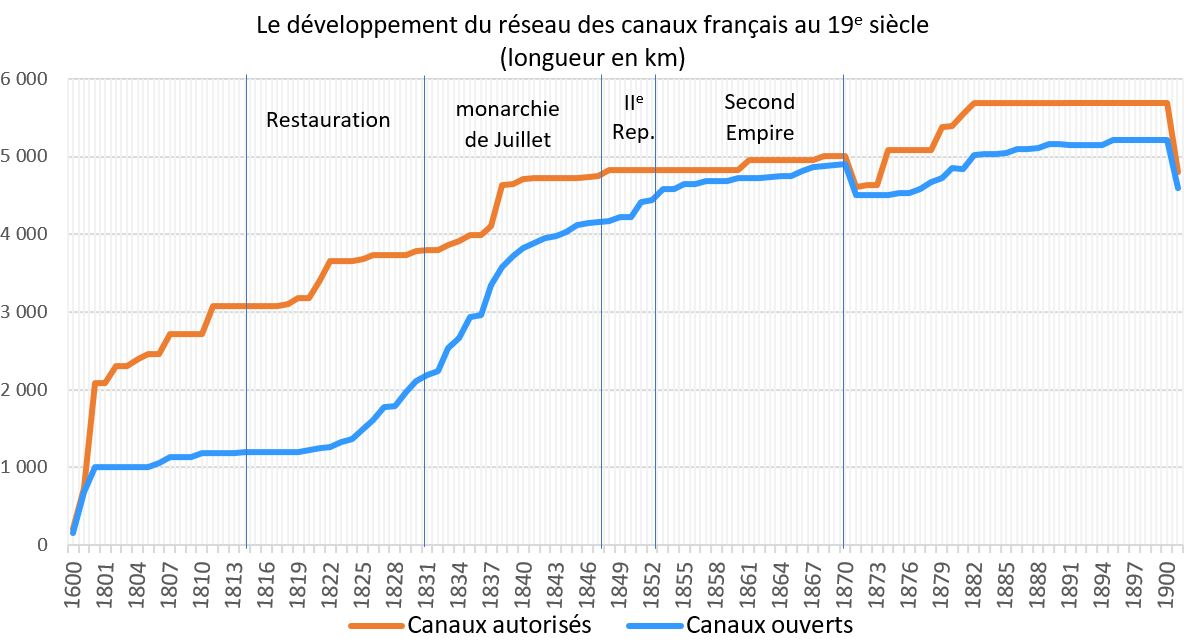
Développement du réseau des canaux au XIXe siècle.

Par ailleurs, sous la monarchie de Juillet, l’État prend à sa charge, la construction des canaux suivants :
- latéral à l’Aisne (1837 – prévu au « plan Becquey » comme composante de la communication entre le canal de la Marne au Rhin et la Meuse inférieure) [51,500 km] ;
- latéral à la Marne (1837) [63,100 km] ;
- latéral à la Garonne (prévu en partie au « plan Becquey »[note 109]), concédé en 1828 mais non exécuté, puis repris aux frais de l’État en 1838 [208,901 km] ;
- Marne au Rhin (1838 – prévu au « plan Becquey ») [319,929 km] ;
- Aisne à la Marne (1840 – prévu au « plan Becquey » comme composante de la communication entre le canal de Saint-Quentin et la Marne) [58 km] ;
- Haute-Seine (1825 – prévu au « plan Becquey » comme composante de la communication entre la Seine et le canal de Bourgogne à Dijon, par Troyes, Bar-sur-Seine et Châtillon-sur-Seine[note 110]) adjudication infructueuse, puis repris par l’État en 1840 et inachevé [43 km] ;

## La remise en cause du plan

### Un nouveau contexte économique et politique[1]
L’année 1827 est marquée par les effets d’une crise économique débutée en Angleterre par un krach boursier en 1825. La crise compromet les rentrées fiscales et affecte, pour la première fois depuis 1819, l’équilibre du budget. Les élections de fin 1827 donnent l’avantage aux libéraux (dont le chef de file est Jacques Laffitte) et à la gauche contre les candidats gouvernementaux (royalistes et ultras). En janvier 1828, un gouvernement de centre droit se met en place qui, faute de désignation d’un président du conseil, prend le nom de « ministère Martignac ». Le soutien des libéraux à ce gouvernement est conditionné, entre autres, à l’épuration de l’administration et à la réforme administrative qui, sur le fond, pose la question de la décentralisation de l’État. En outre, la poussée des libéraux sur le plan politique s’accompagne du retour du courant économique libéral, voire libre-échangiste, contestant le protectionnisme mis en place depuis le début de la Restauration qui a enfermé la France dans un nouveau système de monopole.
C’est dans ce nouveau contexte économique et politique que le parlement prend connaissance du rapport annuel sur la situation de canaux pour l’année 1828 qui présente une insuffisance financière de 47,9 MF pour achever les canaux en cours de construction dans le cadre des emprunts de 1821 et 1822.
Cette circonstance donne lieu à d’âpres débats à la chambre des députés lors de l’examen du budget de l’année 1829 à la session de juillet 1828.
Par ailleurs, les sociétés de canaux ont su trouver parmi les députés des porte-paroles à leur mécontentement à l’égard de l’administration des ponts-et-chaussées en raison du retard dans la construction des canaux. Ce sociétés voyaient par ces retards reculer l'époque où elles entreraient en jouissance des produits du canal. De même acquérant quelques expérience des travaux publics, elles commencèrent à s'apercevoir que les sommes qu'elles avaient prêtées seraient insuffisantes pour la réalisation complète des canaux. Leurs plaintes, exprimés par des industriels et financiers en vue actionnaires de sociétés, trouvèrent de nombreux et faciles échos envenimés chez tous les adversaires du pouvoir.

### Les débats parlementaires
Les critiques portent sur :
- le non recours aux concessions

Becquey rappelle des débats de 1821 et 1822 : malgré les sollicitations de l’administration, une seule compagnie s’est présentée pour la concession d’un canal de faible étendu et des travaux peu conséquents. La difficulté des capitalistes était d’évaluer les revenus futurs des canaux pour déterminer le tarif (péage) susceptible de couvrir, et plus, leur engagement financier à long terme. Mais au-delà de l’aliénation du péage aux compagnies, l’État tire un bénéfice supérieur à la réalisation des canaux par une augmentation considérable de la richesse du pays dont le Trésor tire profit.

« Aussi, toutes les fois qu’elle [l’administration] a pu emprunter le secours de l’industrie particulière, elle s’est empressés de la provoquer et de l’accueillir… [Outre des canaux concédés] n’est-ce pas par des compagnies que des chemins de fer et plus de vingt ponts importants ont été exécutés ou s’exécutent en ce moment ? »

— Becquey, Chambre des députés, session du 9 juillet 1828.
Il souligne que l’augmentation des dépenses est consécutive à des frais imprévus (manque d’ouvriers et d’entrepreneurs, coalition des entrepreneurs pour obtenir des marchés onéreux, exigences immodérées des propriétaires expropriés, conditions nouvelles du génie militaire dans l’intérêt de la défense du pays, renchérissement des matériaux et du coût de la main-d’œuvre, crainte des crues des rivières obligeant à des déplacements sur le terrain pour de nouvelles études…). L’intervention de l’État pour pallier ces surcoûts étaient prévus dans les cahiers de charges annexés aux lois de 1821 et 1822, mais si l’administration n’en a pas fait écho jusqu’à maintenant c’est parce qu’elle ne pouvait les chiffrer plus tôt. Saglio précise que si les devis avaient été parfaitement calculés et sujets à aucun surcoût au cours des travaux, l’État aurait été en 1821 et 1822 dans la nécessité d’emprunter un montant plus élevé et à des conditions plus onéreuses alors qu’aujourd’hui, avec un coût du crédit plus favorable, ce surcoût n’occasionnerait pas de dommages réels pour l’État.
- la centralisation à Paris de la direction des travaux.

Becquey indique que le choix des entrepreneurs, la conclusion des marchés, la surveillance des travaux et leur paiement s’effectue sur le terrain. L’administration à Paris examine les projets, donne les instructions générales, assure le mouvement et la distribution des fonds.
- l’esprit de routine et les constructions somptueuses des ingénieurs des Ponts & Chaussées.

Becquey souligne qu’il n’y a pas d’esprit de routine lorsque l’on fait usage de techniques à la pointe du progrès, à un coût et des délais moindres qu’antérieurement. Les constructions ne sont pas somptueuses lorsqu’elles doivent s’adapter aux exigences des échanges du temps présent et prévoir les augmentations futures.
Les orateurs suggèrent de suivre la recommandation de la commission des finances de la Chambre des députés de mettre en place une « commission supérieure et gratuite qui serait chargée de procéder à la recherche des faits, de recueillir les éléments nécessaires pour présenter un plan général d’amélioration dans le système d’administration et d’entretien des travaux publics ». Pour faire bonne mesure, les députés adoptent une réduction de 10 000 F sur le traitement du directeur général. Charles Dupin (libéral) doute, à l’exemple de l’Angleterre, de l’utilité d’une administration des Ponts & Chaussées. Enfin, Labbey de Pompierres (libéral) va jusqu’à proposer de vendre les canaux les moins avancés (Bourgogne, Bretagne, d’Arles à Bouc, Nivernais, Berry, latéral à la Loire, navigation sur l’Isle) et d’utiliser le produit de cette vente à terminer ceux proches de leur achèvement (Monsieur, duc d’Angoulême, Ardennes, navigation sur l’Oise et sur le Tarn).

### La commission des routes et canaux
Une commission des routes et canaux est nommée par le roi le 12 août 1828 pour tenter de trouver une issue à la crise financière et politique déclenchée par la demande de crédits supplémentaires. Présidée par le ministre de l’intérieur (Martignac), elle est composée de parlementaires, de membres du Conseil d’État et du corps des ingénieurs des Ponts & Chaussées. Ses travaux s’étalent sur près d’une année.
La commission se scinde en deux sous-groupes ; un premier chargé des routes (viabilité, police du roulage, péage…) sous la direction du baron Pasquier, un second chargé des canaux sous la direction du comte Molé.

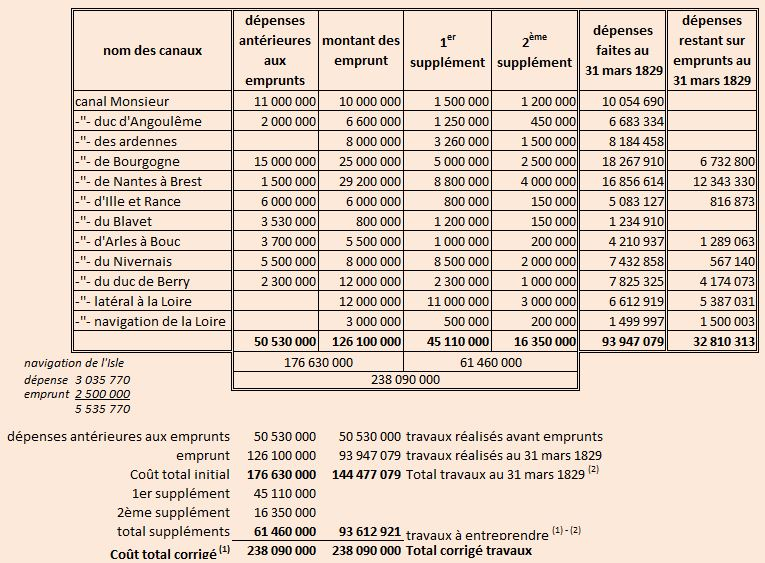
Tableau issu de la commission des canaux de 1828

Pour les canaux, la commission charge Tarbé de Vauxclairs d’établir un bilan et de faire des propositions pour la poursuite du système de navigation. Dans son rapport présenté à la séance du 1er décembre 1828, il réajuste le besoin de financement à 45,110 MF auxquels il ajoute 16,350 MF de travaux incontournables, soit 61,460 MF le supplément total pour l’achèvement des canaux des lois de 1821 et 1822. C’est quasiment la moitié du montant des emprunts (126,1 MF) mais il estime que « cette proportion pour des travaux de ce genre n’offre rien d’exagéré. » Il réfute la critique de l’imprévision des dépenses au lancement d’un projet ; par exemple, après sa mise en eau, un canal demande plusieurs mois, voire des années, pour être totalement étanche, de même les exigences des propriétaires à vouloir rétablir toutes les communications interceptées obligent à construire des ponts inutiles. La proportion des surcoûts varie d’un canal à l’autre, de +16 % pour le canal d’Ille et Rance, à +60 % pour le canal des Ardennes, à +116 % pour le canal latéral à la Loire et +166 % pour le canal du Blavet. Pour le premier il s’est agi de remplacer les ouvrages d’art en pierre de schiste par du granit, pour le second le projet en petite section a fait place à un canal de grande section, pour le troisième il a fallu renoncer à emprunter le lit du fleuve à Digoin et au Bec d’Allier au profit d’un pont-canal, et pour le quatrième toutes les portes d’écluses anciennes ont été remplacées, le lit de la rivière a été curé et des réparations sur des travaux antérieurs ont été effectuées. Au total, et compte tenu des dépenses réalisées sur les canaux antérieurement aux emprunts, c’est un besoin de financement de 238 MF qui est jugé nécessaire pour terminer les canaux ayant fait appel aux emprunts dans le cadre des lois de 1821 et 1822. Cependant, les derniers versements attendus au titre de ces emprunts s’élèvent à 32,8 MF, soit une insuffisance de financement de 60,8 MF au regard des 93,6 MF de travaux à entreprendre. Aussi, propose-t-il d’aliéner les canaux dans le cadre de concessions perpétuelles.
Les rapports de Molé (séances des 6 octobre et 1er décembre 1828) critiquent le centralisme parisien et l’omnipotence des ingénieurs des Ponts & Chaussées en matière de travaux publics. Ils soulignent l’absence de prévision des revenus des canaux tant dans le Rapport au Roi de 1820 que dans les traités passés avec les compagnies financières.
Molé propose pour l’avenir :
1. des enquêtes sur l’utilité du projet et le détail de son exécution préalables au vote du parlement ;
2. d’encourager l’initiative privée, notamment en lui laissant la liberté de concevoir elle-même « par qui bon lui semblerait » les projets et les devis, ainsi que de confier l’exécution des travaux « à tels agents qui lui conviendrait » ;
3. de prévoir, dans les traités de concession, l’absence d’indemnité au cas où le gouvernement autoriserait un canal, un chemin de fer ou une route rival ;
4. que l’État prête aux concessionnaires au lieu qu’il emprunte à des compagnies financières.

Dans l’immédiat, afin de terminer les travaux, il propose :
1. que le parlement vote les suppléments demandés ;
2. de vendre (concession de 99 ans) les canaux achevés (Centre, Saint-Quentin) ou à venir, ainsi que la part détenue par l’État dans les revenus des canaux financés par emprunt proche de leur achèvement (Monsieur, duc d’Angoulême, Ardennes). Le produit de la vente serait versé dans une caisse spéciale pour subvenir à l’achèvement des canaux en cours de construction[note 117] ;
3. de réviser les tarifs (péage) selon les besoins des localités et donc de ne pas retenir le principe d’un tarif unique sur une même marchandise.

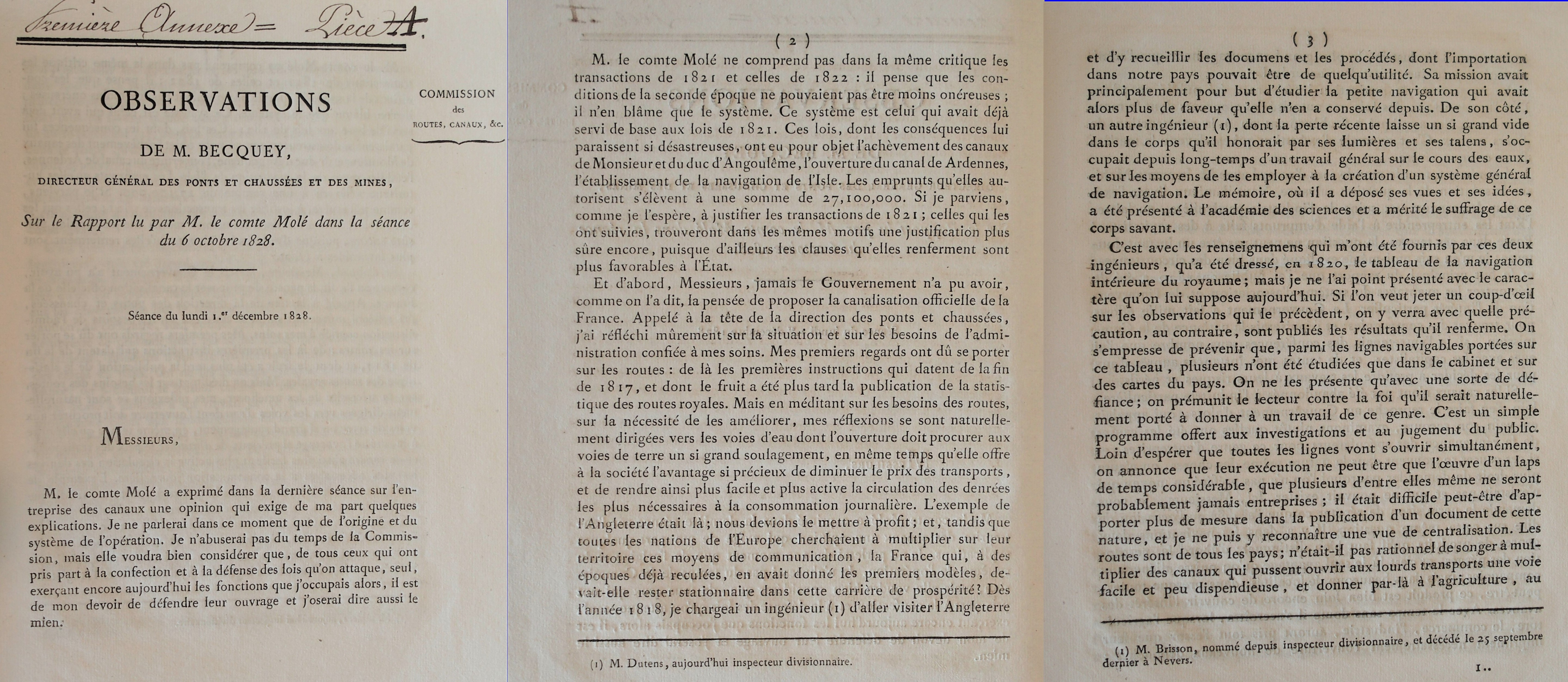
Rapport Becquey du 6 octobre 1828 (premières pages).

Outre Becquey reprenant ses arguments exposés devant les députés, Sartoris fait connaître son opinion en signalant que les risques n’étaient pas seulement du côté de l’État ; les compagnies couraient le risque que les canaux ne produisent pas de revenus, ou de trop faibles. Par ailleurs, attendre la fin d’enquêtes approfondies, la réalisation de plans incontestables et des devis détaillés jusqu’à ce qu’il n’y ait plus rien à discuter, est une utopie qui conduit finalement à ne rien entreprendre. Cela n’a d’autant pas de sens lorsque le canal est concédé aux frais, risques et périls du concessionnaire. Toute construction de travaux publics se heurte à des imprévus. Par ailleurs, il rappelle que l’administration était favorable à des concessions temporelles, ou perpétuelle, à charge pour le concessionnaire de construire soit à ses frais, risques et périls, soit par un secours du Trésor (subvention). Dans le premier cas, l’absence de candidat a tenu à l’impossibilité d’établir un devis précis, d’évaluer les revenus futurs et d’écarter la concurrence de la route gratuite. Ce type de concession n’est possible que pour de petits canaux à faible coût. Dans le second cas, pour les mêmes raisons que les précédentes, le concessionnaire aurait été amené immanquablement à solliciter le Trésor pour la totalité, voire plus, du coût de construction. Sur les moyens de terminer les travaux engagés, la proposition de Molé que les suppléments demandés soient votés n’a pas de raison d'être puisque c’est une obligation figurant dans les traités de prêt validés par les lois de 1821 et 1822. Quant à vendre certains canaux, cela n’a pas de sens lorsqu’ils sont concédés comme celui de Saint-Quentin que cite Molé. Le problème des traités de 1822, c’est l’absence d’intéressement du financier à la conduite et à surveillance des travaux. Pour sa compagnie, Sartoris a intéressé les entrepreneurs en leur accordant des primes pour terminer les travaux dans les délais. Il faut donc revoir les conditions d’adjudication des travaux publics pour écarter les entrepreneurs qui n’offrent pas toutes les garanties.
À la suite des travaux de la commission, paraît un projet de cahier des charges pour la vente des canaux (Monsieur, duc d’Angoulême, Ardennes, navigation sur l’Isle, Bourgogne, Bretagne, Arles à Bouc, Nivernais, latéral à la Loire, Berry auxquels est ajouté celui du Centre) publié en avril 1829 en faisant appel aux capitalistes qui voudraient prendre à leurs frais, risques et périls l’achèvement complet de tous les travaux dans le cadre de concessions perpétuelles. L’État continue de verser les intérêts, prime et amortissement des prêts aux compagnies financières initiales, mais à la fin de l’amortissement les nouvelles compagnies concessionnaires partagent, avec les compagnies financières, les produits des canaux pendant la durée fixée aux traités de prêts. À l’issue de ce délai, les compagnies concessionnaires sont propriétaires sans partage des produits. La vente peut se faire par canal ou par lot. Le concessionnaire réalise les travaux par « des moyens et agents de son choix », et ne peut demander une indemnisation dans l’éventualité où le gouvernement autoriserait une route, un canal ou un chemin de fer proche du canal concédé. Ce projet de cahier des charges est resté sans suite.
Par ailleurs, une ordonnance du 10 mai 1829 vient modifier les modalités de passation des marchés de travaux dans le sens des recommandations de la commission ; liberté donnée au préfet d’engager des projets pour un coût inférieur à 5 000 F (art.7), obligation d’une enquête préalable (art. 8), garantie sur la qualité des candidats concourant à l’adjudication des travaux et à les mener à bien (art. 10). En application de l'article 8 de l'ordonnance de 1829, une ordonnance de 1831 fixe les formalités de l'enquête publique préalable à l’exécution de travaux publics (art. 1er). En outre, si une compagnie privée se propose à ses frais, risques et périls la réalisation des travaux en contrepratie d’une concession perpétuelle des péages, elle aura le libre choix de ses agents et des moyens d’exécution (art. 9).
En 1830, la direction générale des ponts et chaussées est supprimée, le Conseil général des ponts et chaussées est réformé, Becquey mis à la retraite et la commission des canaux placée auprès de lui est supprimée. Parallèlement, Baude, successeur de Becquey, fait paraître un état de l’avancement des travaux et des coûts du Plan Becquey en reprenant la classification des voies navigables du rapport de 1820 et en y ajoutant une nouvelle voie navigable, celle de Paris à Strasbourg en continuation de celle du Havre à Paris. En 1832, Bérard, banquier libéral et nouveau directeur général des ponts et chaussées (23 août 1830 - 8 juin 1832), souligne que les emprunts de 1821 et 1822 n’ont pas été aussi défavorables à l’État que certains le laissent entendre.
Ultérieurement, en 1833, la législation en matière d’expropriation est simplifiée et rendue plus rapide qui sera elle-même refondue par la loi du 3 mai 1841. La même année 1833 parait un nouveau Cahier des clauses et conditions générale imposées aux entrepreneurs.

### Le rachat des sociétés de canaux
Alors que les travaux du canal d'Aire à la Bassée (35,000 km) et d’amélioration de la ligne entre le canal de Beaucaire et celui des Deux-Mers (39,260 km) validés par les lois de 1821 et 1822 s’exécutent aux frais des concessionnaires, par contre pour les canaux financés par les emprunts l’État est obligé de suppléer aux surplus de dépenses. Ainsi, jusqu’au rachat des premiers canaux en 1853, l’État a dépensé 107,7 MF auxquels s’ajoutent les sommes qu’il a dépensées antérieurement aux emprunts pour les premiers travaux de construction (52,9 MF).
Bien qu’intervenu avec retard au regard du délai fixé par les lois de 1821 et 1822 (entre 5 et 10 ans), l’achèvement entre 1835 et 1841 des canaux soumissionnés participe à l’amélioration des transports à travers la France. Pour autant, et malgré leur faible rentabilité, l’État n’est pas insensible aux critiques faites aux tarifs des canaux jugés trop élevés freinant le trafic (effet prix). De leur côté, afin de préserver leur part dans les revenus des canaux qu’elles partagent avec l’État, et incertaines de l’avenir, les compagnies financières rechignent à baisser les tarifs estimant qu’il conviendrait avant toute chose de simplifier et harmoniser le mode de perception des taxes, remédier aux imperfections techniques des canaux et de la navigabilité des cours d’eau (fleuves et rivières) auxquels les canaux se lient, ainsi que rendre cohérent le système général de navigation intérieure ; moyens de nature à appeler de nouveaux trafics qui permettraient d’abaisser les tarifs (effet volume).
Face à ces intérêts contradictoires, le gouvernement instaure en 1833 des commissions chargées d’étudier les moyens de concilier les intérêts communs des compagnies et du Trésor avec ceux du commerce et de l’industrie. Ces commissions préconisent un abaissement des tarifs.
Sur les fleuves et rivières, ainsi que sur le canal du Centre propriété de l’État, la loi du 9 juillet 1836 vient uniformiser et baisser les tarifs sur ces voies navigables. Ce tarif est à nouveau abaissé par ordonnance du 27 octobre 1837.
Par la suite, des abaissements de tarifs temporaires (indéterminé pour le canal de Bourgogne) sont négociés, à des dates variées, avec chaque compagnie financière pour les canaux relevant des lois de 1821 et 1822. Ces premières baisses de tarifs, successives et prorogées d’année en année, sont renouvelées en 1844 et 1845. Malgré tout, ces nouveaux tarifs demeures supérieurs à ceux fixés par la loi de 1836 au canal du Centre.
Enfin, aucun arrangement ne permet un abaissement des tarifs sur les canaux concédés à perpétuité d’Orléans, du Loing et de Briare, d’autant que les deux premiers appartiennent au domaine privé du roi (après la vente par Napoléon Ier [décret 10 mars 1810] des canaux d’Orléans et du Loing, la famille d’Orléans s’est rendue propriétaire de la plus grande partie des 1 400 actions de 10 000 francs chacune de la nouvelle compagnie qui les administre). Or le canal d’Orléans et, plus encore, le canal du Loing sont des maillons incontournables de la chaîne des voies navigables entre le sud et le nord ; en l’absence d’une révision de leur tarif, l’impact (prix des marchandises) de l’abaissement du tarif des canaux adjacents est limité.
Aussi, la question du rachat des compagnies financières se pose-t-elle pour lequel l’État a un triple intérêt :
- harmoniser les tarifs afin d’abaisser le coût des transports dans la perspective de créer un marché intérieur uniforme comme socle du développement national pour faire face la concurrence internationale, notamment vis-à-vis de l’Angleterre (cf. supra § doctrines et politique économique au début de la Restauration). Cette uniformisation du marché intérieur est contrariée par les droits de navigation qui surchargent les transports par voie d’eau de frais que ne supporte pas le transport par voie de terre. De sorte que, contrairement à l’objectif recherché par les lois de 1821 et 1822, les routes sont utilisées de préférence aux canaux, obligeant à des travaux d’entretien considérables des premières[note 122]. Finalement, les sommes perçues d’un côté, au titre des droits de navigation (canaux et rivières), sont dépensées de l’autre en réparation continuelle des routes, obérant ainsi la politique d’abaissement du coût des transports ;
- écarter les sociétés de canaux de la définition des tarifs à laquelle elles sont associées selon le cahier des charges de mise à disposition des prêts prévoyant que les tarifs ne peuvent être modifiés que d’un commun accord entre elles et l’État (cf. supra § financement). Or les sociétés ont émis des actions de jouissance dont le revenu est fonction des produits des canaux (cf. supra § les sociétés de canaux) et donc de la tarification. Cette immixtion des sociétés de canaux dans l’exploitation des canaux oblige l’administration des Ponts & Chaussées à leur soumettre les comptes des dépenses et des recettes, ce dont l’administration souhaite se défaire[note 123]. Le rachat portera ainsi sur les actions de jouissance[note 124] ;
- purger les réclamations et les contentieux en indemnisation des compagnies pour les retards à l'exécution des travaux et à l'ouverture des canaux[244].

La batellerie et les compagnies de navigation voient dans le passage des canaux dans le giron de l’État, l’occasion de leur survie et de vider leur querelle avec les compagnies de canaux.

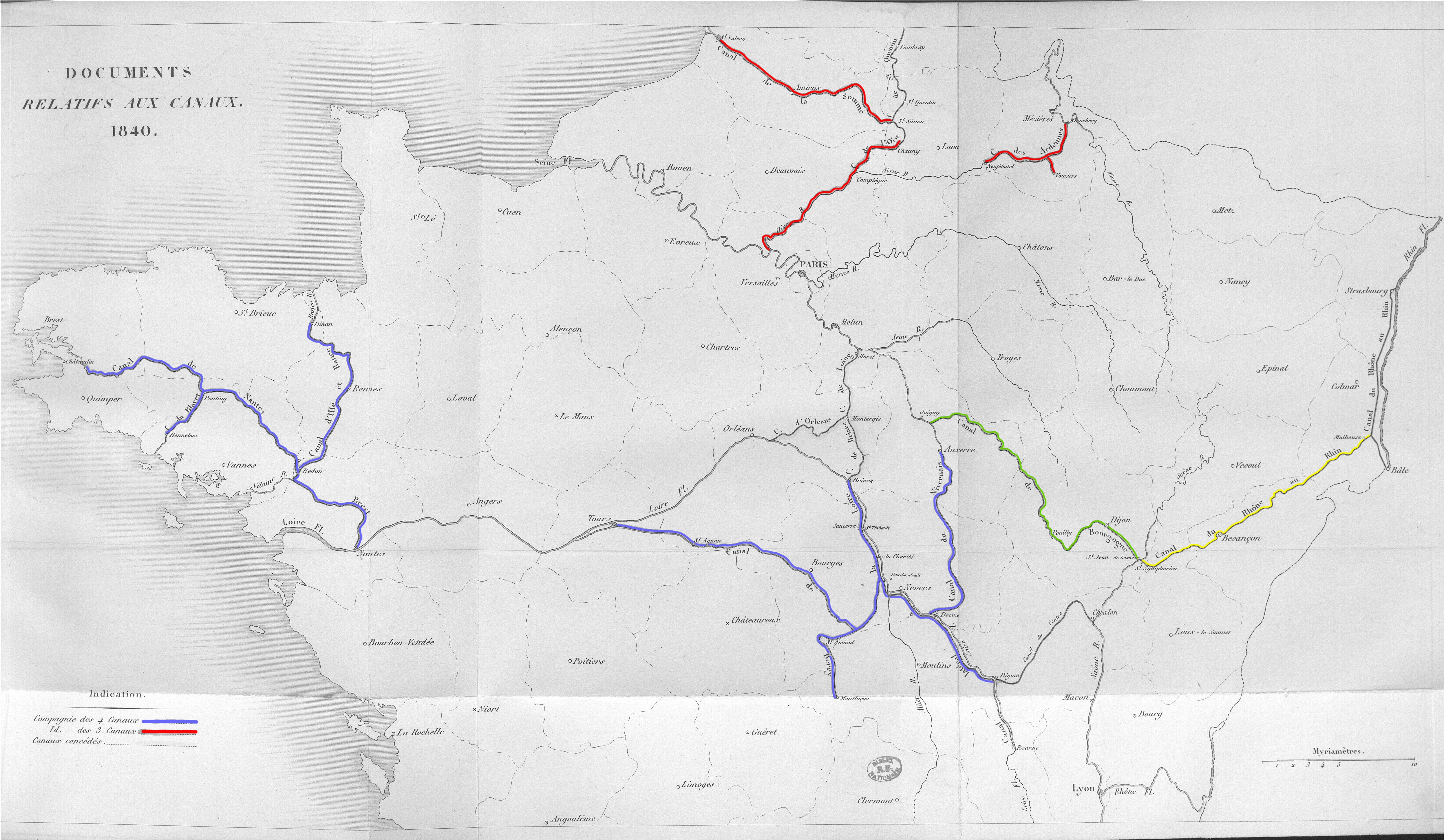
Carte des canaux soumissionnés en 1821 et 1822.

Sur le plan politique, la question du rachat des compagnies de canaux opposent les libéraux, qui fustigent l'incapacité de la puissance publique à conduire ce type d'entreprise et l'impéritie des ingénieurs des Ponts & Chaussées, aux républicains et à la gauche, qui, les premiers, luttent contre l'émergence de nouveaux monopoles auprès de l’État et, la seconde, interpelle l’État face à la montée du paupérisme conséquence de la politique libérale favorisant la puissance de l'argent.
En décembre 1840, le comte Jaubert, ministre des travaux public, présente à la chambre des députés un projet de validation des transactions avec chaque compagnie financière pour donner à l’État la maîtrise des canaux et lui permettre ainsi de fixer des tarifs juste nécessaire à leur entretien. Ce projet est retiré au motif que le gouvernement souhaite présenter un projet général sur les voies de communication. Un tel projet général est présenté, le 2 février 1841 prévoyant l’expropriation de tous les canaux. Resté sans suite, un nouveau projet de rachat est présenté à la session de 1842 en se fondant sur la nouvelle loi d’expropriation pour cause d’utilité publique de 1841. Deux lois distinctes sont présentées ; l’une pour les canaux concédés, l’autre pour les canaux financés par les lois de 1821 et 1822. La première est ajournée, la seconde est votée bien que vivement contestée en raison de l’absence d’utilité publique appliquée à des compagnies financières qui ne sont pas propriétaires d’un ouvrage public ; les actions de jouissance ne peuvent être assimilées à des biens immeubles susceptibles d’expropriation. Présentée à la Chambre des pairs, elle ne dépasse pas l’étape de la commission qui juge inadapté le caractère général et urgent du rachat. Une nouvelle tentative est faite à la Chambre des députés en avril 1843, puis l’année suivante. Finalement, le projet abouti à la session de 1845 pour être adopté le 7 avril et promulgué le 29 mai 1845.
La loi de 1845 ne décide pas quels canaux sont à exproprier, mais donne à l’État le droit de mettre en œuvre cette expropriation au moment où il le jugera opportun, au moyen d’une loi spéciale à chaque compagnie, et fixe les conditions à respecter pour évaluer le montant de l’indemnité à verser aux anciens propriétaires. Cette volonté d’agir au cas par cas et seulement au moment où l’intérêt général l’exigerait n’est pas étrangère aux interrogations suscitées par l’émergence d’une nouvelle concurrence, celle des chemins de fer comme le souligne le rapporteur du projet de loi Galos. Dans l’esprit de certains de ses promoteurs, l’étatisation de la navigation intérieure est une arme contre les compagnies ferroviaires. Des Pairs (comte d’Argout et Pelet de la Lozère) proposent d’affermer les canaux vendus mais le gouvernement s’y oppose.
C’est en 1850 que l’État exerce pour la première fois le droit d’expropriation ouvert par la loi de 1845, en visant les compagnies des Quatre Canaux et du Rhône au Rhin. Les projets de loi pour chacune de ces deux compagnies sont présentés à l’Assemblée nationale législative en novembre 1850 ; rachat des actions de jouissance en contrepartie d’un capital évalué par une commission spéciale. C’est parce que ces deux compagnies refusent « de consentir des réductions de tarif impérieusement commandées par l’intérêt général » qu'il est proposé une expropriation pour cause d’utilité publique.

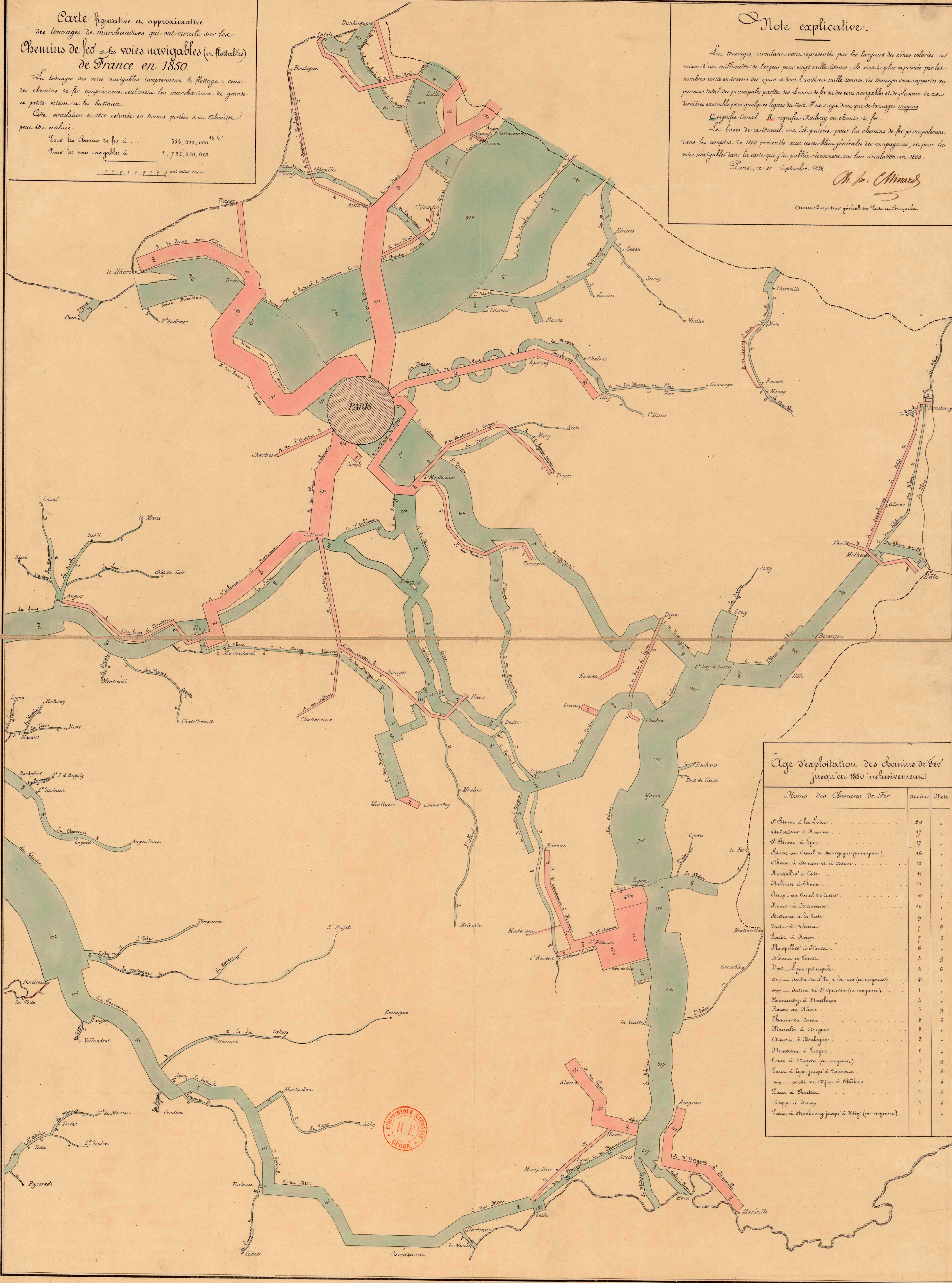
Carte schématique du tonnage moyen de marchandises transportées en 1850 par les voies navigables (fleuves et canaux) et les chemins de fer (1852).

Pour ne pas préjuger de l’avenir quant à l’exploitation des canaux (État ou tiers privé), le gouvernement écarte le projet formulé par Bartholony et Delahante (père) pour le rachat d’un certain nombre de canaux, non par l’État, mais par une compagnie fermière qui se chargerait, pour un capital de 36 millions (proposition de 1837) puis 45 millions (proposition de 1848), des travaux d’amélioration des canaux pendant une période de 8 ans (1837) puis 15 ans (1848), d’entretenir, assurer la police de la navigation et percevoir les produits, contre un bail de 60 ans pendant lequel durant 20 ans la compagnie garde pour elle l’intégralité des produits puis (projet de 1837) les 40 années suivantes partage pour ½ avec l’État le solde des produits déduction faite des frais d’entretien, d’un intérêt de 5 % sur le capital engagé pour les travaux et le rachat des actions de jouissance et de son amortissement, ou (projet de 1848) partage pour ½ avec l’État les produits nets en contrepartie, outre durant toute la durée du bail d’une garantie d’intérêt de 5,5 % et l’amortissement à 1,5 % du capital pour les travaux et le rachat des actions, d’un dividende de 1 %. La fixation des tarifs appartient à la compagnie sous l’approbation du ministre des finances. Enfin l’État s’engage à effectuer des améliorations sur les rivières affluentes aux canaux (Saône, Yonne et haute Seine), à obtenir des compagnies de chemin de fer de la Loire (Saint-Étienne – Andrezieux et Andrézieux – Roanne) un abaissement de leur tarif, et à limiter les tarifs sur les canaux concédés du Loing, de Briare et de Roanne à Digoin. En sus du canal du Centre appartenant à l’État, les canaux latéral à la Loire, du Berry et du Nivernais (soit la voie navigable de Paris à Marseille) seraient ainsi affermés. Legrand y est hostile tant sur l’aspect financier trop favorable à la compagnie fermière, sur l’aspect stratégique eu égard à l’importance de la liaison Nord-Sud dans la circulation des marchandises que sur l’aspect théorique de rôle de l’État comme garant de l’équilibre entre les acteurs économiques afin de lutter contre l'émergence de monopoles,. Pour contrer ce projet et se prémunir de l’avenir[pas clair], un regroupement d’industriels de la métallurgie et des mines du centre (Boigues, Rambourg et Schneider) se portent candidat à l’affermage des canaux du Berry, du Centre du Nivernais et latéral à la Loire. Un traité d’affermage est sur le point d’être conclu lorsque le ministre Passy quitte les finances en 1849.
Ce projet d’affermage est repris par la commission de l’Assemblée nationale législative en le complétant et détaillé par Berryer, rapporteur, lors de la séance du 4 juillet 1851 chargée d’examiner les projets de lois précités présentés fin 1850. Il souligne que le rachat et l’amélioration des canaux font peser de trop grands sacrifices aux finances de l’État, environ 50 millions de francs. Reprenant les arguments déjà exposés quant à l’incapacité de l’État à pourvoir régulièrement et sans discontinuité aux besoins de financement, et ajoutant que la baisse graduelle des tarifs des canaux jusqu’à leur disparition conduira à devoir en faire de même pour les chemins de fer et que, dès lors, il deviendra impossible de pourvoir à l’entretien de ces voies de communication, la commission fait le choix d’affermer les canaux visés par les lois de 1821 et 1822 et celui du Centre, par adjudication publique pour des enchères portant sur la durée du bail du fermier. Elle joint à son rapport un cahier des charges d’affermage. Pour les partisans de ce projet, occupé d’un seul objet, l’initiative privée est toujours plus prompte à réaliser son investissement, sans jamais s’écarter de son but. Enfin il n’est pas à craindre le risque d’un monopole car les chemins de fer exercent une concurrence aux canaux. Le rapport de Berryer n’est finalement pas arrivé en discussion.
Le coup d'État du 2 décembre 1851 met fin aux atermoiements et accélère la politique de rachat. Après l’adoption de la nouvelle constitution de 1852 approuvée par plébiscite en janvier 1852 et dans l’attente des élections (29 février et 14 mars) au Corps législatif, le prince-président de la République, Louis-Napoléon Bonaparte, dispose d’un pouvoir discrétionnaire et gouverne par décret. Trois décrets du 21 janvier 1852 viennent se substituer aux projets de loi de 1850 pour le rachat des actions de jouissance des compagnies du canal du Rhône au Rhin, des Quatre Canaux et, nouveauté, du canal de Bourgogne. Ce dernier canal est ajouté dans la perspective du refus de la compagnie d’abaisser encore ses tarifs comme souhaite le faire le gouvernement. Par ces trois décrets, le gouvernement écarte définitivement la proposition d’affermage des canaux ; d’une part, il serait imprudent d’aliéner pour 99 ans une activité dont on ne peut présager des revenus et, d’autre part, les conditions d’affermage ne sont pas satisfaisantes. S’engager dans l’affermage des canaux serait se lier une seconde fois avec une compagnie. Par ailleurs, face à la concurrence des chemins de fer, l’État doit être libre de fixer les tarifs. Les trois décrets lancent la procédure d’évaluation du montant de l’indemnité à verser aux compagnies expropriées. Les lois du 3 mai 1853 viennent consacrer le rachat définitif des trois compagnies, indemnisées à hauteur de 7,5 MF pour le canal du Rhône au Rhin, 6,0 MF pour le canal de Bourgogne et 9,8 MF pour les Quatre-Canaux. Ce rachat intervient dans un contexte de reprise économique galvanisée par la stabilité politique qu'inspire le coup d’État du 2 décembre qui permit, entre autres mesures de travaux publics, le prolongement (99 ans) des concessions de chemins de fer (conventions de 1852) en contrepartie du rachat des actions de jouissance des sociétés de canaux.

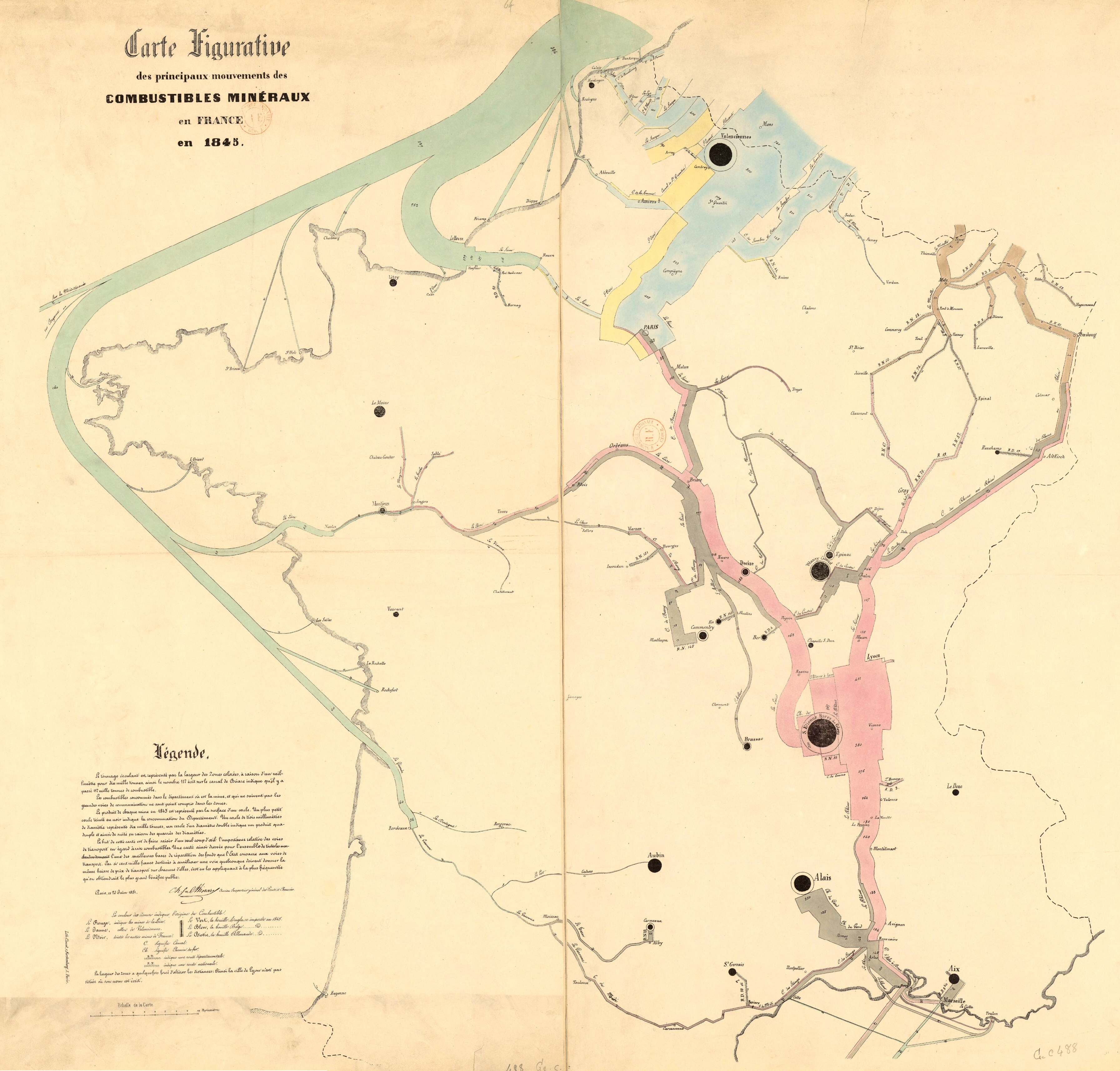
Carte figurative des principaux mouvements des combustibles minéraux en France en 1845.

Une seconde vague d’expropriation intervient au début des années 1860 dans le contexte de la signature du Traité de commerce franco-anglais de 1860 qui vise à libéraliser les échanges par un abaissement des tarifs douaniers entre les deux pays et à desserrer davantage la politique protectionniste mis en place en France depuis la Restauration. Dans ce cadre, il importe que les tarifs des canaux soient à nouveau abaissés pour ne pas grever les produits français d’un coût de transport les rendant moins compétitifs que des produits similaires anglais. C’est notamment le cas de la houille anglaise venant concurrencer la houille du Nord et de la Loire sur les lieux de transformation (hauts-fourneaux) ou de consommation. Le gouvernement procède à l’expropriation d’un grand nombre de canaux, non seulement ceux financés par les emprunts de 1821 et 1822 mais également des canaux concédés. Comme précédemment, il met en œuvre les dispositions de la loi d’expropriation de 1845 en les élargissant aux canaux concédés au motif que cette loi, à l’origine réservée aux canaux financés par emprunt, est « le code spécial d’expropriation de canaux. » Les canaux concédés sont des dépendances du domaine public ; les concessionnaires n’en ont pas la libre disposition puisqu’ils ne peuvent en jouir à leur gré du fait que les tarifs sont fixés d’un commun accord avec l’État. De même les dégradations faites aux canaux ne relèvent pas d’un dommage (qui fait l’objet d’une indemnisation et d’une réparation) mais d’une contravention (prérogative de l’État) sanctionnée par de lourdes peines. Par l’expropriation, il s’agit de modifier des jouissances que l’État avait concédées mais qu’il estime aujourd’hui devoir les retirer dans l’intérêt général. Les lois du 28 juillet et du 1er août 1860 enclenchent la procédure d’expropriation pour l’écluse d’Iwuy sur l’Escaut, les canaux de Roanne à Digoin, d’Orléans et du Loing, de la Somme à Manicamp, des Ardennes, de l’Oise (navigation et canal latéral), de la Sensée, d’Aire à la Bassée et de Briare. Ces expropriations sont sanctionnées par les lois du 20 mai 1863 précisant, pour chaque canal, le montant de l’indemnité d’expropriation, soit 5,9 MF pour le canal d’Arles à Bouc, 14,8 MF pour les Trois-Canaux (de la Somme et de Manicamp, des Ardennes, de l’Oise [navigation et canal latéral]), 2,0 MF pour l’écluse d’Iwuy sur l’Escaut, 3,9 MF pour le canal de la Sensée, 9,4 MF pour la canal d’Aires à la Bassée, 4,2 MF pour le canal de Roanne à Digoin, 5,3 MF pour le canal de Briare et 16,0 MF pour les canaux d’Orléans et du Loing.
Finalement, les actions de jouissance des compagnies financières pour la construction des canaux du « plan Becquey » (lois de 1821 et 1822) sont rachetées pour 44,0 MF (Rhône au Rhin, Bourgogne, Quatre Canaux, Arles à Bouc et Trois Canaux). La modalité de rachat retenue est la méthode classique de l’époque, à savoir la conversion des actions de jouissance en obligation d’État spécifiques amortissables par annuités constantes et bénéficiant d’un taux d’intérêt de 4 %. La durée d’amortissement est de trente ans.
Outre les canaux soumissionnés par des compagnies financières, le rachat en 1860 porte également sur les canaux concédés d’Aire à la Bassée (loi du 14 août 1822) et de Roanne à Digoin (loi du 11 octobre 1830) figurant au « plan Becquey ». En 1864, la concession attachée au canal de Saint-Maur (loi du 17 avril 1822) fait l'objet d'un rachat,.

## Le bilan

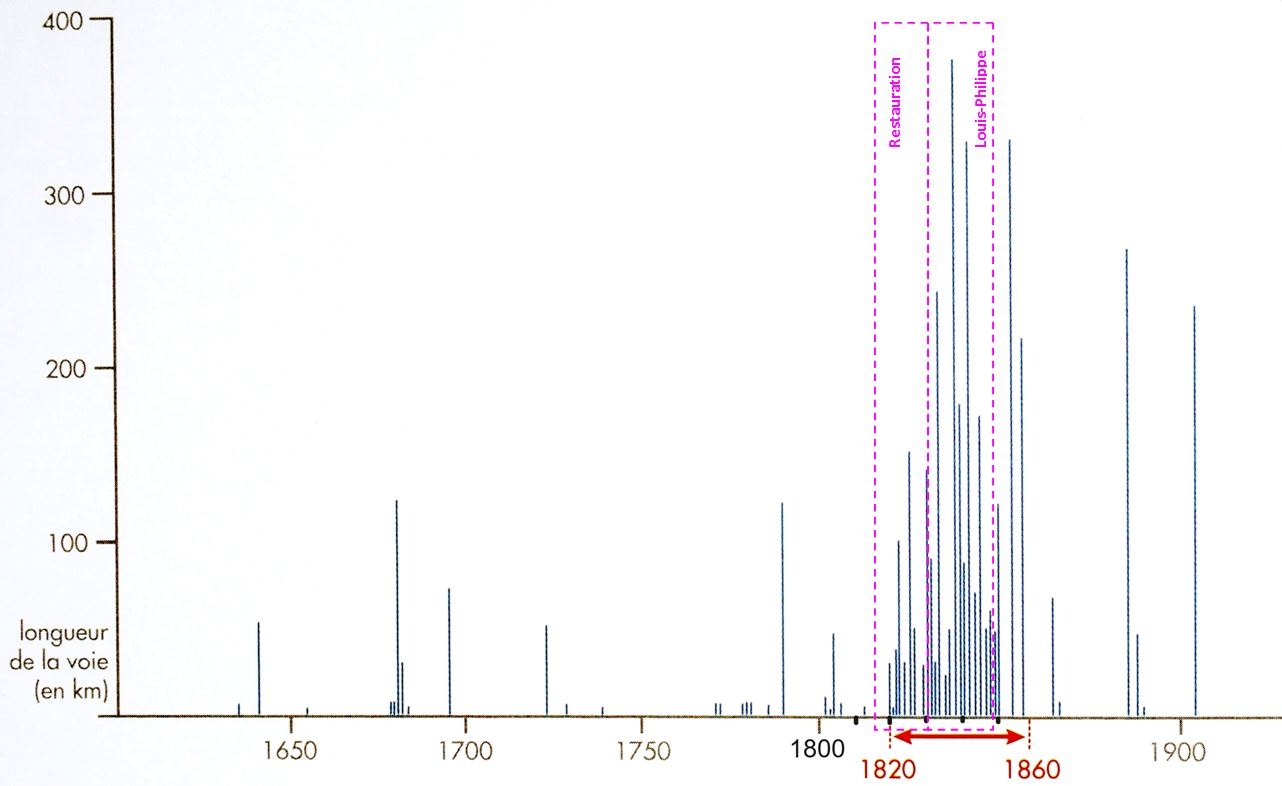
Longueur des voies navigables construites par année.

Il est à mettre au crédit de la monarchie constitutionnelle d’avoir mener à son terme un vaste programme de construction de voies navigables, envisagé et lancé de manière erratique à la fin du XVIIIe siècle, interrompu sous la Révolution et timidement relancé sous l’Empire. Près de trente ans ont été nécessaires pour réaliser ce programme, soit une génération d’homme et de femmes adultes, qui représente environ 70 % des canaux existants de nos jours ; de 1820 à 1848, 2 900 km de canaux sont livrés au commerce et à l’industrie. En ce sens, l’œuvre de Becquey est bien plus considérable que celle de Freycinet qui l'éclipsera pourtant à la fin du XIXe siècle.
Le développement de ce réseau de navigation intérieure a participé aux débuts de la révolution industrielle en France. Par le transport de masse à moindre prix, sur tout le territoire, de quantité plus importante de marchandises que ne permettaient ni le roulage ni le cabotage maritime, il a contribué au développement économique du pays. Cependant, faute d’une uniformisation technique des canaux (dimension des biefs et des écluses, tirant d'eau, alimentation…) qui oblige à de nombreux transbordements, le trafic des voies navigables du « plan Becquey » n’a pas été à la hauteur des espérances. De même, par une surestimation, partagée tant par les parlementaires que par les techniciens dans un élan de libéralisme économique, des effets induits bénéfiques des canaux sur la production intérieure et in fine à la prospérité du pays, une partie des capitaux investis dans ce plan canaliste s'est révélée improductive et aurait été mieux employée dans d’autres secteurs de l’industrie. En outre, si la France du Nord a gagné en desserte, la France du Midi reste moins bien pourvue ; l'espace national est loin d'être unifié à la fin de la monarchie constitutionnelle.

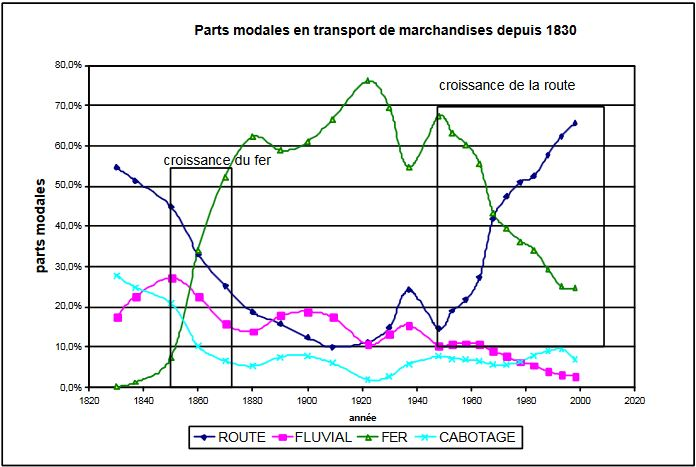
Part modale du transport de marchandise depuis 1830.

Malgré les critiques initiales, la remise en cause en 1828 et le départ de son initiateur en 1830, le « plan Becquey » s’est poursuivi quand bien même est apparu au fil du temps un nouveau mode de transport concurrent, le chemin de fer. L’administration Becquey n’a pas été sourde à l’émergence de celui-ci, mais à l’instar de Dutens en droite ligne de la conception traditionnelle des transports du corps des ingénieurs des Ponts & Chaussées (routes et canaux), et contrairement aux ingénieurs de Mines qui par leurs compétences ont été les premiers à entrevoir les potentialités de cette nouvelle technologie au-delà d’un usage sur le carreau de mine pour abaisser le coût des transports, le chemin de fer n'est pas considéré, à ses débuts faute de maturité technique, comme pouvant assurer des transports, sûrs et économiques, sur de longues distances,. La question des chemins de fer se pose avec acuité dans la décennie 1830, en particulier la complémentarité canal/chemin de fer.
Néanmoins, fort de ses avantages économiques (prix), la voie navigable a pu résister à la concurrence des chemins de fer jusqu’au début des années 1850 où, sous le Second Empire, la priorité est donnée à la fusion et à la concentration des compagnies de chemins de fer à l’intérieur de vastes ensembles régionaux induisant ainsi une baisse des tarifs ferroviaires. Pour autant, la nouvelle donne internationale (traité franco-anglais de 1860 et la pression des industriels pour assurer la concurrence entre les deux moyens de transport) donnent une nouvelle vie à la voie navigable, malgré ses limites techniques, se traduisant notamment par une forte baisse des tarifs fluviaux.
Le « plan Becquey » a activement participé à la réalisation du programme canaliste de la monarchie constitutionnelle. Mais contrairement aux prévisions, le financement durant cette période (1814 - 1848) a été très majoritairement assuré par l’État.
| Financement des canaux selon les acteurs privés et l’État entre 1814 et 1848 | Financement des canaux selon les acteurs privés et l’État entre 1814 et 1848 | Financement des canaux selon les acteurs privés et l’État entre 1814 et 1848 | Financement des canaux selon les acteurs privés et l’État entre 1814 et 1848 | Financement des canaux selon les acteurs privés et l’État entre 1814 et 1848 |
| --- | ---------------------------------------------------------------------------- | ---------------------------------------------------------------------------- | ---------------------------------------------------------------------------- | ---------------------------------------------------------------------------- |
| | (1)                                                                          | (1)                                                                          | (2)                                                                          | (2)                                                                          |
| concessionnaires privés | 114 000 000 F                                                                | 18,0 %                                                                       | 64 647 000 F                                                                 | 12,6 %                                                                       |
| soumissionnaires privés | 128 600 000 F                                                                | 20,3 %                                                                       | 126 710 000 F                                                                | 24,7 %                                                                       |
| TOTAL privés | 242 600 000 F                                                                | 38,3 %                                                                       | 191 357 000 F                                                                | 37,3 %                                                                       |
| État | 391 000 000 F                                                                | 61,7 %                                                                       | 322 012 000 F                                                                | 62,7 %                                                                       |
| TOTAL général | 633 600 000 F                                                                | 100,0 %                                                                      | 513 369 000 F                                                                | 100,0 %                                                                      |
| Source : (1) article de Beaugrin-Gressier Canaux de navigation dans le « Dictionnaire des finances », publiés sous la direction de Léon Say, Tome I, Paris, Berger-Levrault et Cie éditeurs, 1889, page 850 et suiv. (sur le site Gallica de la BNF). (2) Gwenaël Nieradzik (bibliographie), La construction du réseau de canaux français et son financement boursier (1821-1868) (montants repris de H. Großkreutz). Commentaires : - Au-delà des écarts des valeurs réelles (en F.) entre les deux sources du tableau, il est noter une quasi-équivalence des valeurs relatives (en %) des acteurs privés (38-37 %) et de l’État (62-63 %). |                                                                              |                                                                              |                                                                              |                                                                              |

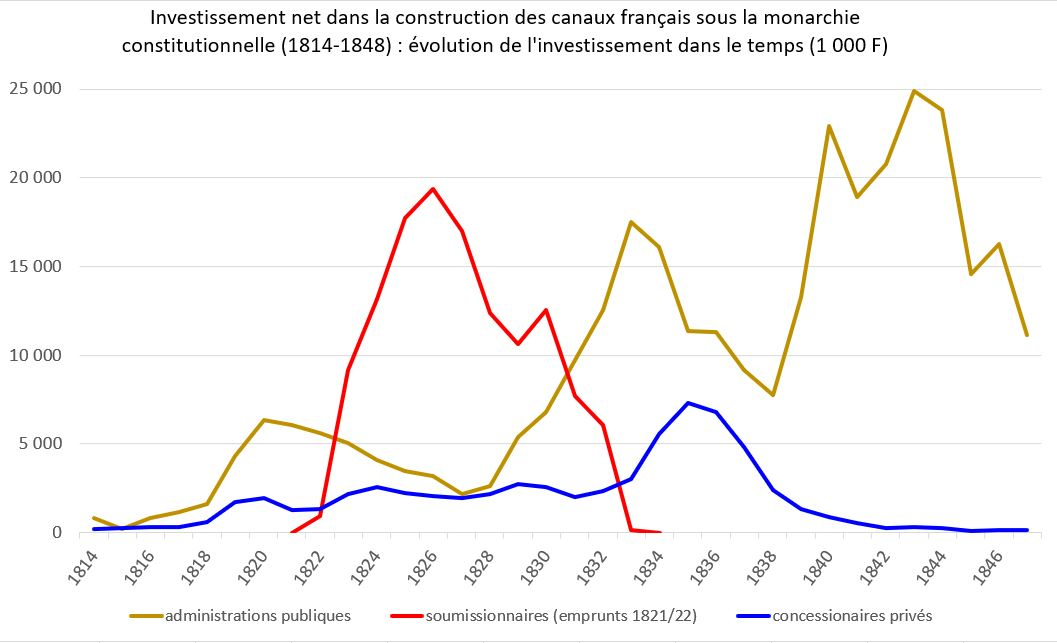
Les investissements nets dans la construction de canaux en France 1814-1848 (1 000 F),.

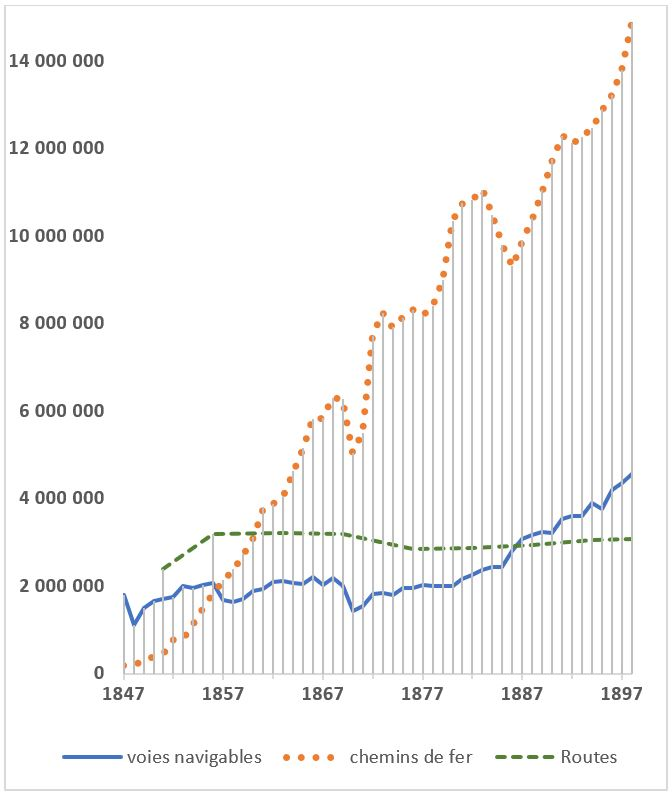
Volume de transport par route, voie navigable et rail en France 1847-1898 (millions de t/km).

Au Total général du tableau, il convient d’ajouter le montant du rachat des canaux entre 1853 et 1863 (84 700 000 F), dont 44 000 000 F pour le rachat des voies navigables soumissionnées dans le cadre des lois de 1821 et 1822 ainsi que 13 600 000 F pour le rachat cumulé des canaux concédés d’Aire à la Bassée et de Roanne à Digoin.
Le « plan Becquey » est avant tout un schéma technique de mise en relation de bassins hydrologiques et de jonction entre les mers, sans réflexions sur l’utilité publique (coûts/avantages pour la collectivité) de chaque canal ou fleuve canalisé. Il ne contient aucun détail des coûts estimés ni d’information sur le coût d’exploitation d’un canal existant ou futur, ne mentionne pas les difficultés de construction hormis quelques points de détail, rien sur le développement du trafic et surtout ne fait aucune recommandation pour l’amélioration des rivières alors même que les canaux ne pouvaient rendre tous les services qu’on en attendait avant que les rivières, qu’ils devaient réunir, soient mises en état de bonne navigabilité,.
En outre, la prévision initiale de dépense des canaux soumissionnés a été largement dépassée, en raison :
- de devis estimatifs non fondés sur des plans exacts réalisés sur le terrain[note 153] ;
- de traités de soumission de prêt conclus avant de disposer de plans exacts et sur la base d’une projection de revenus hâtive[note 154] ;
- d'entrepreneurs malhabiles ou défaillants nécessitant des reprises et des confortements, coalisés pour gonfler artificiellement leurs offres de prix ;
- des exigences en cours de travaux émanant des municipalités, des particuliers (rétablissement des chemins traversés avec la construction de ponts) et des armées (un canal considéré comme ligne de défense) ;
- de la formation et de l’héritage du corps des Ponts & Chaussées inadaptés à la nouvelle donne économique (utilité publique et non magnificence des ouvrages d’art) qui impose des constructions rapides et au moindre coût[note 155] ;
- de l’inadaptation du doit de l’expropriation qui conduit parfois au versement d’indemnités exorbitantes après de longues procédures qui retardent les travaux[note 156].

Mais ces dépassements des prévisions ne sont pas exorbitants si l'on s'atache moins aux effets directs financiers immédiats des canaux qu'à ceux indirects bénéfiques qu'ils procurent à l'économie générale : 

« En 1821 et 1822, des lois importantes sur les canaux furent décrétées ; des emprunts considérables furent conclus ; et c’est cette opération encore mal comprise aujourd’hui, qui influe d’une manière si déplorable sur la disposition des esprits (…) On n’a cessé de reprocher à M. de Villèle de s’être obstinément refusé à traiter, pour la confection de ces canaux, avec les compagnies particulières [concessions] ; eh bien ! ce reproche est injuste., car il est positif qu’aucune compagnie ne se présenta aux adjudications que le gouvernement avait indiquées, et qu’il encourageait de tous ses efforts. (…) En présentant les devis, auxquels eux-mêmes [les ingénieurs] n’ajoutaient pas sans doute une confiance, les chefs de cette administration [des ponts-et-chaussées] auraient dû avertir et les Chambres et le public que ces études de canalisation, que ces devis de toute nature, leur avaient été demandé un peu à l’improviste, et que, reposant sur des travaux consciencieux sans doute, mais en général assez anciens, ils méritaient d’être rédigés avec soin. (…) Quoi qu’il en soit, si l’on veut considérer les choses sous leur aspect véritable, cette inexactitude primitive des devis semblera d’autant moins déplorable qu’elle n’a pas entrainé une exagération réelle de la dépense. (…) Or, ce que l’on sait des canaux récemment exécutés en Angleterre présentent un résultat tout à fait semblable, parce qu’il faut tenir compte, dans cette comparaison, et des proportions plus grandes de nos canaux, et des immenses difficultés que présente le système rare et inégal de nos eaux courantes (…) Vouloir les transformer en affaire de finances ordinaires, en objet de spéculation, attendre de leur produit des bénéfices considérables, des produits supérieurs ou même comparables aux placements de capitaux ordinaires, c’est une grave erreur, quoiqu’elle soit assez commune (…) Non il faut le dire, le bénéfice des canaux n’est pas en eux-mêmes, dans les produits directs qu’ils procurent, dans les péages et autres droits qui leur sont attribués ; il est dans la plus-value qu’ils donnent aux terrains qu’ils arrosent ou dessèchent tour à tour, aux richesses minérales ou végétales qu’ils permettent d’exploiter, au travail qu’ils créent ou qu’ils attirent. (…) Ce que nous venons de dire sur les canaux, s’applique également aux chemins de fer. »

— Émile Pereire, « Des concessions et des adjudications en matière de travaux publics », Le National, 6 octobre 1832.

En outre, l’« esprit d’association », l’investissement privé dans l’industrie, était encore dans les limbes et n’a pu suppléer le financement par l’État, 

« Si la Restauration avait attendu que l’esprit d’association se formât et s’étendit pour canaliser en France, rien encore n’aurait été exécuté, et il faudrait se passer de canaux dont le pays doit recueillir tant d’avantages en peu d’années. »

— Lettre de Becquey à Legrand, le 2 octobre 1833.
Pour autant, les sociétés de canaux ont acclimaté le public à l’investissement boursier qui s’est étendu par la suite à d’autres secteurs de l’économie, comme les chemins de fer (avant les sociétés de canaux, les seules valeurs cotées à la bourse de Paris sont la banque de France et les sociétés d’assurance [incendie ou armement de navires de commerce au long cours]. La première société de chemin de fer cotée à la bourse est celle du Paris-Saint Germain, le 8 décembre 1836).
Elles ont également permis une standardisation technique des titres émis avec une diminution progressive de la valeur nominale des actions bien que restant encore largement inaccessibles aux classes moyennes (généralement une valeur de 1 000 F). Elles ont favorisé le développement du modèle juridique de la société anonyme au détriment de ceux traditionnels (limités à la famille ou aux amis proches) de la société en nom collectif ou la société en commandite lorsqu’un financement important était indispensable. En ce sens, les sociétés de canaux préfigurent les compagnies ferroviaires lancées sous la monarchie de Juillet.

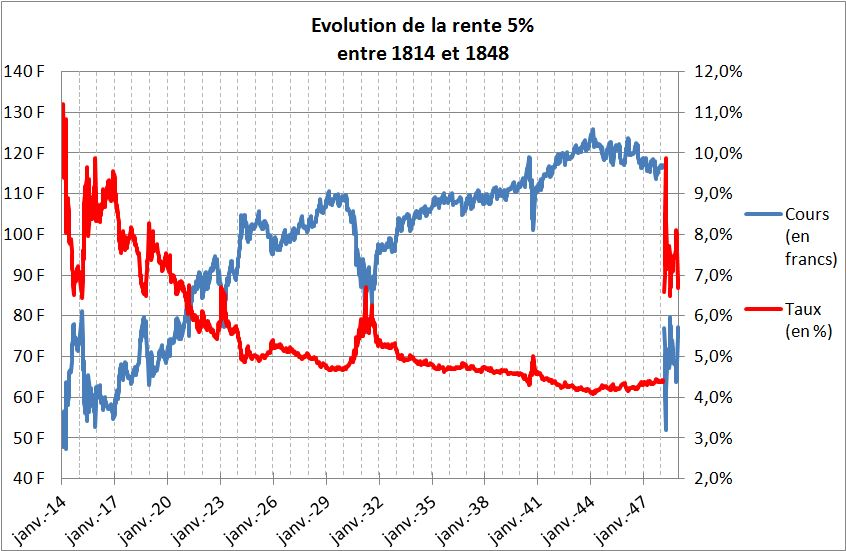
Évolution de la rente 5 % de 1814 à 1848.

Néanmoins, la rentabilité réelle (rentabilité nominale défalquée de l’inflation) des actions des sociétés de canaux a été très faible ; 3,52 % sur la période 1822-1868
, même si elle a été un peu meilleure pour les actions de jouissance du fait de leur rachat généreux par l’État. Toutefois, les actions de jouissance n’ont, pour la grande majorité, jamais distribué de dividendes. Seule exception, les actions de jouissance de la Cie de la navigation de l’Oise qui ont donné des dividendes allant de 4,70 F. à 209,70 F. Ce titre n’a été coté qu’une fois à la bourse à 1 900 F. Pour reprendre la formule d’Heinlein qui a fait florès chez les économistes : « il n’y a pas de repas gratuit : les compagnies privées qui n'auront ni beaucoup financé, ni pris beaucoup de risques, ne gagneront pas beaucoup d’argent ! ».
Enfin, la création de sociétés privées de canaux fut une aubaine pour les ingénieurs des ponts & Chaussées dont certains n’hésitèrent pas à quitter le service d’un canal où ils étaient affectés par l’administration pour servir dans ces sociétés nouvelles, faisant ainsi de la concurrence aux ingénieurs civils défendus par les milieux libéraux. Ils se formèrent à des techniques et conduite de travaux qu'ils sauront faire valoir, par la suite, dans l'industrie des chemins de fer.
Malheureusement la méfiance qui s’installa entre les compagnies de canaux et l’État, au fur et à mesure des retards dans l’élaboration des devis et les travaux de construction, développa chez investisseurs des sentiments de vive hostilité à l’intervention de l’État dans les travaux publics qui n’est pas sans conséquence sur l’administration des Ponts & Chaussées.
Le Rapport au Roi sur la navigation intérieure de la France en 1820 inaugure une nouvelle forme de gouvernement en participant à la redéfinition des rapports entre l’administration et le parlement, qui s’opère sous la Restauration. Cet ouvrage, qui divulgue des informations détenues par l’administration et tenues jusque-là pour confidentielles, traduit le rôle qu’elle entend jouer auprès du pouvoir législatif dans une période où s’expérimente le parlementarisme. Outre les rapports annuels sur l’état d’avancement des canaux, la méthode suivie par ce Rapport est reprise pour la Statistique des routes royales de France en 1824 et le Rapport contenant l’exposition du système adopté par la Commission des phares pour éclairer les côtes de France en 1825.
Les débats parlementaires autour des lois de 1821 et 1822, puis en 1829 au moment de la remise en cause du plan Becquey derrière laquelle se cachent les attaques des libéraux contre le régime et les Ponts & Chaussées, anticipent ceux qui auront lieu quelques années plus tard sur la question des chemins de fer, notamment pour la préparation, sur plusieurs années, de la loi du 11 juin 1842 ; construction par l’État (en régie directe, dans le cadre de marché public), prêt ou prise de participation de l’État au capital des compagnies, construction par le privé (concession temporelle ou perpétuelle), construction par l’État et exploitation par une compagnie fermière, solution mixte (partenariat État-privé), plusieurs compagnies concessionnaires ou compagnie unique… Autant de questions qui ont émergé à l’occasion du plan Becquey.

Le bilan du « plan Becquey » reste incertain ;

« Quelque considérables que soient les charges qui sont résultées pour l'État des diverses conditions stipulées par les traités de 1821 et 1822, ces charges sont loin d'avoir été improductives, et ce n'est pas dans la comparaison des dépenses avec les produits seuls du droit de navigation et de la pêche qu'il faut chercher l'appréciation des avantages qu'en a obtenus le pays. Ainsi que le fait remarquer chaque année le Ministre des finances, dans son rapport à l'appui du projet de budget, les canaux exécutés en vertu des lois précitées constituent un capital immense ; ils sont une source féconde de prospérité, d'abord par les revenus directs et ensuite par les revenus indirects qu'ils procurent au Trésor, par l'abaissement du prix des transports, l'augmentation de la valeur des propriétés et de la matière imposable, l'accroissement des droits de mutation, etc. Il faut ajouter que les négociations relatives aux emprunts ont eu pour résultat non moins important de fonder, chez nous, l'esprit d'association, et, en facilitant l'exécution de ces grandes lignes navigables, dont l'ouverture eût été longtemps ajournée sans cette mesure, de donner à la plupart des ingénieurs qui, dans ces derniers temps, ont participé ou qui participent encore à l'exécution des travaux maritimes et des chemins de fer, les moyens de se préparer à ces travaux et de se perfectionner par la pratique des grands ouvrages d'hydraulique. Ces résultats sont immenses et l'on ne peut regretter de les avoir achetés à ce prix. »

— Ernest Grangez, Précis historique et statistique des voies navigables de la France et d'une partie de la Belgique…, Paris, librairie générale de Napoléon Chaix et Cie, 1855, page 745.

« …le système de voies navigables intérieures sous la Restauration et la Monarchie de Juillet n’était pas à la mesure des besoins du pays, et que non moins le manque de bonnes routes, il retarda quelque peu son développement économique. Mais on ne peut rendre l’État seul responsable. Il est vrai, que plusieurs années durant, il négligea les rivières. Il montrait également une grande ignorance des questions économiques. Il découragea l’initiative privée dans les travaux publics. (…)Il essaya de construire économiquement un grand nombre de canaux [même dans des régions dont les ressources ne le justifiait pas, uniquement pour satisfaire l’opinion] au lieu d’en construire quelques-uns d’importance vitale sans regarder à la dépense. »

— A. L. Dunham, La révolution industrielle en France (1815-1848), Paris, 1953 (bibliographie), pages 39-40.

« …le plan Becquey à la fois ambitieux et cohérent… fut gravement handicapé par l’opposition entre les Ponts et Chaussées et les banquiers. La mauvaise organisation de l’administration, son refus de prendre en compte les questions de prix de revient et d’exploitation sur des bases économiques plus que l’incompétence, transformèrent un plan réalise en un échec couteux. »

— A. Broder, L’économie française au XIXe siècle, éditions Ophrys, 1993, page 41.
bien que les efforts accomplis puissent être salués :

« Car la France a connu, dès les dernières années du régime impérial et de manière plus évidente encore dans les années 1820, une croissance de la production, aussi bien agricole qu’industrielle, très largement associée à l’essor des échanges, que le développement des investissements sur les routes et les voies navigables rendait possible. Cette conclusion est d’autant mieux fondée que la croissance de ces années, fondatrices de l’industrialisation française, repose d’abord sur la réallocation (ou la mobilisation) des ressources, c'est-à-dire sur l’intensification des échanges des facteurs de production : matières premières, capital, main d’œuvre. »

— François Caron, Histoire des chemins de fer en France, Tome 1 (1740-1883), Paris, Fayard, 1997, pages 79.
Ainsi, il convient de :

« juger le plan Becquey non pas en fonction des promesses les plus optimistes de ses défenseurs, mais en fonction d'une norme plus modeste de ce qui était possible à un moment et en un lieu particulier, à la lumière des résultats obtenus par d'autres programmes de transport à d'autres moments et en d'autres lieux [Angleterre et Etats-Unis]. … C'est le contraste entre les coûts élevés et les faibles retours sur investissement qui a semblé si accablant aux détracteurs des lois sur les canaux et si décevant à leurs défenseurs. … Les mêmes critiques qui ont fait remarquer que le plan Becquey n'avait pas atteint son objectif de créer un réseau national étaient également ceux qui étaient horrifiés par le coût élevé et le faible rendement des canaux que le programme avait construits. Cette incohérence pourrait être levée en faisant valoir que Becquey avait choisi de construire les mauvais canaux, que d'autres choix auraient mieux servi les besoins nationaux à moindre coût. Malheureusement, Becquey avait peu d'alternatives ; pour le meilleur ou pour le pire, les choix de 1821-22 (à l'exception des lignes de Bretagne) étaient presque optimaux. Le fait que peu de nouveaux canaux aient été construits pendant les soixante années suivantes traduit non pas simplement une aversion envers le plan Becquey ou l'arrivée des chemins de fer, mais avant tout le fait que le coût élevé et les rendements modestes des canaux de 1821-22 ne laissaient guère d'espoir que d'autres fassent mieux. … Sans créer un marché national ni les conditions d'une révolution industrielle, ils ont rendu un modeste service à l'économie française en offrant de nouveaux moyens de transport moins chers à un coût non exorbitant. Ils ont contribué à atténuer les frictions économiques de l'espace national. »

— Reed G. Geiger, Planning the French Canals: Bureaucracy, Politics, and Enterprise Under the Restoration, 1994, pages 250, 255 in fine et 258.
Enfin, les critiques faites au plan Becquey, et indirectement au corps des ingénieurs des ponts et chaussées (qui « coûte beaucoup et produit peu », selon la formule de J.-B. Say), n’en sont pas moins à l’origine, à l'instigation de Bérard, d’une œuvre maîtresse de ce corps par la création des Annales des ponts et chaussées en 1831 qui apparaît comme un moyen d’assurer la défense des intérêts communs de ces ingénieurs et de donner de la publicité à leur point de vue,.